# مسلمة بن عبد الملك
أبو سعيد مَسْلَمة بن عبد الملك بن مروان بن الحَكَم بن أبي العاص بن أمية الأُموي القُرشي (66 هـ-685 م/7 محرم، 121 هـ-24 ديسمبر، 738 م)، هو أمير أُموي، وقائد عسكري، ووالي، وسياسي ورجل دولة. برز ما بين عام 86 هـ-705 م وعام 121 هـ-738 م بخوضه الكثير من المعارك والغزوات والحملات العسكرية على كُلٍّ مِن الإمبراطورية الروميَّة البيزنطيَّة وإمبراطورية الخزر والخوارج والجراجمة، وكانت جلَّ حروبه وأغلبها على الدولة الرومية البيزنطية. وخلال فترات متفرقة من حياته تولى العديد من المناطق والمدن، مثل مكة، وحلب، والعراق، وخراسان، وتولى إمارة أرمينية وأذربيجان (منطقة جنوب القوقاز) ثلاث مرات بأوقات مختلفة.
والده هو الخليفة عبد الملك بن مروان الذي يُعد من أعظم الخلفاء، ويُعدُّ مؤسس الدولة الأموية الثاني، وجده هو الخليفة مروان بن الحكم. وهو أخ غير شقيق لكُلِّ من؛ الخليفة الوليد بن عبد الملك، وسليمان بن عبد الملك، ويزيد بن عبد الملك، وهشام بن عبد الملك. وهو عم لثلاثة من الخلفاء هم؛ الوليد بن يزيد، ويزيد بن الوليد، وإبراهيم بن الوليد. وابن عم لخليفتين هما؛ عمر بن عبد العزيز، ومروان بن محمد.
بدأت حروبه في عهد والده الخليفة عبد الملك بن مروان واستمر بشكل سنوي بغزو الروم والخزر خلال عهد أخيه الخليفة الوليد بن عبد الملك وأخيه الخليفة سليمان بن عبد الملك حتى استطاع الوصول إلى عاصمة الإمبراطورية البيزنطية القسطنطينية عام 98 هـ-717 م، وتوقف في عهد ابن عمه عمر بن عبد العزيز سنتين وعاد مجدداً لميدان القتال بعهد أخيه الخليفة يزيد بن عبد الملك حيثُ قاتل جماعات من الخوارج في العراق واستطاع القضاء على ثورة يزيد بن المهلب في معركة العقر، وفي عهد أخيه هشام بن عبد الملك عاد للجهاد فظلَّ يُحارب الروم والخزر حتى عام 114 هـ-732 م ثم توقف لمدة ست سنين حتى عام 121 هـ-738 م وعاد لمحاربة الروم وهي السنة التي مات فيها.
بدأ مَسلمة حياته الحربية والعسكرية وهو فتى صغير كجندي في جيش عمه محمد بن مروان الذي فتح أرمينيا ومنطقة جنوب القوقاز، وأعطى مَسلمة الفرصة الأولى ليبدأ عمله قائداً عسكرياً إذ ولَّاه خلال فتوحاته في القوقاز على جيش وأمره بالذهاب لغزو الخزر في روسيا فهزمهم بعد حِصار دام طويلاً. واستولى على أقوى مدنهم. وكانت أولى غزواته على الروم بعدها مباشرة حيث استدعاه والده مع عمه من القوقاز بسبب محاولة الروم غزو الشام فجهز جيشاً ضخماً واستعمل عليه مَسلمة ووجه إلى الأناضول لغزو الروم، ومِن حينها استمر يغزو بشكل سنوي حتى استطاع الوصول إلى عاصمة الدولة البيزنطية القسطنطينية (إسطنبول اليوم) عام 98 هـ-717 م، وكاد أن يفتحها لولا الظروف المناخية والثلوج والأمطار ومساعدة البلغار للروم واستخدام الروم لسلاح النار الإغريقية ووفاة الخليفة سليمان بن عبد الملك حيثُ أجبره الخليفة الجديد عمر بن عبد العزيز على العودة والانسحاب من الحصار. ثم اتجه إلى القضاء على فتنة يزيد بن المهلب التي كادت أن تدمر الدولة الأموية فقضى عليه وأنهى الفتنة. وفي عهد هِشام بن عبد الملك عاد لغزو الروم والخزر، وكان يترك الجُبهة الروميَّة ويذهب لقتال الخزر في القوقاز، واستمر على هذا الحال حتى آخر عام من حياته وهو عام 121 هـ-739 م.
يُعتبر مَسلمة بن عبد الملك أحد أفضل القادة العسكريين في التاريخ الإسلامي، وهو أكبر القادة الذين تولوا غزو الإمبراطورية البيزنطية في تاريخ الدولة الأموية، وأعظم القادة العسكريين من بني أمية بعد معاوية بن أبي سفيان، وأعظم من حاصر القسطنطينية من القادة العرب. وقارنه المؤرخون المسلمين بالصحابي القائد خالد بن الوليد في محاربته للروم، وكثرة حروبه، وانتصاراته الدائمة، وشدة بأسه وشجاعته، واعتبروه أحق أبناء عبد الملك بن مروان بالخلافة وأفضلهم. وكان يغزو كل سنة مرة وأحياناً مرتين في السنة ثم يعود للشام حتى توفي. وقد شملت فتوحاته وحروبه 7 بلدان وهم؛ تركيا، وروسيا، وداغستان، وجورجيا، وأرمينيا، وأذربيجان، والعراق، تحديداً في منطقتي الأناضول (آسيا الصغرى) والقوقاز. وخلال حروبه تمكن من تطهير وتأمين الحدود الشمالية والشرقية من أعداء الدولة الإسلامية الأموية، ودامت حروبه أكثر من 35 عاماً.

## نسبه وأسرته ومولده

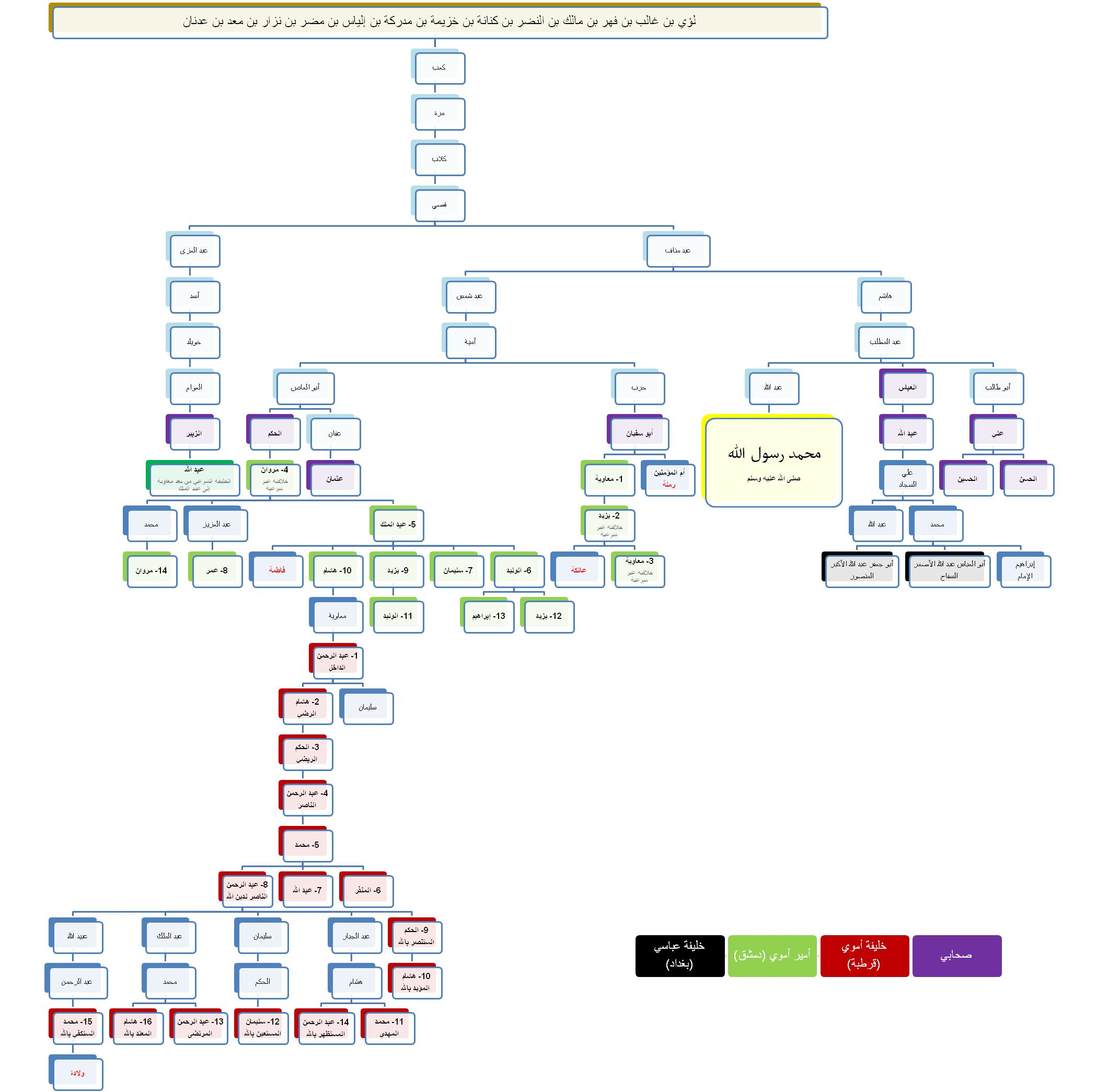
شجرة عائلة مسلمة بن عبد الملك ونسبه.

هو مَسْلَمة بن عبد الملك بن مروان بن الحَكَم بن أبي العاص بن أمية بن عبد شمس بن عبد مناف بن قصي بن كلاب بن مرة بن كعب بن لؤي بن غالب بن فهر بن مالك بن النضر بن كنانة بن خزيمة بن مدركة بن إلياس بن مضر بن نزار بن معد بن عدنان الأموي القُرشي. وكان يُكنى أبو سعيد، وأبو الأصبغ، والده هو الخليفة عبد الملك بن مروان الذي وحد المسلمين بعد فترةٍ طويلة من التفرق والصراع، وأعاد الدولة الإسلامية قوية وموحدة، وهو الذي أعاد حركة الفتوحات الإسلامية التي كانت قد توقفت عندما توفي الخليفة معاوية بن أبي سفيان لمدة 13 سنة حتى أعادها عبد الملك مجدداً، واستمرت مدة خلافته لمدة 21 سنة. ووالدته كانت إحدى جواري عبد الملك غير معروف اسمها أو أصلها. وجده هو الخليفة الرابع للدولة الأموية مروان بن الحكم، وجدته من جهة والده هي الصحابية عائشة بنت معاوية بن المغيرة الأموية القرشية. ووالد جده هو الصحابي الحكم بن أبي العاص، وجده الأكبر هو أمية بن عبد شمس وهو أحد أشراف وأسياد قبيلة قريش، ويلتقي نسب مَسلمة بنسب النبي محمد في عبد مناف بن قصي بن كلاب.
ولمسلمة الكثير من الإخوان والأخوات، ويُقدر عددهم 19 من الذكور والإناث، وجميعهم إخوة من جهة أبيه فقط، وهم؛ الوليد، وسليمان، ويزيد، وهِشام، ومحمد، وسعيد، ومروان الأكبر، وعبد الله، ومروان الأصغر، ومعاوية، وبكار، والحَكَم، والمنذر، وعنبسة، والحجاج، وحمد، وفاطمة، وعائشة، وأم كلثوم. وقد وُلد في خلافة أبيه عام 66 هـ-685 م.

## نشأته وتعليمه

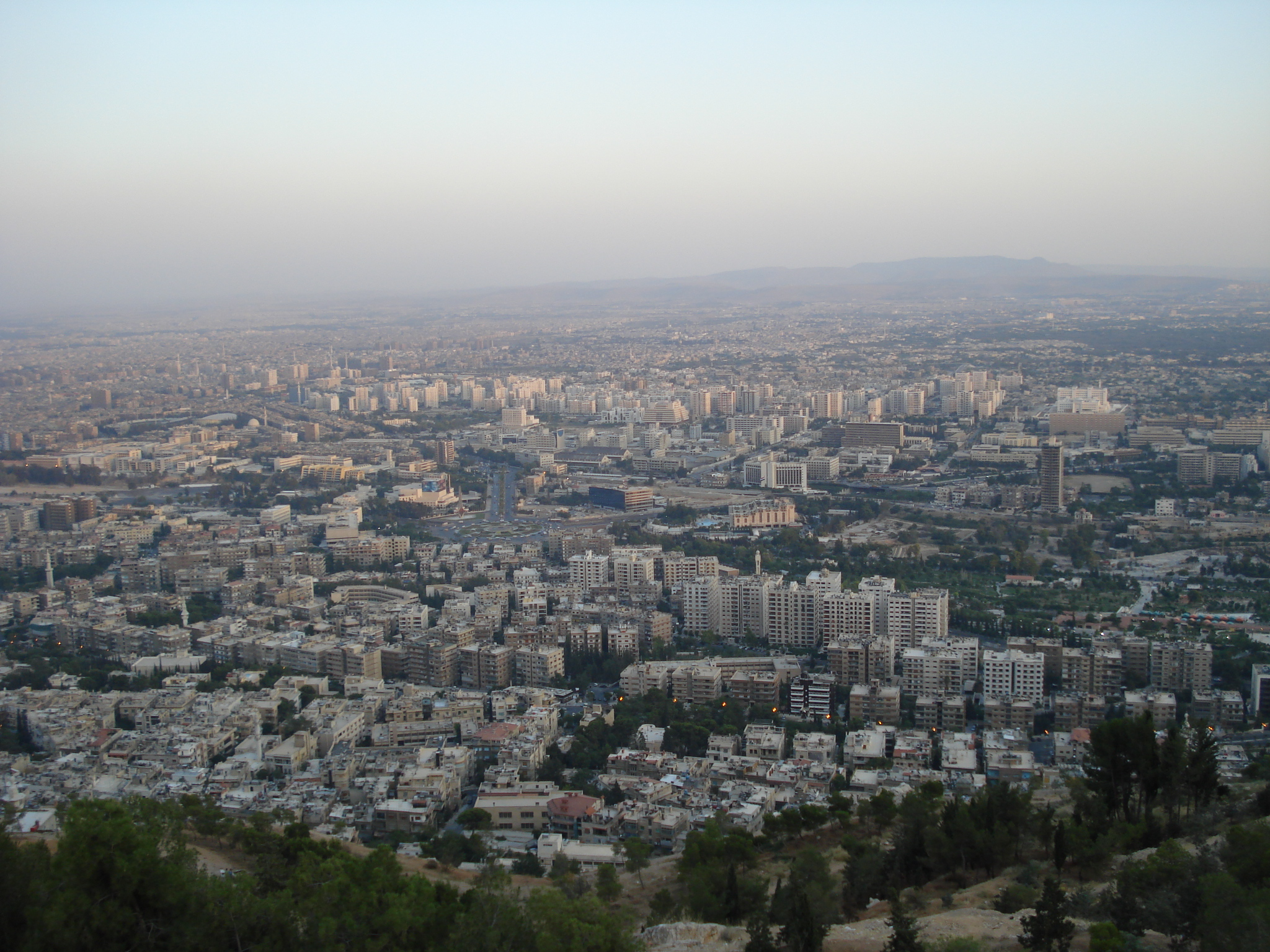
منظر عام لمدينة دمشق حيث ترعرع مسلمة بن عبد الملك.

نشأ مسلمة بن عبد الملك في مدينة دمشق عاصمة الدولة الأموية، وقد ترعرع منذ صغره في ظروف ملائمة ساعدت على تشكيل شخصيته، وساهمت بإكمال متطلباتها، وقامت بإعداده ليكون رجل دولة وقائد عسكري بالمستقبل، واستطاعت صقله من كل النواحي، فكرياً وإدارياً وسياسياً وعسكرياً، فهو من بيت السلطة والملك، وأهله أمراء وقادة وخلفاء، وظروفهم الإدارية والعسكرية والسياسية لا تخلو من مشاكلٍ وصعوباتٍ أعانت وساعدت مَسلمة ليتعلم ويتدرب على الحياة السياسية والإدارية والعسكرية.
وكان عبد الملك بن مروان حريصاً على تربية أبناءه تربية إسلامية خالصة، فعهد إلى عددٍ من كبار العلماء مهمة تعليم وتربية أولاده، وكان من ضمن أولئك المعلمون الذين أمضوا سنيناً في تنشئة وتربية وتعليم أولاده؛ العالم والتابعي عامر الشعبي، والعالم والتابعي إسماعيل بن عبيد الله بن أبي المهاجر المخزومي حيثُ أسند لهما تعليم أولاده وتأديبهم، وخصيصاً إسماعيل الذي أَدَّبْ وعَلَّم أغلبية أولاده، وقد استخدم عبد الملك إسماعيل بعد أن نصحته الفقيهة هجيمة أم الدرداء بأن إسماعيل لديه الأهلية لتعليم أولاده، والذين علمهم إسماعيل من أولاد عبد الملك؛ مَسلمة، والخليفة يزيد، وسعيد، ومروان الأصغر، ومعاوية، وأيضاً علَّم معهم ابن أخيهم العباس بن الوليد بن عبد الملك.
ووصى عبد الملك إسماعيل قائلاً: «إني قد اخترتك لتأديب ولدي، وجعلتك عيني عليهم وأميني، فاجتهد فِي تأديبهم ونصيحتي فيما استنصحتك فيه من أمرهم، علمهم كتاب اللَّه عز وجل حتى يحفظوه، وقفهم على ما بين اللَّه فيه من حلال وحرام حتى يعقلوه، وخذهم من الأخلاق بأحسنها، ومن الآداب بأجمعها، ورَوِّهم من الشعر أعفه، ومن الحديث أصدقه، وجنبهم محادثة النساء، ومجالسة الأظناء، ومخالطة السفهاء، وخوفهم بي، وأدبهم دوني، ولا تخرجهم من علمٍ إلى علمٍ حتى يفهموه، فإن ازدحام الكلام فِي السمع مضلة للفهم، وأنا أسأل اللَّه توفيقك وتسديدك»، وأوصاه أيضاً: «علمهم الصدق كما تعلمهم القرآن، وجنبهم السفلة، فإنهم أسوء الناس دعة وأقلهم أدباً، وجنبهم الحشم، فإنهم لهم مفسدة، وأخف شعورهم تغلظ رقابهم، وأطعمهم اللحم يقووا، وعلمهم الشعر يمجدوا وينجدوا، ومرهم أن يستاكوا عرضاً ويمصوا الماء مصاً، ولا يعبوا عباً، وإذا احتجت أن تتناولهم بأدب، فليكن ذلك في سرٍ لا يعلم به أحد من الحاشية فيهونوا عليهم». وكان عبد الملك يأمر إسماعيل بضرب مَسلمة وإخوانه إذا كذبوا أو لَم يحفظوا القرآن، وقال لإسماعيل يوماً: «إنه والله ما يخفى عليَّ ما تعلمهم وتلقيه إليهم، فاحفظ عني ما أوصيك به: علمهم الصدق كما تعلمهم القرآن، واحملهم على الأخلاق الجميلة، وعلمهم الشعر يسمحوا ويمجدوا وينجدوا، وجنبهم شعر عروة بن الورد، فإنه يَحمِّل على البخل، وأطعمهم اللحم يقووا ويشجعوا، وجز شعورهم تغلظ رقابهم، وجالس بهم أشراف الناس وأهل العلم منهم، فإنهم أحسن الناس أدباً وهدياً، ومرهم فليستاكوا، وليمصوا الماء مصاً، ولا يعبوه عباً، ووقرهم في العلانية، وأدبهم في السر، واضربهم على الكذب كما تضربهم على القرآن، فإن الكذب يدعو إلى الفجور، والفجور يدعو إلى النار، وجنبهم شتم أعراض الرجال، فإن الحر لا يجد من شتم عرضه عوضاً، وإذا ولوا أمراً فامنعهم من ضرب الأبشار؛ فإنه على صاحبه عار باقٍ ووتر مطلوب، واحثثهم على صلة الرحم. واعلم أن الأدب أولى بالغلام من النسب».
وكان عبد الملك مواظباً على حث مسلمة وإخوانه على الرجولة ومكارم الأخلاق، وكان يتابع بين الفينة والأخرى تحصيل أبناءه وأثر التعليم فيهم ويمتحنهم ويسألهم بنفسه. وخلال نشأته حفظ مَسلمة وتعلم القرآن الكريم، والسنة النبوية، وحفظ أخبار العرب وأيامهم، وأتقن علوم اللغة العربية، وفنون الأدب شعراً ونثراً، ثم بدأ بممارسة القضايا الإدارية والسياسية عن كثب، ورأى كيف تصرف الأمور وتُعطى القرارات، كما تدرب أيضاً على ركوب الخيل والفروسية والسباحة، والرمي بالسهام والنبال، والمبارزة والضرب بالسيف، والطعن بالرماح والسنان. وساهم عبد الملك بن مروان بإرساء شخصية مَسلمة بشكل كبير فبدت ملامحها واضحة جلية في وقت مبكر من عمره، وتلك الأسس كانت عبارة عن الدين والتفقه به والتمسك بتعاليمه، والعربية وإتقان علومها، والسياسة وممارسة قضاياها، والإدارة وحل مشاكلها، والعسكرية والتدريب على متطلباتها، فكان مسلمة نسخة طبق الأصل من والده عبد الملك وأشبه الناس به ما عدا أنه لَم يتولى الخلافة كوالده.

## فتوحاته في عهد أبيهعبد الملك بن مروان: مُحاربة الروم والخزر لأول مرة

### فتحدربندالأول

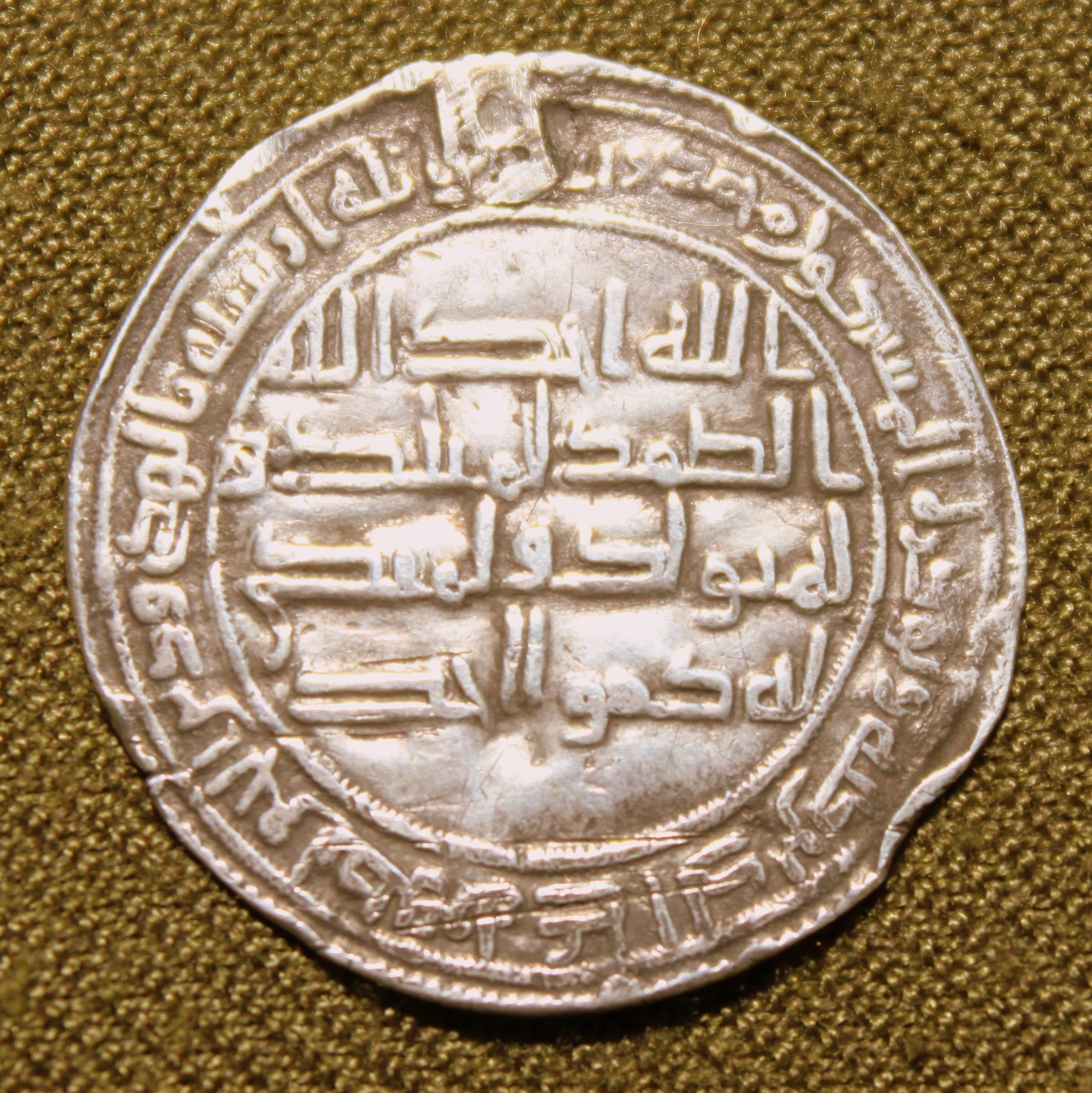
درهم إسلامي فضي يعود للعصر الأموي، تم العثور عليه في دربند.

في أثناء ولاية محمد بن مروان بن الحكم على إمارة إرمينية وأذربيجان حارب أهل القوقاز كثيراً وكان مَسلمة معه جندياً في جيوشه، وخلال حملاته أعطى مَسلمة الفرصة الأولى كقائد عسكري رغم صِغر سنه فاستدعاه وأعطاه جيشاً وأمره بالذهاب به إلى شمال القوقاز لفتح مدينة باب الأبواب أو دربند، فأخذ جيشه وذهب للمدينة وكان بها 80 ألفاً جندي خزري يقومون بحِمايتها، وما أن وصل مَسلمة بالجيش حتى فرض الحِصار عليها، واستمر يُقاتل الجيش الخزري لفترة طويلة ولَم يستطع فتح المدينة بسبب قوة أسوارها وأبوابها ومناعتها.
استمر الوضع على هدا الحال حتى أتى رجل خزري إلى مَسلمة يُريد دخول الإسلام، وقال له: «أيها الأمير! إني قد أقبلت إليكَ راغباً في دينك، أريد الدخول في الإسلام...»، ثُم عرض على مَسلمة أن يُساعده على دخول المدينة مُقابل أن يُعطيه مالاً يعيش منه هو وأطفاله، فضمن له مَسلمة المال وأسلم الرجل، ثم جهز مَسلمة كتيبة من أقوى وأشجع جنوده مكونة من ألف رجل وأرسلهم مع الرجل في بداية الليل، ثم سارت الكتيبة مع الرجل الخزري فصعد بهم الجبل من ناحية الوادي ثم نزل بهم إلى مكان من السور لا يحميه أهل المدينة ولا يخافون أن يأتيهم المسلمين منه، فقام الرجل بإدخال بعض أفراد الكتيبة إلى المدينة من ذاك المكان، فدخلوا ورآهم الجنود الخزريون فاجتمعوا عليهم وبدأوا بالقتال، وكان القتال صعباً وشديداً واستمر طيلة الليل، ووصفه المؤرخ ابن أعثم الكوفي: «واقتتل الناس في ليلتهم تلك قتالاً شديداً حتى كاد يسمع وقع السيوف على البيض والدرق كوقع الحديد بعضه على بعض».
وما أن حلَّ الفجر حتى رفع المسلمين أصواتهم بالتكبير وهُم في خضم القتال، ثم بعدها بفترة بسيطة صاح رجل من عسكر مَسلمة قائلاً: «ألا إنه الظفر ورب الكعبة!»، فأخذ مَسلمة الجيش وتقدم لمُساعدة الكتيبة في المعركة، وفي ذات اللحظة فتح الجيش الخزري باباً من أبواب مدينة دربند وخرجوا هاربين من أمام الجيش الأُموي تاركين خلفهم نساؤهم وأطفالهم والمدينة التي سقطت بإيدي مَسلمة بن عبد الملك. بعد فتح المدينة أراد مَسلمة هدم أسوار وأبواب المدينة لأنه أقسم على فعل ذلك حينما حاصرها، فقال له أحد أصحابه مُعارضاً للأمر: «لا تهدم هذا السور، فلعلنا نحتاج إلى هذه المدينة فتُريد أن تكلفنا بناء هذا السور بالمؤنة الكثيرة، ولعلنا لا نبلغ من إحكامه ما نريد!»، أي قد يحتاج المسلمين هذه المدينة في المستقبل فيتكلف المسلمين أموالاً كثيرة لبناء السور أو لا يستطيعون بناؤه بنفس قوة السور الأول، فقال له مسلمة بن عبد الملك: «صدقتَ، ولكني حلفتُ أن أهدمه ولا بد لي من ذلك!»، فقال له صاحبه: «فأهدم بعضه واترك بعضه»، فاستمع مَسلمة لنصيحة صاحبه وهدم جزءاً بسيطاً من السور الأيمن لتبرير قسمه ونذره.
ثم أخذ المسلمين ورحل عن المدينة عائداً إلى عمه محمد بن مروان في أرمينيا مع غنائم الخزر. وبقي مَسلمة مع عمه محمد في القوقاز يُحارب معه أهلها.

### خروج مَسلمة للحملة الأولى على الروم

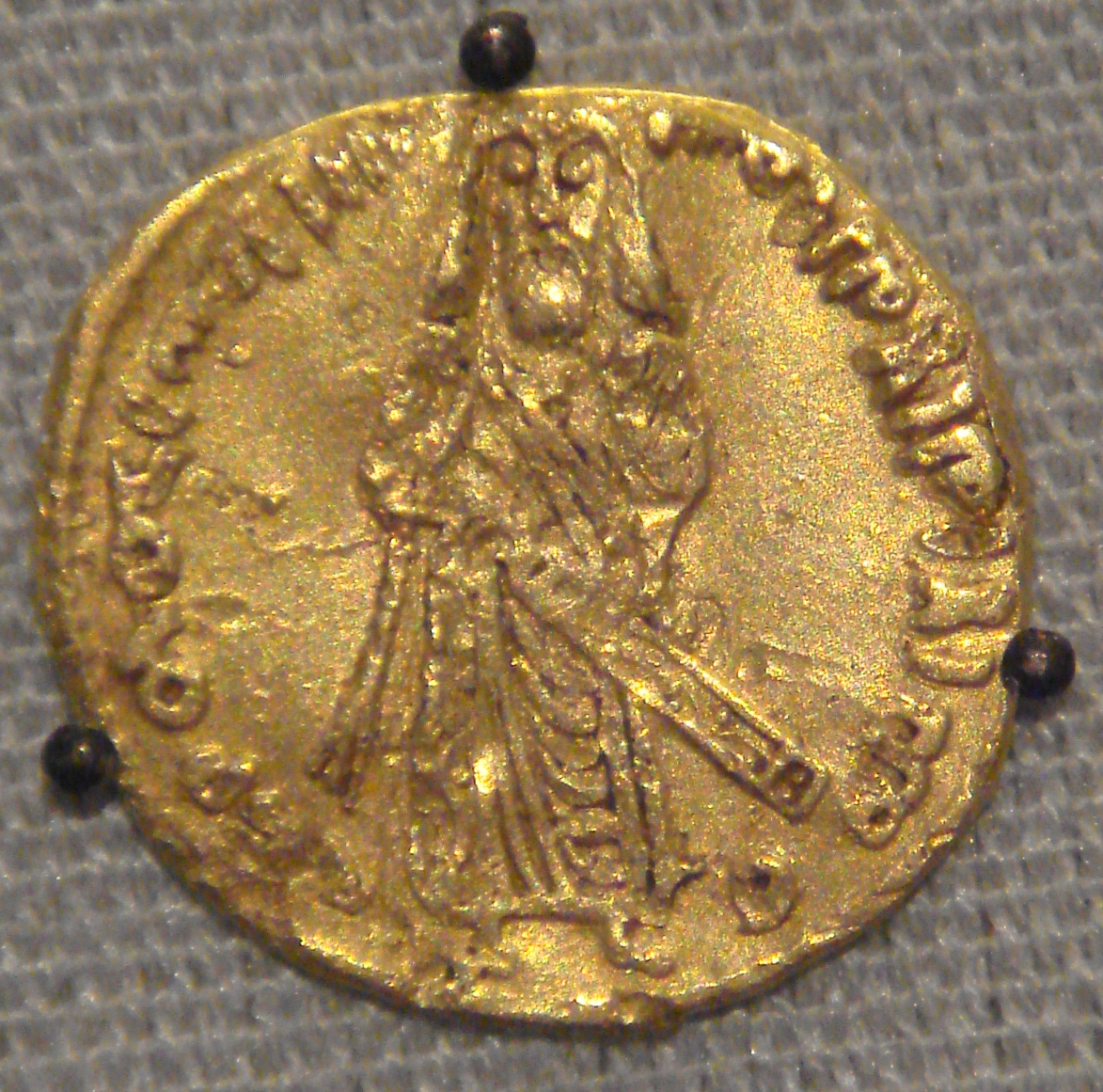
صورة أمير المؤمنين عبد الملك بن مروان منقوشة على دينار إسلامي سك في عهده.

أثناء تواجد مَسلمة في جنوب القوقاز اجتمع الروم البيزنطيون في القسطنطينية وقرروا غزو المسلمين في عقر دارهم وأخذ الشام من المسلمين فجمعوا جيشاً ضخماً لأجل ذلك، ولمّا وصلت الأخبار للخليفة عبد الملك قرر مُهاجمتهم قبل أن يهجموا على الشام وردعهم عن ذلك قبل أن يغزون الدولة الإسلامية، فقام عبد الملك بجمع أهل الشام في مسجد دمشق الأعظم، ثم صعد إلى المنبر وخَطَب بالناس قائلاً: «أيها الناس! إن العدو قد كَلَب عليكم وطمع فيكم، وهنتم عليه لترككم العمل بطاعة الله تعالى، واستخفافكم بحق الله، وتثاقلكم عن الجهاد في سبيل الله، ألا! وإني قد عزمت على بعثكم إلى أرض الروم فماذا عندكم من الرأي ؟»، فوافقه الناس على محاربة الروم قبل أن يُحاربون المسلمين وشاركوه الرأي.
عندها كتب عبد الملك بن مروان أربع رسائل، منها رسالة إلى أبان بن عثمان بن عفان الأموي والي الحجاز يطلب منه أن يُرسل إليه رؤساء وفُرسان مكة المكرمة والمدينة المنورة والطائف وغيرها من مُدن الحجاز، والرسالة الثانية لعلقمة بن مرداس الخولاني والي اليمن يطلب منه أن يرسل إليه فرسان اليمن، والرسالة الثالثة لأخيه عبد العزيز بن مروان (والد الخليفة عمر بن عبد العزيز) والي مصر يطلب منه أن يأتي إليه بنفسه مع فرسان مصر، والرسالة الرابعة للحجاج بن يوسف الثقفي والي العراق يطلب منه أن يُرسل فرسان العراق إليه، ثم كتب رسالة إلى أخيه محمد بن مروان (والد الخليفة مروان بن محمد) وإلى ابنه مَسلمة يطلب منهما أن يأتوا من القوقاز مع كل جنودهم، فأتوا جميعاً فجمعهم وقام فيهم خطيباً قائلاً:
| مسلمة بن عبد الملك | أيها الناس! إنكم قد علمتم ما ذكر الله عز وجل في كتابه من فضل الجهاد، وما وعد الله عليه من الثواب، ألا! وإني قد عزمت أن أغزو بكم غزوة شريفة كريمة إلى أليون صاحب الروم فإنه قد طغى وبغى، وقد بلغني أنه قد جمع للمسلمين جموعاً كثيرة وعزم على غزوكم ومفاجأتكم في دياركم، وقد علمتُ أن الله تعالى مهلكه ومبدد شمله وجاعل دائرة السوء عليه وعلى أصحابه، والله مهلكهم ومبدد شملهم ولا قوة إلا بالله العظيم، وقد جمعتكم يا معشر المسلمين من كل بلد وأنتم أهل البأس والنجدة والشجاعة والشدة، وإن من حق الله تعالى أن تقوموا لله سبحانه بحقه ولنبيه صلى الله عليه وسلم بنصرته، وهذا ابني مَسلمة وقد أمرته عليكم، فاستمعوا له وأطيعوا يوفقكم الله ويرشدكم لصالح الأمور![29][30][31][32][33] | مسلمة بن عبد الملك |
فقال الناس: «سمعاً وطاعةً يا أمير المؤمنين!»، ثم عسكر بهم مَسلمة خارج دمشق فخرج إليهم عبد الملك بن مروان وبدأ بتنظيم الجيش حيثُ وضع محمد بن الأحنف بن قيس التميمي قائداً على قبيلة تميم، ووضع صدقة بن اليمان الهمداني قائداً على قبيلة همدان، ووضع عبد الرحمن بن صعصعة بن صوحان العبدي قائداً على قبائل ربيعة بن نزار، ووضع عبد الله بن الصحابي عدي بن حاتم الطائي قائداً على قبيلة طيء وقبيلة جذام وقبيلة لخم، وجعل الضحاك بن مزاحم الأسدي قائداً على جميع قبائل قيس عيلان، وجعل أخيه محمد بن مروان بن الحكم قائداً على جميع بني أمية وقبيلة قريش، وجعل الأصبغ بن الصحابي الأشعث بن قيس الكندي قائداً على قبيلة كندة وقبيلة غسان، وجعل عبيد الله بن الصحابي عبد الله بن الخليفة عمر بن الخطاب العدوي القرشي قائداً على أشراف ورؤساء أهل الحجاز، وجعل عبد الله البطال قائداً على رؤساء أهل الجزيرة الفراتية والشام، وجعل يزيد بن مرة القُبطي قائداً على رؤساء أهل مصر، وجعل الهيثم بن الأسود النخعي قائداً على رؤساء أهل الكوفة، وجعل سُليمان بن الصحابي أبي موسى الأشعري قائداً على رؤساء أهل البصرة، وجعل جابر بن قيس المذحجي قائداً على رؤساء أهل اليمن، وجعل عبد الله بن الصحابي جرير بن عبد الله البجلي قائداً على رؤساء أهل الجبال، وجعل رجاء بن حيوة مسؤولاً عن الغنائم.
ثم قال عبد الملك لابنه مَسلمة يوصيه:
يا بُنيَّ! إني قد وليتك على هذا الجيش فَسِر بهم، واقدم على عدو الله إليون كلب الروم، وإني قد ندبتك لهذا الأمر وشرفتك بهذا الجيش، فجعلته لك شرفاً وذكراً إلى آخر الأبد، فكُن يا بني بالمسلمين باراً رحيماً وأميراً حليماً، ولا تكن عنيداً كفوراً ولا مختالًا فخوراً، واعلم يا بُني! أن الروم سيلقونكَ بجيشٍ كثير وجمع كبير، فثق باللهِ واستعن به وتوكل عليه، فكفى به ولياً وناصراً، وانظر يا بني! لا يهولنك ما ترى من جمع الروم وكثرة عددهم، فإن الله تبارك وتعالى بفضله ومنه مهلكهم وضارب وجوههم ومرعب قلوبهم ومزلزل أقدامهم، ومعك يا بني بحمد الله خلق كثير، فإذا عزمت على حرب عدوك فاجعل عمك محمد بن مروان على ميمنتك، واجعل ابن عمك محمد بن عبد العزيز على ميسرتك، واجعل محمد بن الأحنف بن قيس على طلائعك، وعبد الرحمن بن صعصعة بن صوحان على جناحك، وكن أنت في القلب، واعتمد في حربك على البطال بن عمر وأمره فليعس بالليل العسكر فإنه أمين ثقة بطلٌ شجاعٌ مقدامٌ شياع، وانظر يا بني! لا تكسل ولا تفشل ولا تجزع ولا تهلع، فإنك إن لم تفعل ذلك وتعديت ما أوصيتك به، استوجبت من الله المقت ومن عباده البغض ومن الملائكة اللعن، فإنه تعالى يقول: ﴿وَمَنْ يُوَلِّهِمْ يَوْمَئِذٍ دُبُرَهُ إِلَّا مُتَحَرِّفًا لِقِتَالٍ أَوْ مُتَحَيِّزًا إِلَى فِئَةٍ فَقَدْ بَاءَ بِغَضَبٍ مِنَ اللَّهِ وَمَأْوَاهُ جَهَنَّمُ وَبِئْسَ الْمَصِيرُ ۝١٦﴾ [الأنفال:16] 
ثم خطب عبد الملك على الناس للمرة الأخيرة فقال: «أيها الناس المسلمون! أنتم إخواني وأعواني، وهذا ابني مَسلمة وهو سيفي ورمحي وسهمي، وقد رميتُ به في نحر هذا العدوِّ، وبذلتُ دمه ومهجته لله عز وجل، ورجوتُ أن يقضي الله به جيش الروم، فأعينوه واعضدوه وقوموا معه، وانصروه إذا كسل، وشجعوه إذا فشل، وأيقظوه إذا غفا، وفهموه إذا هفا، فإن استشهد فالأمير بعده محمد بن خالد بن الوليد المخزومي فإن استشهد فالأمير بعده عمه محمد بن مروان، فإن استشهد فابن عمه محمد بن عبد العزيز، فإن استشهد فاختاروا من أحببتم الأفضل فالأفضل، والخيار في ذلك إليكم - والسلام -».
ثم دعا عبد الملك ابنه مَسلمة فعانقه وقبله بين عينيه، وقال له: «السلام عليكَ يا ولدي وقُرة عيني وثمرة فؤادي! فإن نفسي تُحدثني أني لا أراكَ ولا تَراني بعد هذا أبداً»، فبكى وبكى الناس معه ثم رحل الجيش من عسكرهم بعد صلاة الجمعة، وسار معهم عبد الملك بن مروان يُشيعهم حتى وصلوا مسافة فرسخين من دمشق فأقاموا يوماً كاملاً هناك، وفي اليوم الثاني ودعهم عبد الملك وعاد لدمشق مع أصحابه ثم ساروا حتى وصلوا لقرية مرج دابق فأقام مَسلمة بها وخلال مسيره وإقامته بمرج دابق كان الناس يأتونه من كل بلد ومدينة يتطوعون للجهاد معه حتى جمع عدداً لا يُحصى من الجنود، ثم ذهب من مرج دابق إلى أرض الروم.

### فتوحات الحملة
زعم المؤرخ ابن أعثم الكوفي والمؤرخ البلاذري أن أول ما فتحه مَسلمة خلال الحملة هو مدينة طوانة أو تيانا - وهي تقع اليوم في محافظة نيدا بمنطقة وسط الأناضول في تركيا -، ثم فتح مدينة عمورية في عهد عبد الملك بن مروان، ولكن اجمع بقية المؤرخين العرب على أن مَسلمة فتحهما في وقت لاحق بعهد أخيه الوليد بن عبد الملك.
حسب ابن أعثم أنه بعد أن فتح مَسلمة طوانة وعمورية، أرسل مَسلمة لوالده يخبره بالفتح والنصر، ثم سار مَسلمة بالجيش من عمورية حتى وصل لمدينة «قفورية»، وكان حاكمها يُدعى «نقفور الأكبر» - وهو زوج بنت أخ ملك الروم -، فما أن وصل مَسلمة للمدينة حتى خرج إليه نقفور بجيش يُقدر بـ 70 ألف فارس، ولمّا رأى الجيش المسلم يزحف نحو المدينة صرخ بجنوده للهجوم عليهم فتقاتل الجيشان، واستطاع الروم من قتل جماعة من المسلمين حتى كاد ينهزم المسلمين، فغضب مَسلمة بسبب هذا ونادى المسلمين يحثهم على الصبر قائلاً: «يا أهل الشام! لا شام لكم، ويا أهل العراق! لا عراق لكم، ويا أهل مصر! لا مصر لكم إن أنتم وليتم الأدبار، اليوم يعلم الله منكم حسن الصبر واليقين»، وفي خضم المعركة والمسلمين يتعرضون للهزيمة صرخ محمد بن مروان بن الحكم قائلاً: «يا أهل الإسلام! أما تستحيون أن ينهزم أهل الدين والقرآن من بين أيدي الكفرة وعبدة الصلبان! أما ترغبون فيما رَّغبكم فيه ربكم وأتاكم به نبيكم النصر! والله ينصركم ويُثبت أقدامكم.»
عندها زاد هجوم المسلمين على الروم والتحم القتال، وتوجه نقفور إلى مَسلمة بن عبد الملك فتبارزا حتى ضرب مَسلمة نقفور ضربة على خوذته جعلته يسقط على الأرض، ثم اجتمع الروم على المسلمين وكادوا أن يهزموهم إلا أن المسلمين ثبتوا في أماكنهم ورشقوا الروم بالسهام والرماح، وفي وسط المعركة نادى مَسلمة جيشه ليجتمع حوله قائلاً: «أيها الناس! إليَّ إليَّ! أنا مسلمة بن عبد الملك! يوجب الله لكم الرضوان»، فاجتمع حوله الجيش ثم وصاهم بالصبر ووعظهم، بعهدها انطلقوا لاكمال المعركة فحملوا على الروم حملة رجلٍ واحد وقتلوا أكثريتهم، وكان أول قتيل هو نقفور الأكبر، وعندما عَلِم الجيش الرومي بمقتل نقفور بدأ الجنود بالانهزام وهربوا بينما أكثر المسلمين من قتلهم فلَم ينجو من الجيش إلا مَن هرب، وسارع القائد عبد الله البطال مع جماعة من المسلمين إلى باب المدينة فدخلوها وهجموا على جنودها حتى قتلوهم، وأتى مَسلمة مع جماعة من الجيش فأحاطوا بالمدينة من كل جهة، وفتحوها عنوة ثم بعد الفتح جمعوا غنائمها، وكانت غنائم المدينة تبلغ 180 ألف مثقال من الذهذ والفضة إضافة للحيوانات والأمتعة والعبيد، فأخرج مسلمة الخُمُس من الغنائم وأرسلها إلى والده عبد الملك وقسم الباقي على جيشه، وجمع جيشه ليعرف كم فقد جندياً في فتح طوانة وعمورية وقفورية فقدر عدد الذين قُتلوا من المسلمين خلال فتح المدن الثلاثة فقط 800 جندي مسلم.
ثم أخذ جيشه وتوجه به إلى مدينة رومية سماها العرب بـ «السماوة الكبرى»، كان حاكمها بطريرك يُسمى «إفريطون»، وكان يعلم بقدوم مَسلمة إليه فحصن المدينة وقواها وأغلق أبوابها عليهم وجهز جيشه البالغ عدده 80 ألف جندي رومي، ونصب على سور المدينة 20 منجنيق و30 عرادة لقذف المسلمين بها، فوصل مَسلمة بن عبد الملك وفرض الحصار على المدينة وعسكر حولها، وأمر مَسلمة بمجانيقه فنُصبت من كل جانب فبدأ يضرب المدينة من كل اتجاه وترامى المسلمين والروم عبر المجانيق والعرادات وتقاتلوا، واستمرت الحرب أكثر من أربعين يوماً لا يتوقفون فيها عن القتال لا ليلاً ولا نهاراً.
وبعد أربعين يوم من الحصار أتى إلى مَسلمة في منتصف الليل رجل رومي من أهل المدينة اسمه قرطس - وهو من أسياد الروم وأشرافهم ولديه عدواة بين حاكم المدينة إفريطون وذلك لأن إفريطون تزوج ابنته غصباً عنه -، فقال لمَسلمة لمّا دخل عليه: «أيها الأمير! إن السماوة حصن حصين، وفيها خلق كثير، وليس يتهيأ لك أن تفتحها إلا أن يفتح لك من داخلها فتدخلها، وإن إفريطون هذا صاحب السماوة قد أساء إلي وغصبني على ابنة لي فأخذها مني قهراً وقد عزمتُ على أن أفتح لك هذا الباب الذي هو مقابلك، فإذا أصبحت فعبىء أصحابك واقترب من باب المدينة وألقِ الحرب بينك وبين الروم، وقُد أبطال عسكرك في يديك فإني فاتحٌ لكَ هذا الباب الذي هو مقابلك»، أي أنه سيقوم بفتح باب المدينة لمَسلمة وجيشه انتقاماً من إفريطون، فرد عليه مَسلمة: «إن أنتَ فعلتَ ذلك حملتك وكسوتك وبررتك بعشرين ألف درهم وخلطتك بأصحابي»، فقال قرطس: «أيها الأمير! إذا دخلت المدينة فافعل من ذلك ما أحببتَ»، وعاد قرطس بعدها للمدينة.
في صباح اليوم التالي جمع مَسلمة جيشه وصفه صفوفاً أمام باب المدينة وجعل أبطال الجيش وشُجعانهم في المقدمة بجانبه ووضع قائداً عليهم عبد الله البطال، فخرج الروم للقتال كالعادة فاختلط الفريقان واشتبكت الحرب على باب المدينة، وفي أثناء ذلك فتح قرطس باب المدينة فدخل المسلمين المدينة وهجموا على بقية جنودها فقتلوا بعضاً وأسروا بعضاً منهم، وبذات اللحظة فتح الحاكم إفريطون باباً آخر من أبواب المدينة وهرب منه باتجاه مدينة اسمها مدينة «المسيحية» بينما فتح المسلمين مدينة السماوة الكبرى وأحكموا سيطرتهم عليها، وجُمِعت غنائمها فَقُدِرت بـ ألف ألف و300 ألف من الفضة والذهب والأمتعة والحيوانات والعبيد فأخرج مَسلمة منها الخُمُس وأرسله إلى والده عبد الملك بن مروان ووزع الباقي على المسلمين.
ثم توجه مسلمة بجيشه لمدينة «المسيحية» فلمّا اقترب المسلمون من الوصول إليها عَلِم إفريطون بذلك فأرسل لبقية الروم يطلب النجدة فاستطاع جمع جيش يُقدر بـ 70 ألف جندي، وقسم جيشه بينه وبين بطريرك اسمه شماس فأرسل شماس مع 30 ألف جندي لمُقاتلة مَسلمة ولحقه هو مع 40 ألف جندي، وما أن وصل جيش شماس للمسلمين حتى بدأت المعركة فاقتتلوا قتال شديد، وشد الروم على المسلمين حتى تراجعوا إلى مدينة السماوة الكبرى ثم شد المسلمين على الروم مما جعل جيش شماس يهرب لمدينة المسيحية واشتبك القتال على باب المدينة، وشدَّ القائد شماس على المسلمين فكان يهجم عليهم المرة تلو الأخرى فيقتل ثم يتراجع إلى الجيش حتى استطاع قتل عدداً بسيطاً من المسلمين، وهجمت جماعة من الروم على الضحاك بن يزيد السُلمي فقتلوه مع جماعة من المسلمين، وأتى إفريطون مع جيشه فتقدم له الأمير محمد بن عبد العزيز بن مروان الأموي (أخ الخليفة عمر بن عبد العزيز وابن عم مَسلمة بن عبد الملك) وهو يقول من الشِعر:
فتبارز محمد مع إفريطون طويلاً، ثم اختلفا بطعنتين فطعن إفريطون مُحمد طعنة أودت بحياته وتوفي، فاغتم المسلمون وحزنوا لقتله وغضبوا، عندها تقدم عبد الله البطال لإفريطون وهو يقول من الشِعر:
ثم تبارز مع إفريطون وطعنه فَقُتِل إفريطون ثم نزل مِن على فرسه وقطع رأس إفريطون على رمحه فصاح المسلمين «الله أكبر»، ونظر الجيش الرومي لرأس قائدهم فانكسروا بسبب قتل إفريطون وضعفوا وارتعبوا فهربوا فاجتمعت عليهم عساكر المسلمين يقتلونهم من جهة ويأسرونهم من جهة، فقُتِلَ منهم الكثير وانهزم الباقين وسلموا مدينة «المسيحية» بجميع ما فيها ففتحها المسلمين عنوة وقتلوا جنودها، وأخذوا غنائمها التي كانت تُقدر بـ 200 ألف مثقال من الذهب والفضة إضافة للأمتعة والحيوانات والعبيد.
وبعدها حلَّ الشتاء وأتى معه الثلوج والأمطار والبرد الشديد لذلك بقي الجيش المسلم في مدينة المسيحية حتى انحسر الشتاء تركوها وزحفوا إلى مدينة «بدروق»، وكان بها حاكم اسمه «لبوس» وهو أحد المقربين والمُعَظمين عند ملك الروم، فلمّا عَلِم بمسير المسلمين له راسل الملك يخبره بذلك ويطلب منه المدد والمساعدة فأرسله له الإمبراطور 50 ألف جندي واستطاع لبوس أن يجمع بنفسه 30 ألف جندي فأصبح عدد جنوده الكُلي 80 ألف جندي، وجهز لبوس على أسوار المدينة المجانيق والعرادات لقصف المسلمين، فلمّا وصل مسلمة بن عبد الملك بالجيش خرج إليه لبوس مع الـ 80 ألف فارس ووضع عن يمينه صليب وعن يساره صليب آخر، فنظر عبد الله البطال إليه وإلى الصلبان فذهب إلى مَسلمة بن عبد الملك واستأذنه في الخروج لمبارزة لبوس، فقال له مَسلمة: «أذنت لك، ولكن انظر أين تضع رمحك!»، فرد البطال: «كفيتَ أيها الأمير! ليس مثلي من يحتاج إلى الوصية في مثل هذا الوقت»، ثم تقدم البطال وهو يقول من الشعر:
ثم خرج من صف الجيش وجال جولة بفرسه ثم انطلق مُسرعاً للجيش الرومي فدخل صفوفهم وأخذ يُقاتلهم حتى اخترقهم ووصل للقائد لبوس فضربه بسيفه على رأسه ضربة كسرت تاجه وفلقت أعلى رأسه فسقط لبوس قتيلاً يتخبط في دمائه، عندها تخبط الروم وهربوا مِن غير قِتال فهجم عليهم المسلمين فقتلوا أعداداً ضخمة منهم وهرب الباقون إلى القسطنطينية، واقتحم المسلمين مدينة بدروق وفتحوها، وجمع مَسلمة غنائمها فأخرج الخُمُس منها وأرسل إلى والده عبد الملك، وقسم الباقي على المسلمين، وأنشأ عبد الله البطال أبياتاً من الشعر يقول فيها:
وآخر فتوحات مَسلمة خلال عهد والده عبد الملك بن مروان، هي توليه غزوة الصائفة في صيف عام 86 هـ-704 بأرض الروم، ولمّا بلادهم قتل وآسر الكثير من الروم حتى فَتَح حصنين هُما حصن «بولق» وحصن «الأخرم».

### وفاة عبد الملك بن مروان وتوصيته بمَسلمة
في أواخر عام 86 هـ-704 مرض عبد الملك بن مروان وبدأ يحتضر، وجمع أبناؤه حوله، ووصاهم بعدة وصايا كثيرة، ووصاهم بأخيهم مَسلمة كثيراً رغم أنه كان يبلغ آنذاك 20 عاماً فقط، فقال لهم: «وأكرموا مَسْلَمَة بن عبد الملِك؛ فإنه سِنُّكم الذي به تَتَزَيَّنون، ونابُكم الذي عنه تَفْتَرُّون، وسَيْفُكم الذي به تَصُولون، فاقْبَلوا قَوْلَه، واصْدُرُوا عن رأيه، وأَسْنِدوا جَسِيْم أمركم إليه.»، ووصاهم أيضاً بمَسلمة قائلاً: «ولا تقطعوا مِن دونه رأيًا ولا تعصوا له أمرًا»، وزاد المؤرخ ابن أعثم في وصية عبد الملك بن مروان أنه قال أيضاً عن مسلمة: «وانظروا ابني مَسلمة حفظه الله إذا قَدِمَ من أرض الروم، فاعرفوا له حق الجهاد في سبيل الله». ثم توفي عبد الملك بن مروان في 15 شوال، 86 هـ، وذهبت الخلافة بعده لابنه الوليد بن عبد الملك.

## فتوحاته في عهد أخيهالوليد بن عبد الملك: الصوائف
لمّا تولى الوليد بن عبد الملك الخلافة بدأ مُباشرة خطة التمهيد لفتح القسطنطينية التي كان يطمح لفتحها كل الخلفاء الأمويون، ولَم تعد غزوات الصوائف غارات روتينية على الروم تتوغل في أرضهم ثم تعود لحصون وقلاع المسلمين بل أصبح لها على يد الوليد ومَسلمة خطاً واضحاً هدفه التقدم المستمر بأراضي الروم لفتح القسطنطينية وتدمير الإمبراطورية البيزنطية ونشر الإسلام في أوروبا.
وفي أول سنة من خلافة الوليد عام 87 هـ-705 غزا مَسلمة غزوة الصائفة ببلادهم الروم، فغزا «سوسنة» الواقعة قرب المصيصة فحاربهم هناك وقَتَل الكثير منهم، وفتح عدة حصون منها حصن بولس وقمقيم، وفتح «فيعم» و«بحيرة الفرسان»، وتقدم بعسكره وجيشه حتى وصل إلى قلوذيمانلس، وخلال غزوته هذه قتل وأسر الكثير من الروم.

### فتوحات عام88 هـ: طوانة وغيرها

خريطة المنطقة الحدودية بين الدولة الأموية والإمبراطورية البيزنطية.

في عام 88 هـ-707 م كان الخزر يخططون لغزو جنوب القوقاز «إمارة أرمينية وأذربيجان» وقرر ملوك جبال جنوب القوقاز مساعدة الخزر في حربهم هذه، فأمر الوليد والي منطقة جنوب القوقاز أن يرسل رسالة إلى امبراطور الروم يخبره بأنَّ الخزر عزمت على غزو المسلمين والروم فجهز جيش لإرساله إلى هناك، ولكن أثناء سير الجيش للقوقاز ووصلوهم للجريرة الفراتية أمرهم الوليد بالذهاب لغزو طوانة في طريقهم وأرسل إلى الجيش جنوداً وأسلحة وجهزهم وقواهم، واستعمل عليه أخيه مسلمة بن عبد الملك، وساعده ابن أخيه العباس بن الوليد بن عبد الملك بتجهيز الجيش ثم ساروا إلى طُّوَانَة أو «تيانا» - وهي مدينة كبيرة وعريقة تقع اليوم في محافظة نيدا بمنطقة وسط الأناضول في تركيا -.
فسار مَسلمة بن عبد الملك والعباس بن الوليد بن عبد الملك إلى طوانة ففرضوا الحِصار عليها، وحاولوا بأقصى ما يمكنهم تدمير جزء من أسوار المدينة، وحسب المصادر الغربية تمكن المسلمين من فتح جزء من أحد الجدران وإحداث نقب فيه ولكنهم لم يستطيعوا دخول المدينة من خلاله، ونجح جنود طوانة في صدهم وحماية المدينة. طال الحصار حتى جاء الشتاء فبدأت تنقص مؤونة الجيش المسلم من الطعام والشراب شيئاً فشيئاً حتى بدأ يفكر الجيش وقاداته بالانسحاب من طوانة.
وأصابت المسلمين مجاعة فاضطروا لأكل خيولهم، وتهتكت الأبنية التي بناها المسلمين لأنفسهم بسبب الجليد والثلج فاضطروا بأن يحفروا لأنفسهم أسراب أشبه بالجحور في الطريق لكي ينامون فيها ليلاً، فأرسل مسلمة بن عبد الملك رسالة على شكل قصيدة إلى الخليفة الوليد بن عبد الملك يشكو فيها الحال ويطلب المساعدة، يقول فيها:
وقد كَتَم مسلمة على الوليد أمر أكلهم للخيول ولم يخبره، وأرسل الرسالة مع رجل من قبيلة بني فزارة الغطفانية فقام هذا الرجل بإخبار الوليد بأكل الخيول.
ثم كتب الشاعر والفارس القعقاع بن خليد العبسي (وهو ابن عم "ولَّادة بنت العباس العبسية أم الخليفتان الوليد وسليمان) الذي كان قائداً من قادة جيش مسلمة رسالةً للخليفة الوليد على شكل قصيدة يخبره بحالهم السيئ، وتطرق فيها للفزاري الذي فشا السر للوليد، يقول فيها:
طال الحصار حتى حل الربيع، وفيه أرسل أهل طوانة رسالة يطلبون فيها النجدة إلى الإمبراطور جستنيان الثاني الذي كان قد عاد من منفاه وحاصر القسطنطينية بجيش من البلغار والسلاف وأخذ العرش مجدداً عام 705 م، وعندما قرروا إرسال رسالتهم لجستنيان قاموا ليلاً بإخراج الكثير من كلابهم خارج المدينة لكي يخدعوا المسلمين وقاموا بإلباس رجلين من رجالهم جلود كلاب ميتة لكي يمران أمام الجيش بدون أن يشكون بهما، فسقطت رسالة أحد الرجلين فأمر مَسلمة بإحضاره فأمر الترجمان بقراءته فإذا فيه يطلب أهل طوانة العون والغوث من الإمبراطور وأن المسلمين ينتظرون المدد من الخليفة الوليد وإن كان جستنيان يريد مساعدتهم فعليه فعل ذلك الآن قبل أن تأتي المساعدة من أرض العرب، بعد تلك الرسالة قام جستنيان الثاني بإرسال جيش على رأسه القائدان ثيوفيلاكت سَليبَس وثيودور كارتِروكَس إلى طوانة لإنقاذها. وفقاً لرواية المؤرخ ابن عساكر فإنَّ عدد الجنود الذين أرسلهم كانوا مئة ألف معهم الأسلحة والعدة وورائهم البغال والحيوانات تحمل الأطعمة والمؤونة لأهل طوانة. والمصادر البيزنطية تذكر أنَّ الجنود كانوا فلاحون مسلحين ولكنهم يفتقرون للخبرة العسكرية، ويرجع سبب ذلك إلى أن الجيش البيزنطي خاض في ذات العام معركة شديدة خسر فيها جيش جستنيان ضد البلغار، وأغلب جنوده وقاداته أما قُتِلوا أو تم أسرهم.
عندما عَلِم مسلمة بالأمر أحضر كل فارس بقي معه حصانه فجمعهم وولى عليهم العباس بن الوليد بن عبد الملك، وأمرهم بالذهاب لمواجهة جيش جستنيان إذا قدموا بينما بقي مسلمة بن عبد الملك على عدد من الجنود يقاتل وحده جيش طوانة أمام أسوار المدينة.
لمّا وصل الجيش البيزنطي تقدم قائدهم إلى معسكر المسلمين لكي يضربه ويعسكر حوله فهجم العباس بالفرسان على مقدمة الجيش، فقال له عمه مسلمة: «لا تفعل حتى يتاموا، فإذا انهزموا لم يكن لهم باقية ولا فئة تلجأ منهزمتهم إلينا..»، فقال العباس: «تتركهم حتى تصير منهم ومن أهل الطوانة كالجالس بين لحيي الأسد ثم بين عسكرين!»، ثم قام العباس وهاجمهم بمن معه من الجنود والفرسان، فدعا له مسلمة: «اللهم إنّهُ عَصاني وأطاعك فانصره.»
فواجههم العباس فاقتتلوا قتالاً شديداً فهُزِم الروم، وتذكر المصادر الغربية أن الهزيمة حدثت في المعركة الثانية بينهم، ووفقاً للمؤرخ البيزنطي تيوفان المعرف فقد حدث شجار بين اثنين من قادة الجيش البيزنطي، وكان قتالهم غير منظم ومنضبط فقُتِل الآلاف من الجنود البيزنطيين، وأُسِر أيضاً الآلاف من الجنود على يد الجيش الأموي، بعد ذلك يئس أهل طوانة من تلقي أي مساعدة فبدأوا التفاوض على الاستسلام، فوعدهم المسلمين بالأمان، وقد استمر حصار المدينة لمدة 9 شهور متواصلة رابط خلالها الجيش المسلم خارج طوانة ولم يبرح مكانه لحظة.
وتروي المصادر العربية المعركة مع الجيش الذي أرسله الإمبراطور بشكل مفصل أكثر إذ تقول الرواية أنّه بعد أن استأذن العباس من مسلمة بأن يقاتل الجيش بمن معه من جنوده من أهل حمص قاتلهم فهُزِموا فهرب كثير منهم، فلحقهم العباس حتى قابل حاكمهم وهو جالس على بناء مستدير من الريحان يجره العجل ومعه البطارقة وأبناء ملوكهم، فشد عليهم العباس فتقاتل الفريقين قتال شديد، وقُتِل من المسلمين جماعة كبيرة منهم؛ التابعي والمحدث أبو الأبيض العنسي الشامي، وبقي المسلمين مع مسلمة ينتظرون الأخبار من العباس فنظروا باتجاه الطريق ينتظرون شيئاً فصاح مَسلمة بن عبد الملك بهم لكي يتجهوا بأنظارهم للسماء، وقال: «ههنا ارفعوا إلى الله فمنه يأتي النصر والمدد..»، في ذات الوقت عندما كان جيش المسلمين يُهزم على يد الروم مع العباس، وبقي منه فريق ثابت كان منهم التابعي والعالِم ابن محيريز الجمحي والعباس بن الوليد بن عبد الملك، فصاح العباس: «أين أهل القرآن الذين كانوا يريدون الجنة ويلتمسون الشهادة؟!»، فقال ابن محيريز الجمحي: «نادهم يأتوك»، فنادى العباس: «يا أهل القرآن، يا أهل القرآن»، ثم أقبل جميع الجنود يُقاتلون فهُزِم الروم فقتل المسلمون منهم أكثر من 50 ألف جندي بيزنطي، فهربوا فلحقهم العباس فأدرك جماعة منهم هربت ولجأت إلى كنيسة كبيرة فأغلق الجنود الروم أبوابها عليهم، فأتى مسلمة للعباس واجتمع الجيش المسلم فناموا الليلة عند باب الكنيسة، وفي داخل الكنيسة رأى الجيش الرومي ما حل به من هزيمة نكراء ولا يعرفون ما الذي فعله مسلمة والعباس بعد أن أغلقوا أبواب الكنيسة فلمّا حل الصباح فتح مسلمة الكنيسة رغماً عنهم.
أسر العباس أبناء الملوك والبطارقة فأحضرهم لمسلمة فأوقفوهم أمام باب الطوانة لكي يرى أهلها أن من أتى لنصرتهم أصبحوا أسرى في أيدي المسلمين، وذلك من الحرب النفسية عليهم وكان سبب الفتح حسب رواية ابن عساكر، فلمّا رأى أهل الطوانة ما حدث من نصر المسلمين أرسل بطريركها رسالة لمسلمة يقول فيها: «قد رأينا فتح اللَّه لكم ونحن نخيركم بين أن تخلوا سبيلي وسبيل ثلاثمائة بطريق بأهالينا، وأولادنا، ونفتح لكم المدينة بمن فيها وبين أن نسايركم فإنَّ عندنا من الطعام والإدام مَا يكفينا سنة، وإلى سنة، قد كانت لنا حال..» يقصد أن يعطي الأمان ويترك 300 من أشرافهم مع عوائلهم فيفتحون لهم المدينة أو يُسايرون المسلمين في الحصار فإن سايروا المسلمين فلا مشكلة على أهل طوانة لأن لديهم طعاماً يكفي لسنة كاملة وحينها سيكون الجيش المسلم قد هلك.
فوافقه مسلمة بن عبد الملك وصالحه وأعطاه الأمان هو والبطارقة الـ 300 وخلا سبيلهم وفتحوا له المدينة، فوجد فيها ستين ألف شخص بين طفل وبالغ، وسقطت المدينة بيد المسلمين وأصبحت تحت سيطرتهم، وهُناك رواية مختلفة للفتح رواها أحمد بن أعثم الكوفي الذي ذكر أنه حدثت معركة بين الفريقين فتقدم أحد الجنود من أهل المدينة المنورة اسمه  يعقوب بن عبد الله الأنصاري باتجاه باب طوانة ولحق به ثلاثة من إخوانه كانوا مع الجيش فبدأوا يقاتلون أشد القتال، فصاح مَسلمة بالمسلمين يحرضهم على الروم فانهزم الروم وتراجعوا، وجعل المسلمون قوم يُقاتلون وقوم يحفرون ويهدمون جزءً من السور فاستطاعوا إحداث نقب بالجدار فبادر  يعقوب بن عبد الله الأنصاري ودخل طوانة من ذلك النقب وجعل يقاتلهم وحده فقُطِعت إحدى قدميه، وبقي قائماً على تلك الحالة يقاتلهم على قدم واحدة وهو يقول:
فبقي يقاتل حتى دخل إليه إخوانه الثلاثة الذين قاتلوا معه ثم كبروا ونادوا الجيش فدخل من النقب وفتحوا باب طوانة فهزموا المقاتلين وفتحوا المدينة ونزف يعقوب بن عبد الله حتى مات وقُتِل إخوانه، وغنم المسلمين الكثير من الغنائم منها خيل وبغال وحمير وذهب وفضة وأثاث فاخر، فجمع مسلمة بن عبد الملك هذه الغنائم، فأخرج منها الخمس وقسم الباقي على المسلمين، ثم وجه بالخمس إلى الخليفة.
وأنشأ الشاعر جرير قصيدة عن فتح طوانة يقول في أولها:
ثم بعد فتح طوانة أكمل مَسلمة والعباس غزوهما بأرض الروم، ففتح مَسلمة اثنين من الحصون بجانب طوانة، وفتح أيضاً مدينة جرثومة، وفتح ثلاثة حصون أخرى بأرض الروم هم حصن «قسطنطين» وحصن «غزالة» وحصن «الأخرم»، وفي أنطاكيا اجتمع الروم بجيش كبير وحاربوا مَسلمة والعباس بن الوليد فهزمهم مسلمة وخلال المعركة قتل المسلمين من الجيش الرومي حوالي 50 ألف جندي، ثم بعدها بذات السنة ذهب مَسلمة بجيشه إلى اذربيجان فعبرها إلى مدينة دربند وفتحها مرة أخرى.

### فتوحات عام89 هـ:عموريةوغيرها

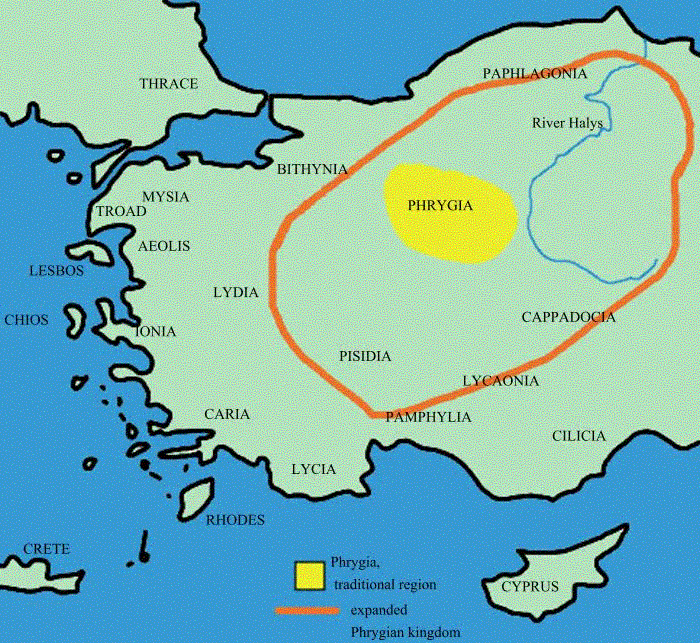
موقع إقليم فريجيا الذي تقع مدينة عمورية فيه.

في عام 89 هـ-708 م غزا مَسلمة بن عبد الملك الصائفة بأرض الروم كالعادة فاتجه إلى مدينة عمورية - وهي أحد أكبر وأقوى وأهم المدن البيزنطية -، وكان مسلمة بن عبد الملك قد أخذ زوجاته وبناته معه إلى ساحة الحرب وأخذ بعض مَن كان معه نساءه أيضاً، وكانت من عادة بني أمية أن يحضرون نساءهم إذا قرروا الغزو، ويفعلون ذلك ابتغاء الجد خلال القتال بسبب غيرتهم على محارمهم من النساء، وحتى يتشجعون خلال القتال لأجل أن لا يُهزموا فتقع نسائهم سبايا بأيدي الأعداء، وخلال السير إلى عمورية مر الجيش بمكان يُقال له عقبة بغراس وهو جبل طويل يعبرون طريق صعب من خلاله، وأثناء سيرهم فيه سقط محمل امرأة إلى أسفل الجبل فأمر مسلمة أن ينزلن باقي النساء من محاملهن وأن يكملن الطريق مشياً، فمشين فسُميت تلك العقبة عقبة النساء.
عندما بلغ شمعون حاكم عمورية بخبر سير العرب إلى عمورية لغزوها، قام بجمع كل أهالي القرى والحصون والقلاع الصغيرة المجاورة لعمورية وأدخلهم للمدينة وأغلق أسوارها على أهلها. ثم دعا بطريرك من بطارقته يُدعى ورسيب فجمع له شمعون أربعين ألف جندي من جنوده، وأعطاه أربعة رايات على شكل صليب وجعل تحت كل راية عشرة آلاف جندي، وأمره أن يذهب بهم ليُلاقي الجيش الأموي.
سار ورسيب بالجيش ولحقه شمعون بجيش قوامه ثمانون ألف جندي، فوصلت الأخبار لمسلمة بن عبد الملك بحشد الجيوش لمُلاقاته فبدأ يُهيئ جنوده للحرب ويجهزهم فرتبهم في مواضعهم وعبأهم ثم دعا عبد الله البطال فاستعمله على رأس جيش قوامه عشرة آلاف جندي وأمره أن يسبقه للقاء ورسيب وأن يتقدمه ففعل البطال وسار للقاء ورسيب ومن خلفه جيش مسلمة بن عبد الملك، حتى كاد يصل البطال لعمورية فاستقبله ورسيب على رأس أربعين ألف من الجنود فتقارب الجيشان من بعضهم فتقاتلوا فتمكن المسلمين من قتل جنود ورسيب وأكثروا من ذلك.
ومن جهة أُخرى هاجم ورسيب عبد الله البطال وهو لا يعرف من هو بينما كان البطال يعرف أنّه قائد الروم فتحرك إليه فضربه ضربة على مقدمة خوذته فقَدَّت وقطعت الضربة خوذته وأعلى رأسه فخر ورسيب قتيلاً، ثم جال عبد الله البطال في ميدان الحرب وهو يقول:
عند ذلك هُزِم الجيش الرومي، فوصلت الأخبار لشمعون وجيشه سريعاً فلمّا أُخبِر بأن ورسيب قد قُتِل زحف سريعاً بمن معه من الفرسان والمشاة البالغ عددهم جميعاً ثمانون ألف لكي يواجه المسلمين، وأرسل عبد الله البطال لمسلمة يخبره بالنصر وقدوم شمعون فأتى مسلمة مع جماعة من المسلمين، فتقابل جيشه وجيش شمعون فتداعى الفرسان على بعضهم وتقاتلوا فكادت الروم أن تقتل المسلمين وتهزمهم.
أثناء ذلك تقدم القائد عبد الرحمن بن صعصعة بن صوحان العبدي أمام المسلمين، وهو يقول من الشعر:
ثم تقدم وهجم على جنود الروم فقاتل لمدة ثم عاد مجروحاً، فتقدم القائد عبد الله بن الصحابي جرير بن عبد الله البجلي، وهو يقول:
ثم هاجم الروم بشراسة فقاتل حتى رجع مجروحاً، ثم تقدم محمد بن مروان بن الحكم أخ عبد الملك وعم مسلمة، وهو يقول:
ثم تقدم فقاتل الروم فتحرك إليه قائد الروم شمعون بنفسه فطعنه طعنة قوية بسيفه فجُرِح محمد فعاد لصف الجيش المسلم بسبب جرحه، فتقدم ابن أخيه محمد بن عبد العزيز بن مروان، وهو يقول:(1)
ثم هجم عليهم فقاتل لمدة طويلة حتى رجع للجيش المسلم مجروحاً، بعدما رأى مسلمة بن عبد الملك ما يحل بالمسلمين من الهزيمة ثارت ثائرته فنزل عن فرسه التي كان يمتطيها فلمّا رأى المسلمين ما فعل نزلوا معه من على دوابهم فتقدم مسلمة وهجم على الجيش الرومي ماشياً فلحقه جنوده فاختلط الجيشان وحمى الوطيس واقتتلوا قتالاً شديداً، واشتدت المعركة فصبر المسلمين بعضهم بعضاً حتى صاح صائح من جنود الجيش الأموي قائلاً: «أيها الأمير! البُشرى فقد قتل الله شمعون»، فلمّا سمعه مسلمة بن عبد الملك كبر وكبر المسلمون معه فإذا عبد الله البطال قد أقبل إلى مسلمة ومعه رأس شمعون المقطوع فألقاه بين يدي مسلمة، عند ذلك وثب مسلمة وعاد إلى فرسه وامتطاها فركب المسلمين خيولهم ثم هجم على الروم الذين انهزموا وفروا من ساحة المعركة.
ثم سارع الجيش المسلم إلى باب عمورية فدخلوها عنوة فقتلوا الجنود المقاتلين فيها وغنموا أمتعتها وأموالها، وكانت غنائم عمورية تزيد على مائتي ألف مثقال من الذهب والفضة، إضافة إلى الأمتعة والبغال والحمير، فكتب مسلمة بن عبد الملك رسالة إلى الخليفة يخبره بالنصر وأخرج الخمس من الغنائم وأرسلها إليه وقام بتوزيع باقي الغنائم على الجيش، ومن جُملة فتوحات مَسلمة بن عبد الملك في صائفة عام 89 هـ أنه فتح حصناً اسمه «سورية»، وأيضاً نقل أبو جعفر الطبري عن الواقدي أن مسلمة بن عبد الملك والعباس بن الوليد بن عبد الملك خرجوا بجيوشهم من الشام معاً ولمّا دخلوا أرض الروم تفرقوا بجيوشهم ففتح مَسلمة مدينة هرقلة ومدينة قمودية، وفتح العباس مدينة «درولية» وغزا من ناحية البدندون، وأيضاً غز العباس منطقة قيليقية، وفتح مَسلمة مدينة نيقوميديا وغزت قواته أسكدار الواقعة في القسطنطينية، وأسكي شهر. وبعد انتهاء الصائفة غزا مَسلمة القوقاز مجدداً من ناحية اذربيجان حتى فتح مدينة دربند مجدداً، وفتح عدة مُدن وحصون هناك.

### القضاء على فتنةالجراجمةوفتح مدينتهم جرجومة
في ذات العام عام 89 هـ-708 م، انتفض الجراجمة أو المردة على المسلمين، وهُم قوم مسيحي يعيشون في مدينة جرجومة الواقعة في جبال الأمانوس قريباً من الحدود الإسلامية البيزنطية، كانوا منذ الفتح الإسلامي للشام يشكلون مصدر قلق للمسلمين إذ أحياناً يستسلمون للمسلمين وأحياناً أخرى ينتفضون ويُساعدون الروم على المسلمين ويتجسسون لصالح الروم ويقطعون الطرق على المسلمين خصوصاً الجيوش التي تغزو الروم، ويثيرون الفتن الداخلية، وساعدوا الإمبراطور جستنيان الثاني ضد المسلمين أثناء الحرب بين عبد الله بن الزبير وعبد الملك بن مروان، وعندما اشتد آذاهم للمسلمين أرسل إليهم عبد الملك جيشاً هزمهم وقتل قائدهم الرومي، ثم قام الإمبراطور جستنيان الثاني بنقل 12 ألف شخص من الجراجمة لبلاد الروم عندما عقد اتفاقية سلام مع عبد الملك.
وفي عام 89 هـ-708 م انتفض الجراجمة مرة أخرى على المسلمين وانضم إليهم روم من الإسكندرونة ورودس، فأرسل الوليد بن عبد الملك مَسلمة مع جيش لإخماد فتنتهم وهزمهم، فهزمهم وفتح مدينتهم جرجومة واستسلموا له فتصالح معهم على أن يتركوا مدينتهم ومساكنهم ويتفرقون وينتقلون إلى أي مكان يُريدونه من أرض الشام، فوافقوا وقام بتخريب مدينتهم وتدميرها حتى لا يعودون إليها ويرجعون لخيانة المسلمين ومعاونة الروم وقطع طرق الجيوش وتعكير الحدود الإسلامية، فانتقل بعضهم إلى جبل الحوار، وشيح اللولون، وعمق تيزين وبعضهم ذهبوا إلى حمص، وذهب بطريركهم مع جماعة إلى أنطاكيا ثم هرب منها إلى بلاد الروم. وبعدها أعطى مَسلمة الجراجمة عدة امتيازات للتقرب منهم فأجرى على كل امرئ منهم ثمانية دنانير وعلى أسرهم القوت من القمح والزيت، ورفع عنهم الجزية رغم بقائهم على دينهم، وبالمقابل فرض عليهم محاربة الروم وأن يغزوا مع المسلمين إذا أرادوا مقاتلة الروم، وأن يُنفَّلوا أسلاب من يقتلونهم مبارزة إذا غزوا مع المسلمين، وأن يؤخذ من أغنيائهم والمتوسطو الحال منهم نفس أموال الزكاة التي تؤخذ من المسلمين فوافقوا على كل هذه الشروط وانتهت فتنتهم وأصبحوا إلى جانب المسلمين، ولَم ينتفضوا مرة أخرى أو ينقضوا العهد، واستمر العباسيون بعد نهاية الدولة الأموية بمعاملة الجراجمة بنفس الشروط التي وضعها مَسلمة بن عبد الملك لهم.

### بقية فتوحات عهد الوليد بن عبد الملك (90 هـ-96 هـ)

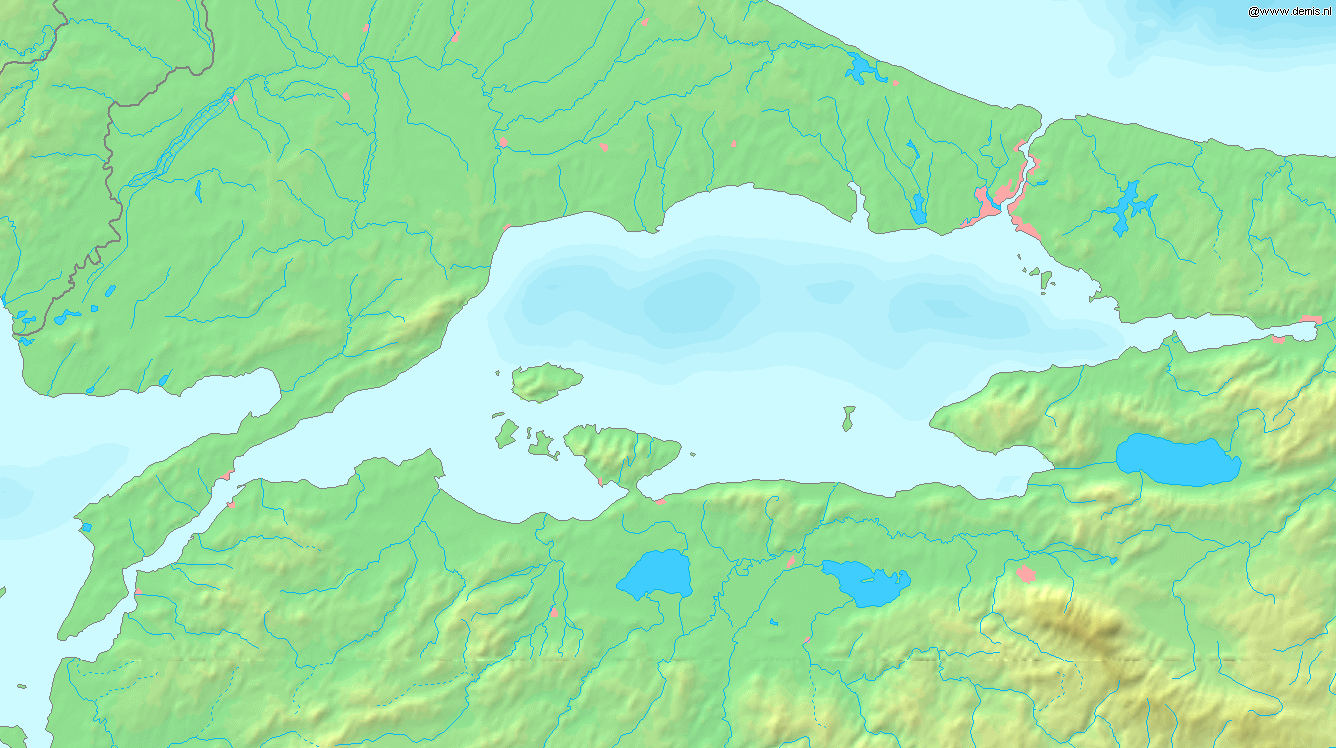
خريطة بحر مرمرة الذي وصل إليه جيش مَسلمة بن عبد الملك وعمر بن الوليد بن عبد الملك عام 92 هـ-711.

في عام 90 هـ-709 غزا مَسلمة بن عبد الملك مكان يدعى «سورية» في أرض الروم ففتح الحصون الخمسة الموجودة فيه، وفي صيف سنة 91 هـ-710 غزا مَسلمة غزوة الصائفة بأرض الروم مع ابن أخيه عبد العزيز بن الخليفة الوليد بن عبد الملك، وبذات السنة عزل الوليد عمه محمد بن مروان عن منصب والي إمارة أرمينية وأذربيجان والجزيرة الفراتية وولى عليها أخيه مَسلمة، ومع توليه لهذا المنصب أصبح قائد جُند قنسرين، فذهب مَسلمة للقوقاز وغزا الخزر ففتح الكثير من مُدنهم وحصونهم حتى وصل لمدينة دربند ثم حارب الممالك الواقعة حول المدينة وفتح ديارهم، وفي صيف سنة 92 هـ-711 غزا مَسلمة غزوة الصائفة مع ابن أخيه عُمر بن الخليفة الوليد بن عبد الملك بأرض الروم، ففتحوا ثلاثة من الحصون، ومدينة سوسنة فقام مسلمة بإجلاء أهل سوسنة إلى بلاد الروم، وهرب الروم من جيش مسلمة وعمر إلى آخر بلادهم، وتوغل مَسلمة بغزوته هذه في بلاد الروم حتى وصل إلى بحر مرمرة الواقع قريباً من القسطنطينية، وفتح مَسلمة أيضاً مدينة طريدة.
وفي صيف سنة 93 هـ-712 أطلق الخليفة الوليد ثلاثة جيوش أموية لغزو أرض الروم، منها جيش ابنه العباس بن الوليد بن عبد الملك ففتح العباس سبسطية والمرزبانين وطرسوس، ومنها جيش ابنه مروان بن الوليد بن عبد الملك فغزاهم مروان حتى وصل مدينة خنجرة أو جانقري وفتحها، ومنها جيش مسلمة بن عبد الملك فغزاهم من جهة ملطية ففتح «ماسة» و«حصن الحديد» و«غزالة» و«برجمة»، وفتح أيضاً غلاطية وأماصيا. وفي سنة 94 هـ-713 أطلق الوليد خمسة جيوش باتجاه الروم، منها جيش ابنه العباس بن الوليد ففتح أنطالية وقارطة وأنطاكية، ومنها جيش عبد العزيز بن الوليد بن عبد الملك الذي وصل حتى «غزالة» وفتحها، ومنها جيش الوليد بن هشام المعيطي ففتح «برج الحمام»، وجيش يزيد بن أبي كبشة الذي وصل حتى «سورية» وفتحها، ومنها جيش مسلمة بن عبد الملك الذي فتح سندرة.
وفي سنة 95 هـ-714 غزا مَسلمة بلاد الروم ففتح ملطية، وذهب إلى القوقاز فغزا بلاد الخزر وفتح عدة مُدن وحصون خزرية، وكان من ضمن المدن التي فتحها مدينة صول وجمران والبران وشروان ومدينة دربند، ولمّا فتح مدينة دربند دمرها وهدمها، وأعاد بنائها بعد ذلك بتسع سنوات. وفي سنة 96 هـ-715 غزا مَسلمة غزوة الصائفة ببلاد الروم ففتح حصن اسمه «حصن عوف»، وغزاهم أيضاً العباس بن الوليد بن عبد الملك ففتح طولس والمرزبانين، وغزاهم أيضاً بُشر بن الخليفة الوليد غزوة الشاتية بشتاء ذلك العام وخلال غزوته هذه توفي والده الوليد، وتولى الخلافة أخيه سليمان بن عبد الملك.

## فتوحاته في عهدسليمان بن عبد الملك بن مروانوعهدعمر بن عبد العزيز بن مروان: حصار القسطنطينية

### أسباب وتجهيزات غزو القسطنطينية

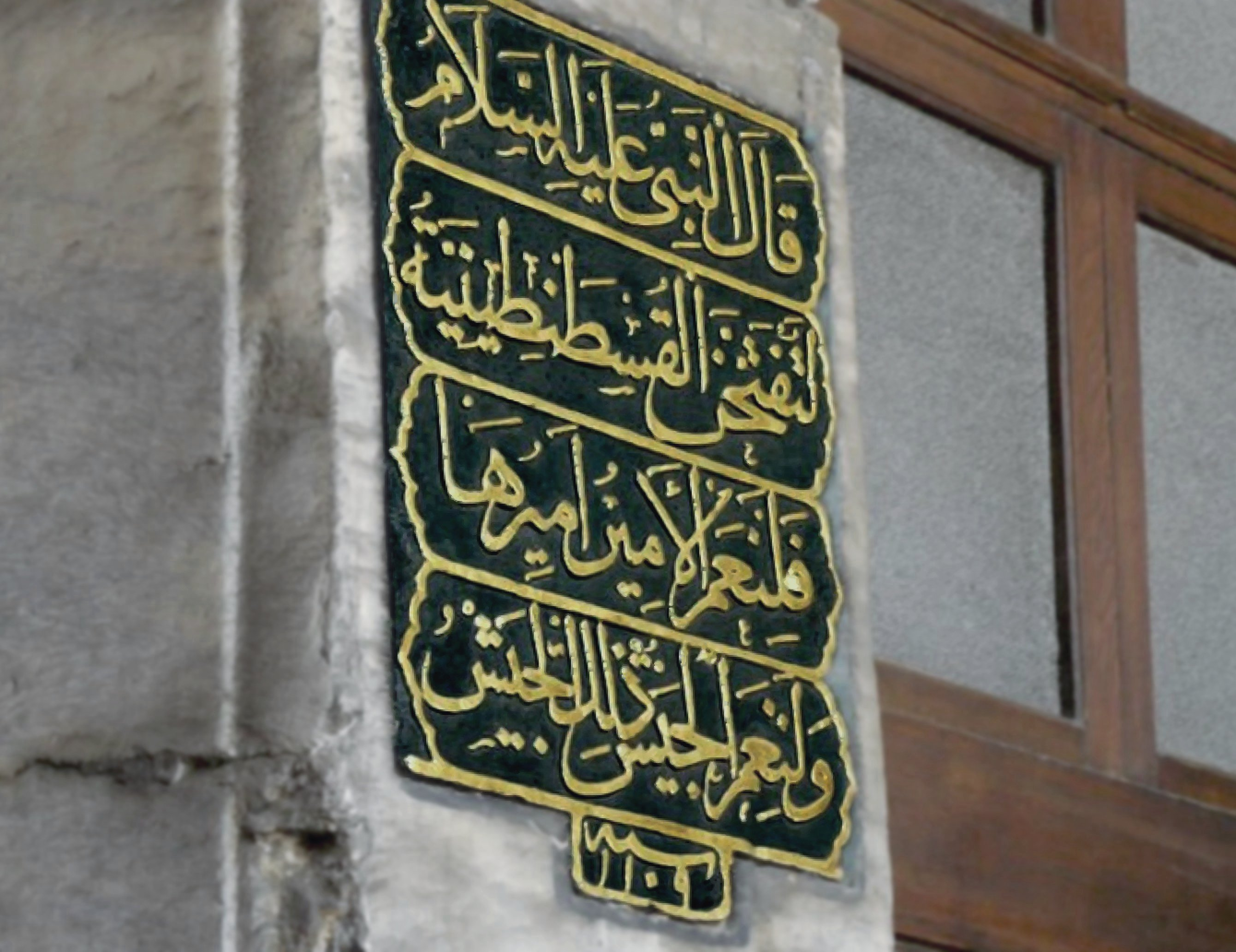
نبوءة النبي محمد حول فتح القسطنطينية، منقوشة على إحدى بوابات آيا صوفيا.

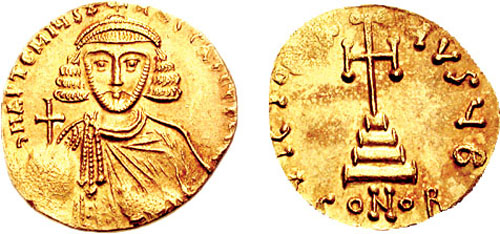
عملة صوليدوس منقوشة عليها صورة الإمبراطور ارتيميوس أناستاسيوس الثاني الذي جهز القسطنطينية لحصار الأمويون.

كان فتح القسطنطينية حلماً أراد تحقيقه المسلمون منذ البدء، وخصوصاً الخلفاء الأمويون فاستطاع الخليفة الأول معاوية مُحاصرتها مرتين مرة عام 50 هـ على يد ابنه يزيد بن معاوية، وحَاصَرها مرة ثانية ما بين عامي 53 هـ و60 هـ، وبعد انتهاء فتنة ابن الزبير وتفرد عبد الملك بن مروان بالحكم عادت نوايا غزو القسطنطينية لبني أمية، وفي عهد الوليد بن عبد الملك عام 95 هـ-714 شكَّ الإمبراطور ارتيميوس أناستاسيوس الثاني أنَّ المسلمين في غزواتهم المتكررة على الإمبراطورية البيزنطية ينوون بها أن يغزوا بها عاصمتهم، فقام بإرسال وفد رومي لدمشق لطلب السلام والهدنة من الخليفة الوليد، وبنفس الوقت أمر الوفد بالتجسس على المسلمين وجيوشهم واستعدادت العرب لغزو عاصمتهم، فرفض الوليد السلام والصلح وردَّ الوفد الرومي على أعقابه وما أن وصل الوفد إلى أناستاسيوس حذروه من أن المسلمين سيغزون القسطنطينية وأنه عليه أخذ التدابير والاحتياطات لحماية المدينة وأهلها من الجيش القادم، فقام أناستاسيوس من حينه وأخبر سكان المدينة بالغزو القادم وفرض على كل شخص أن يُخزن لنفسه مؤونة من الطعام والاحتياجات تكفيه لمدة ثلاث سنين وأن كل شخص لا يستطيع فعل ذلك يجب أن يخرج من المدينة، ومن ثم عبأ أناستاسيوس خزائن المدينة بما يحتاجونه لأجل الدفاع، وقام بتجديد بناء أسوار المدينة القديمة وخصوصاً المطلة على البحر، وقام بتزويد الأسوار البرية بأسلحة الحصار من مجانيق وغيرها، وقام بإعداد حملة بحرية لمهاجمة سواحل الشام لعرقلة استعدادات الأمويون.
بعد ذلك توفي الوليد في منتصف عام 96 هـ وتولى سليمان الخلافة، وفي بلاد الروم حدثت حرب أهلية حيثُ انتفضت وثارت قوات ثيمة على ارتيميوس أناستاسيوس الثاني، وحاصروا القسطنطينية لمدة 6 شهور وأخذوها وخلعوا الإمبراطور ارتيميوس وعينوا بدلاً عنه ثيودوسيوس الثالث كإمبراطور، وما أن تولى سليمان الخلافة حتى قام الروم بالإغارة على ساحل حمص فسبوا وأسروا امرأة مسلمة معروفة، فجاء الخبر لسليمان وهو في بيت المقدس وكان عندهـ القائد موسى بن نصير وأخيه مَسلمة بن عبد الملك، فغضب لأسر وسبي المرأة وقال: «ما هو إلا هذا، نغزوهم ويغزونا، والله لأغزونهم غزوة أفتح فيها القسطنطينية أو أموت»، وأيضاً أخبر جماعة من العلماء والفقهاء سليمان أن النبي محمد بشر بفتح القسطنطينية وأن من يفتحها يكون اسمه اسم نبي ولَم يكن في خلفاء بني أمية في ذلك الحين من اسمه اسم نبي إلا سليمان فطمع أن يكون هو المُبشر به، وأيضاً دعى مَسلمة بن عبد الملك الراوي والعالم عبيد الله بن بُشر الغنوي فأخبره أن النبي محمد قال: «لَتُفْتَحَنَّ الْقُسْطَنْطِينَةُ، وَلَنِعْمَ الأَمِيرُ أَمِيرُهَا، وَلَنِعْمَ الْجَيْشُ ذَلِكَ الْجَيْشُ»، فقرر مَسلمة غزو المدينة.
بعدما عَزَمَ سليمان ومَسلمة على غزو القسطنطينية (وهي مدينة إسطنبول اليوم)، استشار سليمان موسى بن نصير ومَسلمة عن ما يغزو أولاً، القسطنطينية مباشرة أو يقوم بفتح مدن الروم مدينة مدينة، فكان رأي موسى يفتحوا أرض الروم شيئاً فشيئاً، أما مَسلمة فعرض عليه أن يُحاصر القسطنطينية مباشرة من البر والبحر حتى يفتحها المسلمين غصباً عن أهلها أو يدفعوا الجزية ويستسلمون بدلاً من تضييع السنين في فتح بلدهم مدينة مدينة، فوافقه سليمان الرأي وأخذ رأي مَسلمة. بعدها بدأ سليمان يُجهز الحملة بشكل رسمي، وبذات الوقت أطلق سُليمان عدة جيوش لغزو بلاد الروم وذلك ليقوم بإلهاء الروم ويُبعد أنظارهم عن الهدف الرئيسي حيثُ أغزا ابنه داوود بن سليمان بن عبد الملك الصائفة ففتح حصن اسمه «المرأة»، وغزاهم مَسلمة بن عبد الملك ففتح حصن «ابن عوف» وحصن «الحديد» وبرجمة، وغزا عمر بن هبيرة بلاد الروم من البحر، وذلك كله كان عام 97 هـ-716. ولتجهيز الجيش أمر سليمان بصناعة سُفن جديدة بمصر لدعم الأسطول البحري، وقام بجمع أسلحة وآلالات وأدوات الحرب والحِصار من صنف للصيف والشتاء مثل المجانيق والعرادات، وزَوَّد الجيش بالنفط وغيره، وساهمت أغلبية الديار الإسلامية في تجهيز احتياجات الحملة.
انتقل سليمان لمرج دابق وهناك سليمان جيش بري ضخم من شتى بقاع الشام والجزيرة الفراتية والموصل، ومتطوعين للجهاد من شتى أراضي المسلمين وكان عدد المتطوعين 30 ألف حسب ابن العبري، وخرج أيضاً للمشاركة بالغزو جماعة من فقهاء وعلماء أهل الشام والعراق. واختلف المؤرخون على عدد الجيش، وكان العدد الذي ذكروه يتراوح ما بين 80 ألف حتى 240 ألف، والأغلبية على أنَّ العدد كان أكثر من 100 ألف وتحديداً 120 ألف جندي، أجمع المسعودي وابن طاهر القيسراني المقدسي وابن العبري على أن الجيش البري عدده 120 ألف، واختلف الذهبي بين روايتين إذ ذكر بكتابه «تاريخ الإسلام» أنهم 120 ألف وفي كتابه «سير أعلام النبلاء» أنهم 100 ألف، واختلف ابن كثير أيضاً بين روايتين بكتابه «البداية والنهاية» منها أن عددهم 240 ألف مقسمين على البر والبحر، والرواية الأخرى أنهم 120 ألف بينما قال أحمد بن أعثم أنهم 80 ألفاً فقط. وبعد انتهاء سليمان من تجهيز الجيش قام بتجهيز الأسطول البحري ليحمل الجنود مصر وتونس، واختُلِف أيضاً على عدد السفن إذ تذكر المصادر العربية أنها ألف سفينة بينما تذكر المصادر البيزنطية أنها 1800 سفينة. بعد الانتهاء من تجهيز الجيش عَيَّن أخيه مَسلمة بن عبد الملك قائداً عاماً على الجيش البري والبحري، وجعل عمر بن هبيرة قائداً على الأسطول البحري، وكان سليمان ينوي أن يغزو القسطنطينية بنفسه ولكنه كان مريضاً جداً لذلك ولى مَسلمة أمر الغزو بدلاً عنه.
قبل تجهيز الجيش كان سليمان يُريد أن يبقى في القدس لإدارة الحملة لجمع الأموال والجنود، ولكنه انتقل مرج دابق ليكون أقرب من ميدان الحرب وليرفع الروح المعنوية للجنود، فعسكر فيها وأقسم أنه لن يترك مرج دابق حتى تُفتح القسطنطينية أو يموت وهو يُحاول ذلك فبقي مُرابطاً هناك طيلة فترة الحصار، وأخرج سليمان العطاء للجيش، وأنفق أموالاً كثيرة من الخزائن في سبيل تجهيزه،  وأخذ مَسلمة معه ما يحتاجه من مواد تساعده على إنجاح مهمته؛ من مؤن وأخشاب لإقامة بيوت تحمي المسلمين من شتاء القسطنطينية القارس وكل ما يحتاجه لأجل الحصار.

### الانطلاق لبلاد الروم والتحالف مع ليو الثالث

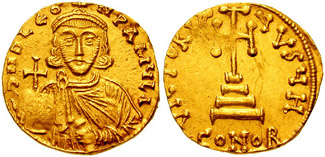
عملة صوليدوس منقوش عليها صورة الإمبراطور ليو الثالث الإيساوري.

خلال تجهيزات المسلمين لغزو القسطنطينية كان الروم في حالة فوضى وصراع على العرش وحرب أهلية إذ كان ثيودوسيوس الثالث الذي تولى الحكم أواخر عام 715 ضعيفاً، وكان له الكثير من المعارضين الطامحين لمنصبه، وكان من ضمنهم الجنرال ليو الثالث الإيساوري أو «إليون المرعشي الرومي» حاكم مدينة عمورية وقائد ثيمة الأناضول الذي شكل تحالف مع الجنرال أرتاباسدوس للإطاحة بثيودوسيوس وأخذ الحكم. في خضم هذه الحرب الأهلية قام المسلمين بأول زحف إلى القسطنطينية لغزوها حيثُ تقدم سليمان بن معاذ الأنطاكي - أحد قادة الأسطول البحري - في شهر ذو الحجة من عام 96 هـ/سبتمبر، 715 بسفنه حتى وصل منطقة قيليقية فداهمه فصل الشتاء فتوقف في مكان يدعى «أفيك» وأمضى الشتاء هناك، وفي منتصف عام 97 هـ وبدايات عام 716 واصل سُليمان بن معاذ تقدماته في آسيا الصغرى، بينما بدأ القائد البحري عمر بن هبيرة التقدم بالأسطول الأموي من الشام جنوباً حتى مر بمصر وانضمت إليه سفن مصر ثم إلى تونس فانضمت إليه سفن تونس ثم انطلق بهم إلى ساحل قيليقية، وظلَّ مَسلمة بن عبد الملك مع الجيش البري في الشام ينتظر منهم التطورات.
كان الهدف الأول لسُليمان بن معاذ هو مدينة عمورية بسبب أهميتها الاستراتيجية، وكان يهدف لجعلها قاعدة عسكرية يقضي فيها فصل الشتاء إذا حان، فضرب عليها الحصار، فقام حاكمها ليو بالتواصل مع سُليمان بن معاذ بغية التواصل مع القائد مَسلمة، وعرض على المسلمين ما لديه من مناصب وأنه يُريد أن يُصبح مُقْطَع عند الأمويون وأنه يريد التحالف مع المسلمين ومُساعدتهم بكل ما يستطيع لفتح القسطنطينية ويدلهم على نقاط ضعف المدينة خلال الحصار ويُساعدهم بالسلطات التي بين يديه وبالمقابل عليهم أن يجعلوه أميراً وقائداً على الروم بعد استسلامهم ودفعهم للجزية، وفعل ليو هذا حتى يُنقذ نفسه وجيشه الذين حاصرهم سليمان بن معاذ في عمورية، وحينها بدأ ليو التراسل مع مَسلمة بن عبد الملك، فقرأ مَسلمة رسالته على قادة الجيش ومُستشاريه وسألهم عن رأيهم فوافق أغلبهم على التعاون مع ليو، وظنَّ المسلمين أنه يمكنهم الاستفادة من الانشقاق الواقع بين الروم، فأرسل مَسلمة لليو رسالة يؤكد موافقته على ما اقترح وسيعطيه ما يُريد إن هو ساعد المسلمين بكل ما يحتاجون، فقام سليمان برفع الحصار عن عمورية تنفيذاً للاتفاق، وعندما أَمَّن ليو نفسه وجيشه هرب سراً إلى بيسيديا، وفي صيف عام 716 أعلن ليو نفسه إمبراطوراً بدعمٍ من القائد أرتاباسدوس مُتحدياً بذلك الإمبراطور الحقيقي ثيودوسيوس، بالمقابل كان مَسلمة بن عبد الملك حينئذٍ قد خرج من مرج دابق وعبر بجيشه جبال طوروس سالكاً طريق مرعش ومتجهاً إلى عمورية، واجتازت الجيوش الإسلامية إقليم الأناضول دون مقاومة، وصار الطريق مفتوحاً أمامها، ولَم يعلم مَسلمة بخيانة ليو له حتى وصل إلى المدينة لذلك لَم يُحارب الروم في طريقه أو يهجم على أي مدينة من المدن، وحينما عَلِم مَسلمة بالأمر غَيَّر اتجاه مسيرهـ وذهب فهاجم مدينة أفيون قره حصار وفتحها، ثم سار للأراضي الساحلية الغربية ليقضي فصل الشتاء هناك، وفي طريقه فتح مدينة سارد ومدينة بيرغامون ثم بقي طيلة الشتاء في الساحل الغربي، وخلال التخييم هناك جعل مَسلمة عبد الله البطال يقود كتيبة تتكون من 10 آلاف جندي تقوم بالدوريات لتأمين الجيش وحمايته من مباغتة الروم، بينما أمضى الأسطول البحري الشتاء في قيليقية مع عمر بن هبيرة. بالمقابل قام ليو الإيساوري بالاتجاه بالجيوش المناصرة له إلى القسطنطينية فاحتل مدينة نيقوميديا وفيها ألقى القبض على كثير من رجال الإمبراطور، كان من ضمنهم ابن ثيودوسيوس نفسه، وفي ربيع عام 717 بعد مفاوضات بسيطة مع ثيودوسيوس تمَّ خلعه وتنصيب ليو الثالث الإيساوري إمبراطوراً بدلاً عنه، ودخل ليو القسطنطينية في 25 مارس من عام 717، وكافئ ليو القائد أرتاباسدوس بجعله قربلاط وزوجه من ابنته آنا.

### الوصول للقسطنطينية والحصار

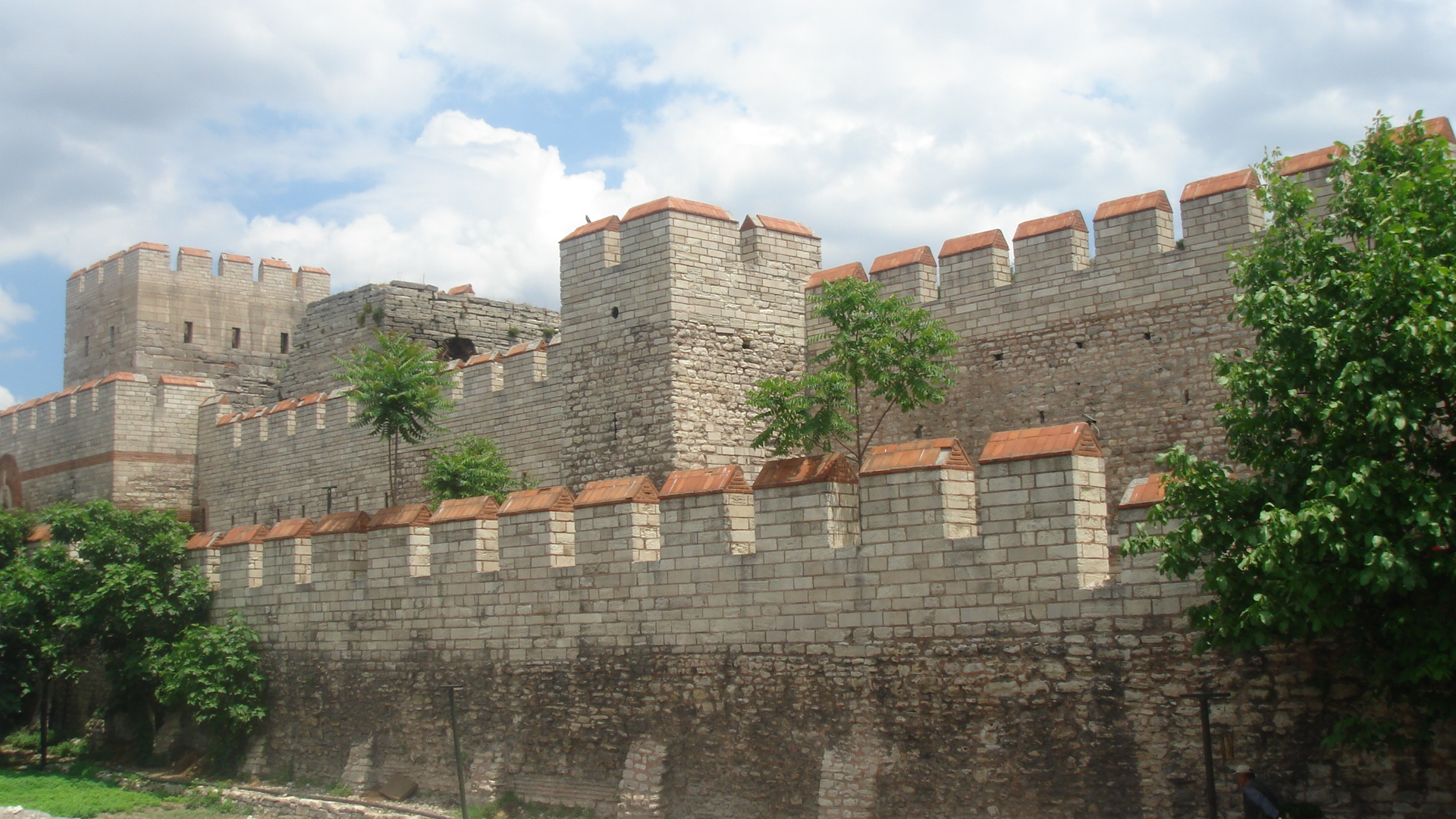
الأسوار الرومانية الثلاثية المعززة بالأبراج لحماية القسطنطينية من الجانب البري لأراضيها.

في صيف عام 717 ذهب مَسلمة بالجيش إلى أبيدوس في تراقيا فعسكر فيها 16 يوم، حتى وصل الأسطول البحري إلى عنده، ثم عبر مَسلمة بالجميع الدردنيل حتى وصل للقسطنطينية، وخلال مسيرته دمر الأرياف بشكل كامل وجمع المؤون والإمدادات وفتح كل مدينة تصادفه بالطريق، وأثناء عبور الأسطول تعرض البيزنطيون لبعض مراكب المسلمين فاختطفوها لكن تصدى لهم أحد القادة البحريين فأوقع بهم وهزمهم.
عندما وصل الجيش الأموي للقسطنطينية، بدأ مسلمة بتنظيم الصفوف لإحكام الحصار على المدينة من ناحية البر، وعسكر عند أحد الأبواب المهمة، ونصب المجانيق عليها. وأرست السفن الحربية على الساحل بجانب معسكر مَسلمة، فصار الاتصال بين مسلمة ـ القائد العام ـ وبين ابن هبيرة ـ قائد الأسطول - سهلاً، وما أن جُمِعت الجيوش البرية والبحرية الأموية حتى قام مَسلمة بترتيب الجيش صفاً واحداً طويلاً جداً أمام أسوار المدينة ليراهـ الروم، وصف أيضاً كتائب الخيل أمامهم، وبالبحر صف ألف سفينة من المحرقات - السفن التي بها مرامي نيران -، وسفن القوادس التي تحمل الخزائن، وسفن المُعينات التي تحمل جنود البحر، وذلك لاستعراض القوى أمام الروم، وبث الرعب والخوف في نفوس الروم، كما فعلت الحملات الأولى التي أرسلها معاوية لمحاصرة القسطنطينية، وبالمقابل صف ليو الإمبراطور قواته من الحائط حتى البحر على أسوار المدينة مُتحدياً مَسلمة بهذا، وأظهر كل فريق ما يملك من أسلحة. بعد ترتيب الجيوش لمحاصرة المدينة تحرك جزء من الأسطول وفرض الحصار على المدينة من ناحية بحر مرمرة، وحاولت قطع أخرى من الأسطول عبور مضيق البسفور لمحاصرة المدينة من جهة الشمال ـ بعد أن أحكمت السيطرة على مدخله الجنوبي ـ مستغلة هبوب رياح جنوبية ساعدت على تحركها على الرغم من مواجهتها للتيارات المائية القادمة من الشمال التي تعيق السير، وكادت أن تعبر لولا تغير الرياح المفاجئ الذي أربك حركتها وعرضها للتقهقر، فاستغل الروم هذا التراجع وأمطروا السفن الإسلامية بالنار الإغريقية، فعطبت كثير من تلك السفن، وأصيب عدد من المسلمين، وأغلق الروم مدخل القرن الذهبي بسلسلة ضخمة من الحديد. وبهذا ظلت الجهة الشمالية للمدينة مفتوحة لم يستطع المسلمون الوصول إليها أو تطويقها، مما أحدث ثغرة في الحصار مكنت البيزنطيين من الاتصال بالمناطق التي يستمدون منها بعض حاجاتهم ومؤنهم. ومع هذا فإن المسلمين حاصروا عاصمة الروم من الجهات الأخرى، وضغطوا عليها، ومنعوا أهلها من كل مرفق براً وبحراً، جنوباً وغرباً وشرقاً.
وفي أثناء ذلك أرسل مسلمة وفداً لليو الثالث للمناقشة وعرض ما يُريده المسلمون، وأعضاء الوفد كانوا عبد الله البطال وأبو زرعة اللخمي وثالث غير معروف، وأرسل إليه مَسلمة رسالة يلومه فيها على المكر ونقض العهد يقول فيها: «أين ما كنت عاهدت الله عليه من النصيحة لنا وإدخالنا إياها ؟»، فرد ليو: «لئن ظن مسلمة أني أبيع مُلك الروم بالوفاء له لبئس ما ظن»، ثم عرض مُستهزئاً أن يدعو مَسلمة ومَن أراد معه لوليمة عظيمة يُعدها لهم، وذلك ليُوضح للمسلمين أن الروم رغم الحصار لديهم ما يكفي من الطعام الذي يكفيهم لعدة سنين، فقال له الوفد: «إن هذا لغير كائن، وإنا لنقول إن الله قد أحاط بكم، ولسنا نبرح دون صغار الجزية، أو يدخلناها الله عنوة»، فقال ليو: «إن دون ذلك لصغاراً وقتالا شديداً، وكم عسى أن تصبروا ؟»، فقالوا: «نصبر، ولا بد لطعامك الذي عددتَ فيه أن يعفن»، فقال: «أو ما ترى كيف دبرته ؟ لم أدخله بيتاً ولا هرياً مخافةً عليه، فأما هذه السنة فنطحن ما طحنا، ونأكل ما أكلنا، ويفسد منه ما فسد، وإذا كان قابل أمرت به فطحن عن آخره، أكلنا منه ما أكلنا، ويفسد منه ما يفسد، فإذا كان العام الثالث أمرنا فخبز خبز القرابين، فأكلناه حتى نأتي على آخره، فهذا إلى ثلاث سنين، ما قد كان أمر يحول بينكم وبين ما تريدون»، ثم دعى خدمه لإعداد غدائه ليستعرض أمامهم، ثم قال: «نحن فيما تقولون من الحصار والأزل نأكل مما ترون، فادعوا بما شئتم، وتشهوا علينا»، بعد أن عرض على الوفد أن يطلبوا ما يريدون ليأكلوا قال عبد الله البطال بن عمرو: «أمرٌ يسير عليك، خفيفٌ مؤنته، تدعو لنا به»، فسأله ليو عن ماهيته، فقال البطال: «كفاً من ترابٍ من خلف الخندق»، وقصد البطال عندما طلب بعض تراب المدينة أنه يُريد «القسطنطينية» نفسها، وفعل البطال كما فعل العرب مسبقاً مع الفرس حينما طلبوا تراباً منهم كناية أنهم سيأخذون بلدهم، لما فهم ليو غضب أشد الغضب وطردهم رافضاً إعطائهم تراب فأخرجوهم من المدينة.
وبعد أن طَوَّق مَسلمة القسطنطينية بالحصار أمر جيشه بأن يقوم ببناء مدينة للمسلمين بجانب مدينة القسطنطينية، فقاموا باستقدام عمال روم من المناطق التي سبق أن فتحها مَسلمة وجعلوهم يبنون بيوتها من الخشب لكي يسكن بها الجنود وتقيهم من البرد والشتاء، وغرس فيها مَسلمة الأشجار والفاكهة والخضروات لكي يأكل منها الجيش، وأيضاً أمر الجيش بحفر الأسراب لكي تحميهم أثناء الشتاء، وبعد ذلك سمى المدينة التي بناها «مدينة القهر» كناية عن قهرهـ للروم، وحفر حول المعسكر خندقاً عميقاً، ثم حفر خندقاً آخر يمتد من بحر مرمرة إلى جزيرة القرن الذهبي لمنع الإمدادات التي ستأتي لمساعدة أهل القسطنطينية من جهة تراقيا، وكان مَسلمة خلال مسيرهـ للقسطنطينية قد أمر كل فارس أن يحمل من الطعام على فرسه مدين - والمدي الواحد عبارة عن 19 صاع -، وحملوا أيضاً معهم العلف لأجل الحيوانات، كل هذا الطعام أخذوهـ من ضواحي الروم وقراهم عندما فتحوها وتم نقله عبر السفن، فلما وصل للمدينة كان لما جمعوهـ كالجبال وأمرهم أن يدخروهـ لوقت الحاجة، وبالمقابل عليهم أن يأكلوا من الزرع وما يجنونه من الإغارة على الروم فصاروا يأكلون مما يُصيبونه من الغارات ولما استوى الزرع أكلوه.

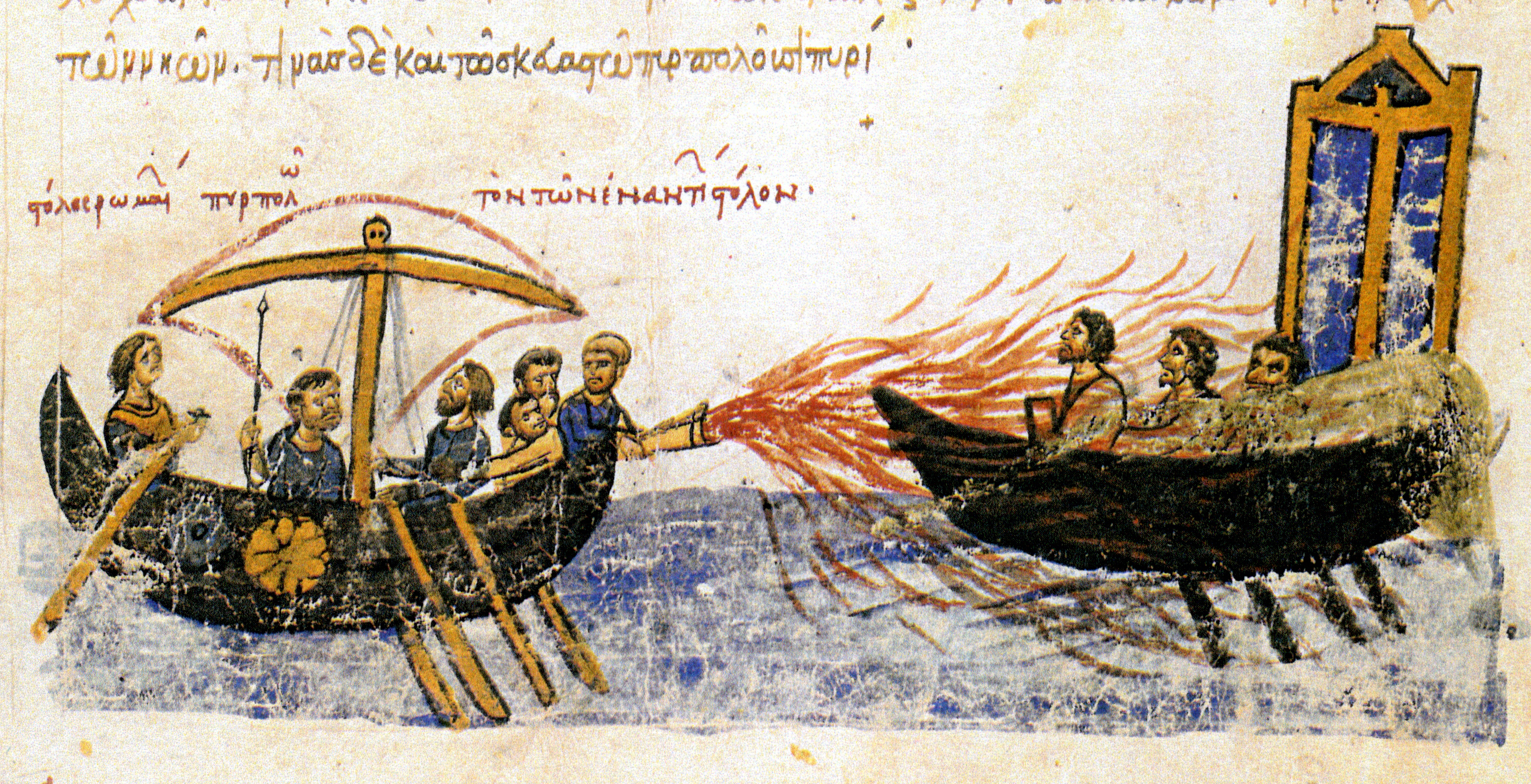
تصوير لجنود بيزنطيون يطلقون النار الإغريقية على أحد السفن.

واصل المسلمون حصارهم لمدينة القسطنطينية، ومنعوا المؤون والمساعدات من التسرب إلى داخلها من ناحيتهم، وشددوا الضغط عليها، فاستخدموا النفط كسلاح، واستعملوا سلاح جديداً أشبه بالمدفعية في دك أسوار المدينة، في فترة من الفترات لَم يستطع الروم التحمل أكثر وساءت أحوالهم كثيراً داخل المدينة فقام الإمبراطور ليو بإرسال وفد يعرض على مَسلمة بن عبد الملك الصلح وأن يتركوا الحصار مقابل أن يدفع لمَسلمة فدية صلح ضخمة وهي عبارة عن ذهب بعدد كل رجل وامرأة وطفل وكل إنسان يعيش في القسطنطينية لأجل انهاء الحرب فغضب مَسلمة ورفض قائلاً أنه لن يترك مكانه قبل أن يستسلمون ويدفعون الجزية صاغرين ويخضعون لحكم الدولة الأموية برضاهم أو يفتحها غصباً عنهم، وبعدها بفترة مع ازدياد الضيق على الروم أرسل ليو الثالث وفداً آخر سراً إلى عمر بن هبيرة فعرض عليه نفس الشيء وأخبروه برفض مَسلمة وطلب منه رئيس الوفد أن يتوسط بينهم لاقناع مَسلمة بالأمر، وقال له: «إن الملك يقرأ عليك السلام ويقول إنه قد كان من نزولكم علينا وإقامتكم إلى هذا اليوم ما قد علمتم وقد بلغ منا ومنكم وما أنتم فيه أشد وقد عرضت على مسلمة فدية صلح على كل إنسان بالقسطنطينة من رجل وامرأة وصبي ديناراً ديناراً على أن ترحلوا عنا إلى بلادكم فإن شئتم اقتسمتم هذه الدنانير بينكم مَغنماً وإن شئتم ذهبتم بها إلى خليفتكم فأدخله بيت ماله فصنع ما أراد فسخط ذلك مسلمة وتأبى علينا وزعم أن لا يبرح دون أن نؤدي الجزية عن صغار أو يدخله عنوة والصغار والجزية ما لا تطيب به أنفسنا أبداً وأنت من خليفتك ومن مسلمة ومن عليه العرب بالمنزلة التي أنت بها في الشرف والأمانة فانظر فيما عرضته على مسلمة فإن رأيته رأياً أشرتَ به عليه ورددته إليه»، فأخبرهم مباشرة أنه مع رأي مَسلمة قائلاً: «أصاب مَسلمة وذلك ما أمرنا الله به ولا أخالفه فيه وأنا عونه عليه حتى يحكم الله بيننا وبينكم»، فغضب رئيس الوفد وعاد إلى القسطنطينية خائباً.

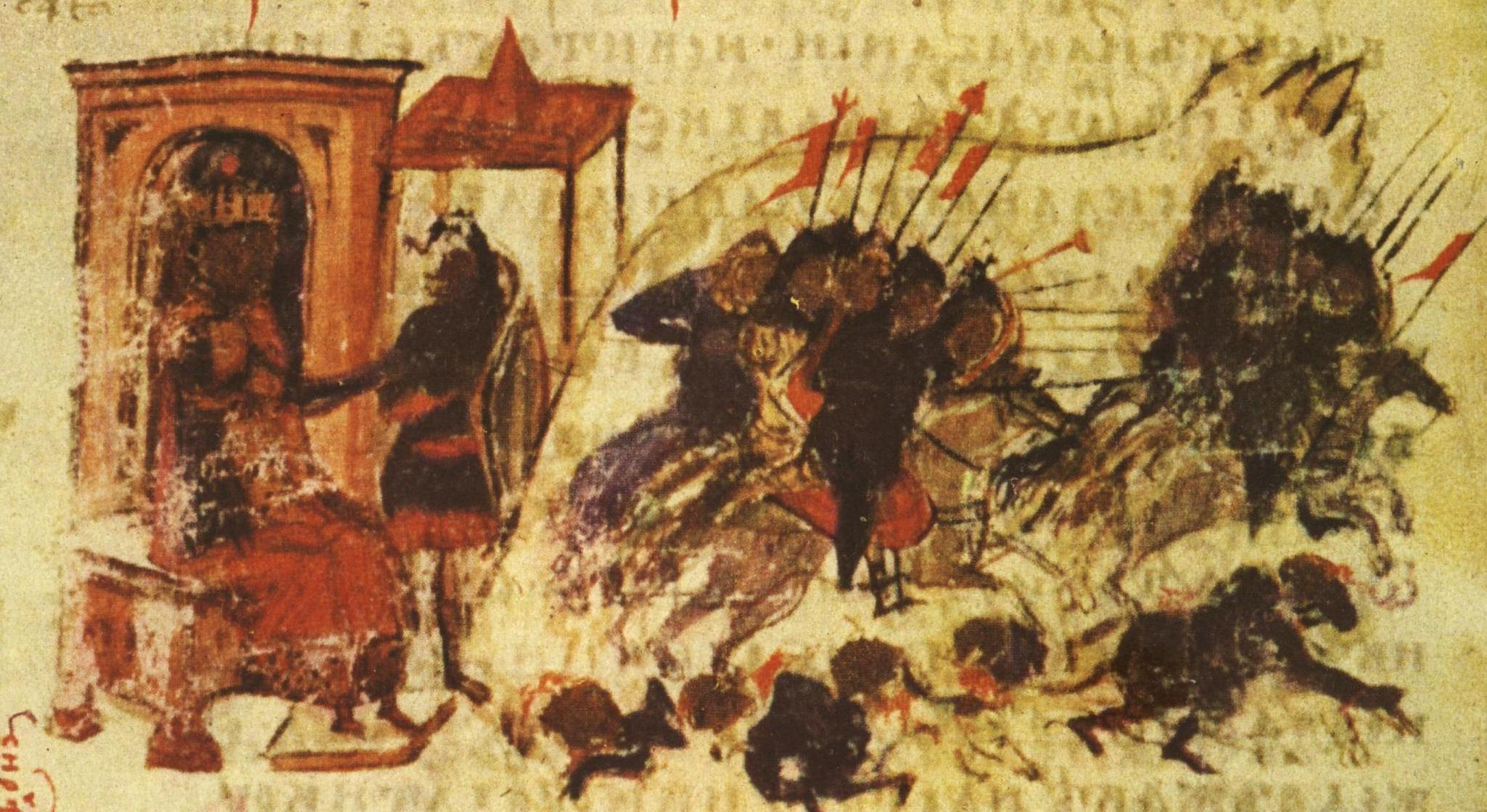
رسم للحصار الأموي الأخير على القسطنطينية.

استمر الحصار وأوضاع الجيش تزداد صعوبة، وحال أهل القسطنطينية يزداد سوءاً حتى دخل عام 718، وكان شتاء ذلك العام قاسياً جداً على المسلمين حيثُ كان شتاء قارس شديد البرودة ذي أمطار وثلوج، واستمرت الثلوج تهطل لمدة 100 يوم بدون توقف إضافة إلى الأمطار الدائمة، ورغم أن المسلمين بنوا بيوتاً خشبية لأجل الشتاء إلا أنه قسوة البرد وكثرة الثلوج والأمطار قد أضرت بهم وبالبيوت كثيراً، وأثر ذلك الشتاء بالمسلمين كثيراً فتوقف نشاطهم وانتظروا حلول الربيع لأنهم لَم يتعودوا عليه، ثم نفذت مؤون المسلمين من الطعام ومع أن المسلمين قد ادخروا طعاماً لوقت الحاجة إلا أنه نفذ ولَم يكفيهم بسبب أعداد الجيش الكبيرة إضافة إلى حيواناتهم التي تحتاج للعلف والطعام ولا تستطيع الأكل من الأرض لتغطية الثلوج لها، ولذلك بدأت المجاعات تدب بالجيش المسلم ومعه انتشرت الأوبئة والأمراض، واضطروا لأكل الدواب والجلود وأصول الشجر والعروق والورق وكل شئ غير التراب، فمات الكثير من الجنود والحيوانات بسبب هذه المجاعة والبرد والأمراض، ولَم يستطع الخليفة سُليمان أن يُمدهم بشيء من الطعام والجنود بسبب صعوبة الأجواء المناخية والثلوج والأمطار التي منعت إمدادات سليمان من القدوم إلى مَسلمة، بينما المسلمين على هذا الحال استفاد البيزنطيين فقاموا بإعادة تنظيم دفاعاتهم وهربوا مؤون إلى مدينتهم وبدأوا يتراسلون مع البلغار لمُساعدتهم.
في فصل الربيع توفي سليمان بن عبد الملك بن مروان، وتولى الخلافة ابن عمه عمر بن عبد العزيز بن مروان، فتحسنت الأحوال قليلاً حيثُ استطاع إرسال أسطولين لإمداد مَسلمة، وهُن حوالي 400 سفينة من مصر تحت قائد اسمه سفيان، و360 سفينة من تونس تحت قائد اسمه يزيد، جميعها مُحملة بالطعام والأسلحة. وفي الوقت نفسه أرسل جيش لآسيا الصغرى للمساعدة على الحصار. عندما وصلت الأسطولين لبحر مرمرة بقيت على مسافة من البيزنطيين وأرست على الشاطئ الآسيوي للبحر، كان أغلب طواقم الأسطولين تتألف من مسيحين مصريين فما أن وصلوا لبحر مرمرة حتى خانوا المسلمين وانضموا للروم، وهجم الروم على الأسطولين مباشرة فتدمرت السفن بسبب انشقاق وخيانة طواقمها والنيران الإغريقية فغرقت، وأصبح الروم في مأمن من ناحية البحر، وتصدى قائد رومي اسمه مارداسان للجيش البري الذي أرسله عمر وهزمهم في مكان بالتلال المحيطة بصبنجة، جنوب نيقوميديا.
بعد هذا استطاعت القسطنطينية أن تحصل على مساعدات بسهولة الآن عن طريق البحر، وأصبح الصيادين يستطيعون الاصتياد بالبحر كما يريدون، وذلك لأن الأسطول الإسلامي لَم يعد يُبحر، وسبب هذا هو سلاح النار الإغريقية والرياح الشديدة والعواصف والتيارات المائية العاتية التي قد أحدثت أضراراً بالأسطول ودمرت عدداً من سفنه. في هذه الأثناء بدأ ليو يتواصل مع ترفل ملك الإمبراطورية البلغارية الأولى الذي كان دياره بجوار الروم فحرضه ليو على الانقضاض على المسلمين ومهاجمتهم لأنهم إن أسقطوا الدولة البيزنطية فسيتجه بني أمية مباشرة إلى دولة البلغار لفتحها، وكان محتوى وسال ليو: «أما بعد: فقد بلغك نزول العرب بنا، وحصارهم إيانا، وليسوا يريدوننا خاصة دون غيرنا من جماعة من يخالف دينهم، وإنما يقاتلون الأقرب فالأقرب، والأدنى فالأدنى، فما كنت صانعاً يوم تأتيهم الجزية، أو يدخلوا علينا عنوة، ثم يفضون إليك وإلى غيرك، فاصنعه يوم يأتيك كتابي هذا»، وفعلاً استجاب ترفل للنداء سريعاً، ونظراً لأن مسلمة لم يعلم بخبر هذه المراسلة فقد كتب له ترفل رسالة يقول فيها: «أما بعد: فقد بلغنا نزولك بمدينة الروم، وبيننا وبينهم من العداوة ما قد علمتم، وكلما وصل إليهم فهو لنا سار، فمهما احتجت إليه من مدد أو عدة أو مرفق فأعلمناه، يأتيك منا ما أحببتَ»، فكتب مسلمة إليه أنه فقط يحتاج إلى الميرة والسوق، فكتب إلى مسلمة يخبره أنه قام إعداد سوق كبيرة للمسلمين، فلما نزل المسلمون بذلك المكان يريدون التسوق على غير حذر أو خوف من عدو ـ وكان مسلمة قد ولى عليهم رجلاً ـ أحاطت بهم كتائب ترفل فقتلوا وأسروا عدداً من المسلمين، ثم عادوا إلى بلادهم. وجاء الخبر إلى مسلمة ومن معه من المسلمين فوجه جيش قوي كثيف إلى بلادهم عليه عبيدة بن قيس العقيلي وابنه شراحيل بن عبيدة، ومضى هذا الجيش حتى وصل لبلدهم وكان البلغار قد تجهزوا فتقاتلوا بشراسة حتى انتصر المسلمين، فقتلوا منهم عدداً ضخماً وأسروهم وسبوهم معهم وحرروا أسرى المسلمين منهم وفتحوا مدينة الصقالبة، وأراد عبيدة بعدها أن يتوغل في أرض البلغار ولكن مَسلمة طلب منه العودة، ورغم انهزام البلغار إلا أن نشاطهم العدائي على المسلمين لَم يتوقف، وأيضاً أتت قوات من الإفرنج فقاموا بعمليات إغارة على المسلمين عن طريق البحر. وأيضاً تواصل ليو مع خاقان الخزر ليساعده على تقوية جيش الروم فساعده. ووقعة البلغار اتفقت المصادر الإسلامية العربية على أنها حدثت بعهد سليمان بن عبد الملك وأن سليمان هو الذي أرسل جيش عبيدة بن قيس إلى مَسلمة لينتقم من البلغار، بينما المصادر الغربية تزعم أنها حدثت بعد وفاة سليمان في عهد عمر بن عبد العزيز.

### الانسحاب وأسباب ونتائج فشل الحصار

صورة آيا صوفيا اليوم بعدما تحولت إلى مسجد على يد محمد الفاتح.

كانت وقعة البلغار آخر أحداث الحصار وهناك اختلاف بين مصادر العرب والبيزنطيين فيما إذا كانت حدثت في عهد سليمان أو عمر بن عبد العزيز، ولكن الاتفاق أن مَسلمة انسحب بعدها بفترة، ولانسحاب مَسلمة روايتين في التاريخ منها أنه رحل بعد وفاة سليمان بعدما أمره عمر بن عبد العزيز بالعودة، ومنها أنَّ سليمان في آخر أيامه قد راسل مَسلمة يُخبره فيها عن ظهور فتنة جديدة في خراسان على يد يزيد بن المهلب الذي بدأ يُظهر بعض التمرد على الخلافة وأنه يُريد منه بعد حصار القسطنطينية أن يذهب إليه ويقضي على فتنته فبدأ مَسلمة يفكر جدياً بالعودة للشام، وبعد الرسالة أمر جيشه بركوب خيولهم لأنه يُريد مقاتلة الروم، فركبوا وسار نحو باب المدينة وعَلِم الروم فخرجوا بجيشهم فتقاتلوا فقُتِل الكثير من جهة الروم والمسلمين، ثم هرب الروم وقتل المسلمين عدداً منهم أثناء هروبهم حتى دخلوا مدينتهم وأغلقوها عليهم، فأخذ المسلمين ما استطاعوا من غنائمهم وعادوا إلى مدينتهم «القهر»، واستمر مسلمة وجيشه واقفين أمام باب المدينة 7 أيام لا يتحركون من أمامها فلما نظر ليو للمنظر هاله الأمر، وحينها كان الروم قد نفذت طاقاتهم ولَم يستطيعوا التحمل أكثر فعرض ليو الصلح مرة أخرى على مَسلمة، وأرسل إليه رسالة يقول فيها: «أما بعد أيها الأمير! فقد طال هذا الأمر بيننا جداً ولم أظن أن أمرنا يكون هذا، والآن فإني قد عزمت على مصالحتك على أنك ترحل عن هذه الجزيرة وترجع إلى المسيحية وتقيم بها، ونؤدي إليك في كل سنة ألف ألف‌ درهم وألف أوقية من ذهب وخمسة آلاف رأس من البقر والغنم وألف رمكة بفحولها سوى ما يتبع ذلك من أنواع البزيون والديباج والسقلاطون وأشباه ذلك، وتسالمني وأسالمك إلى أن ترى رأيك في ذلك - والسلام -.» (2)، فرد عليه مَسلمة: «أما بعد فقد ورد علي كتابك، وفهمت ما ذكرت فيه من الصلح على أنك تعطيني ما سميت وأرحل عنك إلى المسيحية، غير أني قد آليت يميناً لا كفارة لها أني لا أرحل عن هذه الجزيرة أبداً دون أن أدخل مدينتك هذه، فإذا دخلتها نظرت بعد ذلك فيما ذكرت، وإن أنا لم أدخلها صبرت عليك أبداً حتى يفتح الله على يدي، فإن وصلت إلى ذلك فذاك الذي أريد، وإن تكن الأخرى وقتلتُ أو متُ شهيداً مجاهداً كان المصير إلى ثواب الله عز وجل الذي وعده عباده المجاهدين في سبيله - والسلام -.» 
لما وصلت الرسالة لليو جمع أشراف وأسياد وبطارقة الروم وخرج للمسلمين، وقال: «أيها الناس! إين أميركم مسلمة ؟ فإني أريد كلامه مُشافهة»، اقترب مسلمة حتى وقف أمامه وقال: «أنا مَسلمة! فما الذي تُريد ؟»، فقال ليو له: «بلغني ما كان من يمينك التي حلفتَ بها أنك لا تقلع حتى تدخل مدينتي هذه، وقد رضيتُ ورضيتْ الروم أيضاً بذلك على أنك لا تدخلها إلا وحدك، لا يكون معك ثانٍ ولك الأمان حتى تخرج»، فرد مسلمة: «رضيتُ بذلك أن أدخل وحدي على شرط أنك لا تغلق الباب وعلى أن يقف البطال بن عمرو على باب المدينة في جميع أصحابي، فإن كان منكم إليَّ غدر اقتحم البطال مدينتكم فقتل المقاتلة وسبى النساء والذرية وأخذ الأموال»، فوافق ليو على إبقاء الباب مفتوحاً لجيش مسلمة حتى يثق به، فأمر ليو بفتح الباب الرئيسي للمدينة ثم أمر بصف فرسان الروم والجنود المشاة من باب المدينة حتى باب كنيسة الروم الكبرى آيا صوفيا وهم يحملون الرايات والأعلام، ومعهم وقف أسياد وأشراف الروم والبطارقة على طول الطريق، ثم أعطى ليو الإذن لمسلمة بالدخول للمدينة، فتوجه مسلمة نحو عبد الله البطال وقال له: «إني داخل هذه المدينة وقد علمت أنها دار النصرانية وقصبتها وعزها وما أريد بدخولي إليها إلا عز الإسلام وإذلال الكفر، ولستُ أدري ما يكون من الحدثان، فانظر إذا صليتم العصر ولم أخرج فاقتحموا المدينة بخيلكم ورجلكم فاقتلوا وأحرقوا، والأمير من بعدي عمي محمد بن مروان، فاسمعوا له وأطيعوا»، ثم ارتدى مَسلمة درعاً وخوذة وعمامة بيضاء، وتقلد سيفين وأمسك رمحاً، ثم كَبَّر بصوت عالٍ ودخل المدينة، فاجتمع السكان لرؤيته من كل ناحية مُتعجبين من إقدامه وجرأته وتشجعه على الدخول وحده لأرض أعدائه، ومَسلمة يسير في المدينة لا ينظر لأحد منهم حتى وصل لباب قصر ليو الثالث الإيساوري الذي كان جالساً بانتظار مسلمة، فلما رآهـ قام إليه ثم مشى مع مسلمة الذي اتجه إلى كنيسة آيا صوفيا، فركب مسلمة دابته التي معه ودخل الكنيسة فهاج الروم وغضبوا لدخول مسلمة الكنيسة مع الدابة وكادوا أن يهجموا عليه ويقتلوه لولا أن منعهم ليو من ذلك، فلما دخل مسلمة للكنسية وجد بها صليب كبير من الذهب مرصع بالجواهر على كرسي من ذهب فأخذه مسلمة مع الكرسي، فقال له ليو معترضاً: «أيها الأمير! إن الروم لا ترضى بهذا وأخاف عليك منهم الشغب، فرد الصليب إلى موضعه ولك قيمته!»، أي أنه لو أعاده سيعطيه مثل قيمته المالية، فحلف مسلمة أنه لن يخرج إلا والصليب معه، فضج الروم وغضبوا وأرادوا قتل مسلمة للمرة الثانية فقال لهم ليو: «كفوا إياكم الرجل، ذروه يأخذه ولكم عليَّ مثله، فإني أخاف عليكم البطال بن عمرو أن يقتحم عليكم فيقتل رجالكم ويسبي نساءكم وذريتكم وأموالكم ويحرق مدينتكم»، فسكت الروم رغماً عنهم وخرج مسلمة من آيا صوفيا والصليب معه وليو يُسايره فمشى حتى وصل لوسط المدينة بين الروم فرفع الصليب منكساً على رمحه، والروم صامتون لا ينطق أحداً منهم شيء خوفاً من هجوم البطال، وما أن حل العصر حتى خرج مسلمة والصليب على رأس رمحه، وكاد البطال أن يدخل المدينة لتأخر مسلمة ولظنه أنه قُتِل، فلما رآه المسلمين كبروا تكبيرة واحدة فرحاً بعودته سالم.
فلما حل الغد أرسل مسلمة لليو يقول: «أما بعد، فإن الله قد أظفرني بك وأعلاني عليك، وجعل جدك الأسفل، فله الحمد على إعزاز أوليائه وإذلال أعدائه، وقد عزمت على الرحيل عن بلدك إلى بلاد الشام، فابعث إليَّ ما صالحتني عليه فإني راحل عن قريب إن شاء الله»، فرد ليو: «للأمير مسلمة بن عبد الملك من إليون ملك الروم، أما بعد، فقد بعثت إليك عشرين ألف ألف درهم وخمسة آلاف رأس من البقر والغنم وخمسة آلاف أوقية من الذهب وألف رمكة بفحولها، وبتاج من الذهب مرصع بالجوهر لك خاصة دون أصحابك، وأنا أسألك أيها الأمير أن تفي بما ضمنت وترحل عن هذه الجزيرة وتقيم حيث شئتَ من أرض الروم - والسلام -.»، فلما أتته الفدية حتى أخذ التاج الذي أهداه إياه وباعه على أحد من جنوده فأخذ قيمته المالية وأضافها لبقية الأموال فعزل عن الغنائم والأموال التي معه الخُمُس ليعطيه الخليفة، وقسم بقية الأموال على المسلمين، ثم جمع جيشه للرحيل للشام فأتت السفن لتحملهم لعبور خليج القسطنطينية، ثم كتب مسلمة رسالة لليو يحذره فيها من التعرض للمسجد الذي بناه قائلاً: «من مسلمة بن عبد الملك أمير المؤمنين إلى إليون صاحب الروم، أما بعد فإني قد أحببتُ أن أحسن إليك لأني رأيتك محباً للعافية وأنا راحلٌ عنك، وقد تركت عندك مسجدي الأعظم وهو وديعتي فانظر لا تقلعنَّ منه حجراً، لا تنقصنَّ من سقفه خشبة، ولا تكسرنَّ منه عوداً واحداً فما سواه، وإياكَ أن تعبر هذا الخليج في طلبي أو تطلب أثري إذا أنا عبرتُ من جزيرتك هذه، فإنك أن تعديتَ ما أمرتك به رجعتُ إليك ثم لا أقلع عنك أبداً أو يهلككَ الله على يدي، فاقبل من ذلك ما شئت أو دع - والسلام على عباد الله الصالحين -»، فرد ليو: «أما بعد، فقد فهمتُ كتابك وجميع ما ذكرت، وأنا لك أيها الأمير على السمع والطاعة، لا أخرج عن الطاعة ولا أتعدى عن أمرك، وأما مسجدك أيها الأمير فإني أحلف لك بالنصرانية والإنجيل والمعمودية أني آمر بسد بابه، فلا يُقلع منه حجر ولا يكر منه عود ولا يدخله أحد من الروم أبداً ما دمت حياً، وقد وجهتُ لك أيها الأمير بمائة رمكة يتبعها مائة قلو وخمسمائة ثوب بزيون وسقلاطون هدية مني، لك خاصة دون أصحابك - والسلام -.» ولما وصلت الهدايا وزعها جميعها على الجيش ولم يأخذ منها شيئاً، وبعدها ترحل بجيشه بعيداً عن القسطنطينية فأمر ليو رجاله بتدمير مدينة القهر فدمروها ما عدا المسجد تركه ليو على حاله كما طلب منه مسلمة، ثم ذهب إلى مدينة اسمها «المسيحية» فلما وصلها أصاب المسلمين وباء حتى توفي الكثير من الرجال والنساء والأطفال بسببه وعندما رأى سكان المدينة ما حل بالمسلمين من الضعف طمعوا فيهم وأرادوا قتلهم وهاجموهم فقتل المسلمين بعضاً منهم ثم أمر مسلمة بتدمير المدينة عقاباً لهم فدمروها وسُوِّي سورها بالأرض ثم رحل عنها إلى مدينة «قفورية» فبقي فيها بسبب حلول الشتاء فظل بها 6 شهور، وخلال كل هذه الأحداث كان سليمان قد مات منذ فترة طويلة في مرج دابق مُرابطاً وتولى عمر الخلافة، ثم بعدها ذهب إلى عمورية فبقي فيها أياماً حتى يجمع رجاله من كل بلاد الروم فلما جمعهم سار إلى طرطوس ومنها إلى دمشق.
وذلك المسجد الذي بناه مسلمة يُعتبر أول مسجد بُني بالقسطنطينية، وهناك رواية أخرى تقول أنَّ المسجد لَم يكن في مدينة المسلمين، بل أن مسلمة خلال اتفاقياته مع الروم لأجل أن يترك الحصار أجبرهم على أن يبنوا له مسجداً داخل القسطنطينية نفسها، وبقي هذا المسجد مئات السنين لا يتعرض له الروم ويُصلي فيه المسلمون هناك، حتى أن علماء ومؤرخين مثل ابن تيمية وابن كثير ذكروا أن المسجد موجود ومشهور في زمانهم وأن المسلمين يصلون فيه ولَم يهدم رغم مرور 700 سنة عليه، ووصفه ابن كثير بأنه «شديد البناء مُحكماً، رحب الفناء، شاهقاً في السماء»، ويُرجح أن مسجد مسلمة هو ما يعرف اليوم بـ جامع العرب. وقد انتهى الحصار عام 100 هـ-718، واختُلِف حول مدته ما بين 13 شهر، و20 شهر، و30 شهراً، وبعضهم زعم أنه كان سنيناً كثيرة.
تُعتبر الأسباب التي حالت دون فتح القسطنطينية في حملة مَسلمة كثيرة ومتنوعة، وقد تظافرت هذه الأسباب مع بعضها حتى جعلت مسلمة وجيشه ينسحبون، وأسباب الفشل أولها أن الروم كانوا يعلمون بخطة المسلمين قبل الحصار بفترة طويلة وتحصنوا وجمعوا الطعام والأسلحة وما يحتاجون، وثاني الأسباب هو قوة أسوار القسطنطينية وموقعها الجغرافي المميز الذي ساعدها، إضافة لهذا أن المسلمين لَم يستطيعوا محاصرتها من كل الجهات إذ ظلت ناحيتها الشمالية المطلة على القرن الذهبي والمتصلة بالبحر الأسود مفتوحة، وذلك بسبب أن التيارات المائية القوية حالت دون وصول المسلمين إليها، ولذا أصبحت تحصل على بعض إمداداتها من حقول القمح الواقعة على شواطئ هذا البحر الشمالية، وقوة الدفاع البيزنطي إذ أنهم كانوا قد تجهزوا مسبقاً للحرب وكانوا يرمون المسلمين بالمجانيق والعرادات من على الأسوار بينما لا يستطيع المسلمين الوصول إليهم ولَم يحدث بينهم وبين المسلمين قتال على الأرض إلا نادراً، ومن أكبر الأسباب هي النار الإغريقية التي كانت سلاحاً فتاكاً لا يعرف أحد كيف يُصنع إلا الروم وبه استطاعوا هزيمة الأسطول الإسلامي، وأيضاً الظروف المناخية أذت المسلمين كثيراً إذ استمرت الأمطار الغزيرة والثلوج تهطل عليهم لمدة 100 يوم وهم في العراء ولَم يحميهم منه إلا الأسراب والخيام والبيوت الخشبية التي لم تفيد كثيراً، بل حتى أن الإمبراطور ليو كان يفتخر قائلاً أن شهور الشتاء «ديسمبر» و«يناير» و«فبراير» من أعظم قادة جيشه الذين ساعدوه على هزم المسلمين، وأيضاً من أكبر الأسباب نفاذ طعام المسلمين والمجاعة التي حلت بهم بسبب ذلك إذ توفي الكثير منهم نتيجة الجوع وسوء التغذية وانتشرت بينهم الأمراض بسبب ذلك، وساهم بُعد المكان عن الشام وصعوبته والشتاء الشديد وطول الطريق بصعوبة وصول الإمدادت والمساعدات إلى مسلمة والجيش، وأيضاً خيانة البحارة المسيحين للمسلمين، وطول الحصار، وتعاون الروم والخزر والإفرنج والبلغار على مهاجمة المسلمين، وإرسال سليمان في أواخر خلافته يطلب من مسلمة أن يعود ليحل أمر يزيد بن المهلب، كل هذه العوامل تظافرت على المسلمين وساهمت بانسحابهم من المدينة دون فتحها. رغم كل هذا الحملة لَم تذهب سُدى ورغم أنها لَم تحقق هدفها بفتح المدينة إلا أنها أرهقت واتعبت الدولة البيزنطية، وشَلَّت نشاطها الحربي على المسلمين، والانسحاب لَم يُضر العرب بشيء إذ سُرعان ما عادوا لمقاتلة الروم والهجوم عليهم في عقر دارهم، ومن نتائج هذا الحصار أنه جعل الروم يتخلون عن محاولاتهم في استعادة الشام ومصر وبقية دول شمال أفريقيا إذ صرفت أنظارهم إلى محاولة حماية بلادهم الأصلية، وأصبح الروم يدركون مدى قوة الجيوش الإسلامية التي تهدد دولتهم وأنها قد تهجم عليهم بأي وقت.

## عهد أخيهيزيد بن عبد الملك: القضاء علىالخوارج

### الخلاف معيزيد بن المهلب
بدأ الخلاف الحقيقي في أواخر عهد عبد الملك بن مروان حيث توفي المهلب بن أبي صفرة الأزدي والي خراسان عام 82 هـ فقاما الحجاج بن يوسف الثقفي وعبد الملك بن مروان بجعل ابنه يزيد بن المهلب والياً على خراسان إكراماً لوالده، وقام الحجاج أيضاً بتولية حبيب بن المهلب الأزدي على كرمان، وجعل عبد الملك بن المهلب الأزدي أميراً على شرطة البصرة. ولَم يلبث الحجاج حتى نقم وغضب من يزيد لأسباب عدة منها أنه ببداية ولاية يزيد على خراسان أحبه أهلها ثم تغير وأصبح متجبراً فبغضوهـ، ثم بعد هزيمة عبد الرحمن بن الأشعث وهربه مع بقية أنصاره من الخوارج إلى هراة أمر الحجاج يزيد بملاحقتهم فلاحقهم ولكنه لَم يكن جاداً في مطاردتهم فأضر هذا بالحجاج كثيراً، ثم بعدما أسر بعضهم تعصب لبني أعمامه القحطانيون فلَم يُرسلهم للحجاج وكان ليناً بالتعامل معهم بينما أرسل الأسرى الالقيسيون العدنانيون تحديداً للحجاج ليقوم بقتلهم، وأيضاً حينما خرج موسى بن عبد الله بن خازم في بلخ مع خوارج قيسيون لم يهزمهم يزيد متعمداً وأبقى على فتنتهم طويلاً، وذلك لكي يُجبر الحجاج على عدم عزله عن خراسان ما دام هؤلاء الخوارج باقون لأنه لن يجد غيره يُحاربهم، ولا سيما من قبائل قيس عيلان لأنه قد يترددون برفع السلاح على أبناء قبائلهم من الخوارج، وأيضاً قام يزيد بسرقة بسبعة آلاف ألف درهم من أموال خراسان وكان كثيراً ما يُخالف أوامر الحجاج، ولكن الحجاج فطن وتنبه لِمٓا يفعل يزيد، وكانت الضربة القاصمة عندما عَلِم الحجاج أن يزيد كان يعشق امرأة متزوجة من أحد جنود يزيد اسمه «عليب العبدي» فقام يزيد بتسميمه وقتله حتى يخلو له الجو مع المرأة وبدأ علاقة غير شرعية معها، فلما عرف الحجاج اجتمعت له الأسباب في عام 86 هـ فأرسل ليزيد يطلبه أن يجعل أخيه المفضل بن المهلب نائباً على خراسان ويأتي إليه بسبب أمر مهم، وإضافة لهذا أرسل الحجاج لأخويه حبيب وعبد الملك يطلب منهم القدوم، وأرسل إلى قتيبة بن مسلم الباهلي يخبره أنه عزل يزيد وولاه على خراسان فطلب منه أن يرسل المفضل بن المهلب إليه فاجتمعوا عند الحجاج جميعهم وأخذ أيضاً أخيهم أبو عيينة بن المهلب، فلما جمعهم سجنهم مع يزيد الذي اتهمه بكل ما سبق واتهم إخوته أيضاً بأنهم أخذوا أموالاً كثيرة ولَم يُعيدوها لبيت المال حتى الآن، ولما سجن يزيد بدأ بجلده عقوبةً على زناهـ مع زوجة جنديه، فسجنهم عنده أربع سنين وكان الحجاج دائماً يدعو: «اللهم إن كان آل المهلب بَرَآء، فلا تسلطني عليهم ونجِهم.» 
طلب يزيد خلال السجن من الحجاج أن يسمح لأخويه عبد الملك وحبيب أن يخرجا ويبيعوا ما استطاعوا من أملاك آل المهلب ويعطوا الحجاج المال، فلَم يستطع يزيد إلا جمع أربعة آلاف ألف درهم وبقي عليه ثلاثة آلاف ألف لم يقدر عليها، في عام 90 هـ استطاع يزيد وإخوته حبيب وعبد الملك والمفضل أن يتنكروا ويهربوا من السجن بمساعدة أخيهم مروان فهربوا جميعهم إلا أبو عيينة، فلما يقدر الحجاج على إيجادهم، فظن أنهم ذهبوا لخراسان ليخرجوا على الدولة ويحدثوا فتنة فأرسل إلى قتيبة بن مسلم يحذره: «كن على حذر فإن يزيد بن المهلب قد هرب من سجني ولا أدري أين توجه وأخاف أن يفسد عليك خراسان إن دخلها»، بينما في واقع الأمر توجه يزيد ومروان والمفضل وعبد الملك إلى الشام بينما اختبئ حبيب بالبصرة، فذهبوا إلى فلسطين حيث يوجد سليمان بن عبد الملك واليها، وعنده طلبوا الأمان وأن يُجيرهم فأمنهم سليمان بعد أن توسط لهم رجل من نفس قبيلتهم، وكان بين سليمان والحجاج عدواة شديدة، بعدها عرف الحجاج مكانهم فأرسل للوليد يقول: «إن آل المهلب خانوا مال الله عز وجل وهربوا مني، ولحقوا بسليمان»، فأرسل سليمان للوليد يطلب منه أن يُؤمِّن آل المهلب وأخبره أنه سيُسدد الأموال التي أخذها يزيد للحجاج فرفض الوليد وقال له أن يأتيه بيزيد، فعاد سليمان وطلب الأمان مجدداً فغضب الوليد وقال: «والله لتوجهنَّ به إلي مكبلاً مغلولاً»، عندها غضب سليمان دعى ابنه أيوب فقيده وقيد يزيد ثم ربطهم ببعضهم بأغلال حديد وأرسلهم لدمشق للوليد وأرسل له يقول: «أما بعد يا أمير المؤمنين فإني قد وجهتُ إليك بيزيد بن المهلب فابدأ بأيوب من قبله ثم اجعل يزيد ثانياً واجعلني إذا شئت ثالثاً والسلام»، قصد سليمان أن يسجنه هو وابنه أيوب بن سليمان مع يزيد إذا أراد، فخجل الوليد وقال: «قد أسأنا إلى أبي أيوب إذ بلغنا به هذا المبلغ»، فسامح يزيد وأمنه وكتب للحجاج أن يترك آل المهلب وشأنهم، وبقي يزيد وإخوانه مع سليمان حتى توفي الوليد والحجاج فأكرمه سليمان وجعله أقرب أصدقائه.
بعدما أخذ سليمان الخلافة جعل يزيد والياً على العراق وخراسان وولى حبيب بن المهلب على الهند والسند، وولى مدرك بن المهلب على سجستان، وولى مراون بن المهلب على البصرة، وولى عُمان زياد بن المهلب، فقام يزيد وإخوانه بجمع عشيرة الحجاج «آل أبي عقيل» لينتقم من الحجاج فسجنهم فعذبونهم أشد العذاب طيلة عهد سليمان وأخذوا أموالهم وأملاكهم، وكان ممن سجنوه وعذبوه وقتلوه محمد بن القاسم الثقفي ابن أخ الحجاج وصهرهـ الذي فتح الهند والسند، وعذب عبد الملك بن المهلب الحكم بن أيوب بن الحكم بن أبي عقيل الثقفي حتى الموت، وفقأ عبد الملك عين يوسف بن عمر الثقفي ابن عم الحجاج أثناء التعذيب ثم استطاع يوسف الهرب منهم، وسجن يزيد أبناء الحجاج وكان فيمن سُجِن أم الحجاج بنت محمد بن يوسف الثقفية بنت أخ الحجاج فسجنها يزيد وأمر أخيه عبد الملك بتعذيبها فعذبها، وكانت زوجة يزيد بن عبد الملك وأم ابنه الوليد بن يزيد، فحاول يزيد أن يجعل يزيد بن المهلب يترك زوجته فرفض فعرض عليه أن يدفع له من المال ما يشاء فرفض فهدده يزيد بن عبد الملك: «أما والله لئن وليتُ من الأمر شيئاً لأقطعنَّ منك طابقاً»، فقال له يزيد بن المهلب: «وأنا والله فلئن كان ذلك لأرمينك بمائة ألف سيف»، وبعدها استطاع يزيد بن عبد الملك أن يفدي زوجته بمبلغ قدره مئة ألف وحررها من السجن، وقيل أن التي عذبها ابن المهلب وحررها يزيد بن عبد الملك ليست أم الحجاج بنت محمد بل أختها. وفي خراسان ما أن تولى عليها يزيد حتى أخذ وكيع بن أبي سود فسجنه بسبب خلاف معه وسجن معه عماله وحاشيته جميعهم وعذبهم معه بعصر أقدامهم بآلة الدهق، ثم أخذ كل رجل اشتغل مع قتيبة بن مسلم الباهلي أثناء ولايته على خراسان فسجنهم وعذبهم وسرق أموالهم فلما انتقده شاعر خفف التعذيب عنهم، ثم أخذ عمرو بن مسلم الباهلي أخ قتيبة فسجنه وعذبه وسرق كل ما يملك حتى أن محمد بن المهلب أخ يزيد حذره وحذر بقية إخوانه العاقبة ومن أن ينقلب عليهم الحال.
ثم فتح يزيد جرجان وطبرستان وفي هذه الفتوحات كسب الكثير من الغنائم، فكتب لسليمان يخبره أنه جمع مبلغ ضخم من الخُمُس يقدر بـ «ستمائة ألف ألف» ففرح سليمان، ثم استمر يزيد بسرقة أموال أهل خراسان حتى سرق مبالغ لا تُقدر بثمن ظلماً وعدواناً، وقرر أن ينفصل بمُلك خراسان والخروج على سليمان فكتب أهلها يحذرون سليمان، فلما علم سليمان لَم يعرف كيف يتصرف، وكان أخيه مسلمة بن عبد الملك حينها في القسطنطينية يُحاصرها، فحذره رجل من أن الأموال التي مع يزيد كثيرة وبها يستطيع الخروج عليه وبدونها لن ينجح بشيء وقال له أن عليه إرسال أحد إخوته ليأخذ الأموال من يزيد غصباً عنه فحينها أرسل سليمان لمسلمة وهو بالقسطنطينية يخبره بيزيد ويريد منه أن يحل مشكلته بنفسه، وفي هذه الأثناء توفي سليمان وتولى الخلافة عمر. ووصل خبر وفاة سليمان ليزيد فانزعج وقال يسب سليمان وبنيه وأظهر طمعه بالخلافة: «إن معاوية بن أبي سفيان إنما كان له ولد واحد فمَلَك الخلافة هو وابنه بضعاً وعشرين سنة، وسليمان بن عبد الملك له ثلاث سنين، فمتى يخرج هذا الملك منهم! لا يخرج إلى يوم القيامة! ولنُبايعنَّ الأطفال من ولد سليمان.»، وكان يزيد يظن أن الخلافة بعد سليمان ستذهب لابنه أيوب ولكن توفي أيوب فذهبت الخلافة لعمر، وكانت علاقة يزيد سيئة بعمر إذ كان عمر يكرهه هو وإخوانه ويصفهم بالجبابرة وكان يُحذر سليمان من غدر يزيد وبالمقابل كان يزيد يتهم عمر بالرياء والنفاق، ثم عرف يزيد بخلافة عمر فذهب بما معه من الأموال إلى نيشابور وبقي فيها، ثم أرسل إليه عمر يطلب منه أن يُبايعه فلما قرأ يزيد الرسالة عرف أن عمر سيعزله عن المنصب ثم ذهب إلى العراق وأرسل الأموال التي كانت معه إلى مكان ما في البصرة، فدعاه والي العراق الجديد عدي بن أرطأة الفزاري وقال له: «أبا خالد! إن أمير المؤمنين عمر بن عبد العزيز أمرني أن أقبض منك الأموال التي جبيتها من بلاد خراسان وجرجان وطبرستان»، فقال يزيد: «أيها الأمير! إنه كان ذلك، غير أني فرقته في أجناد خراسان وقويتهم به في جهاد عدوهم ولم أدخر من تلك الأموال شيئاً»، فعلم عدي أنه يكذب فقال له: «دع هذا يا بن المهلب وأخرج من هذه الأموال، وإلا حملتك إلى أمير المؤمنين فيرى فيك برأيه»، فوافق يزيد على الذهاب لعمر فسجنه عدي وأراد نقله لعمر، ولكن أتى أشراف وأسياد خراسان يطلبون القصاص من يزيد بن المهلب ويشتكون لعدي ظلمه وما فعله بهم، ثم أرسله عدي مع رجل اسمه موسى بن الوجيه الحميري لعمر فسأله عن الأموال فقال: «نعم يا أمير المؤمنين إني قد كنت من سليمان بالمكان الذي قد علمت، فكتبت إليه بذلك الكتاب ليسمع به الناس، وقد علمت أن سليمان لم يكن ليأخذني بما كتبت به إليه، ولا كنت أخاف أن يأتيني من قبله أمر أكرهه». فعلم عمر أنه يكذب وفقال له: «يا بن المهلب! دع عنك هذا، فإني ما أجد بُداً من أخذك بتلك الأموال حتى تؤديها وإلا حبستك بها، فاتقِ الله يا بن المهلب‌ وأدِّ ما قبلك فإنها حقوق المسلمين ولن يسعني تركها عليك»، فرفض يزيد فأمر عمر أن يربطوهـ بغلائل أكثر ثم سجنه، وأراد عمر أن ينفيه إلى جزيرة دهلك ولكن قال له شخص أن يزيد لديه 10 آلاف عبد يفدونه بحياتهم وأنه ما أن يخرج حتى يُهرِّبونه ويفعلون فتنة، فأبقاه عمر بالسجن، وحاول ابنه مخلد بن يزيد أن يتوسط له عند عمر وعرض على عمر أن يدفع بعضاً من المبلغ لأجل أبيه فرفض عمر، وحاول شخص أن يتوسط له فقال عمر: «هو رجل سوء قتال، والحبس خير له»، وبقي يزيد بالسجن رافضاً إعادة المال حتى مرض عمر عام 101 هـ فعلم يزيد أنه سيموت فقام برشوة الحراس وتنكر وهرب بمساعدة إخوانه لأن يزيد بن عبد الملك سيأخذ الخلافة، ولما هرب أرسل لعمر رسالة يقول فيها: «إني والله لو علمت أنك تبقى حياً ما برحت من محبسي الذي حبستني فيه أبداً،  ولكني لم آمن أن تهلك ويَلي يزيد فيقتلني شر قتلة»، فقرأوا الرسالة على عمر وهو في آخر رمق له فدعى على يزيد قائلاً: «اللهم إن كان يزيد بن المهلب يريد بهذه الأمة شراً فاكفهم شره واردد كيده في نحره وأحقه به وهضه فقد هاضني، إنك على كل شيء قدير وذلك عليك يسير».

### هروبه للعراق واستيلائه على المشرق

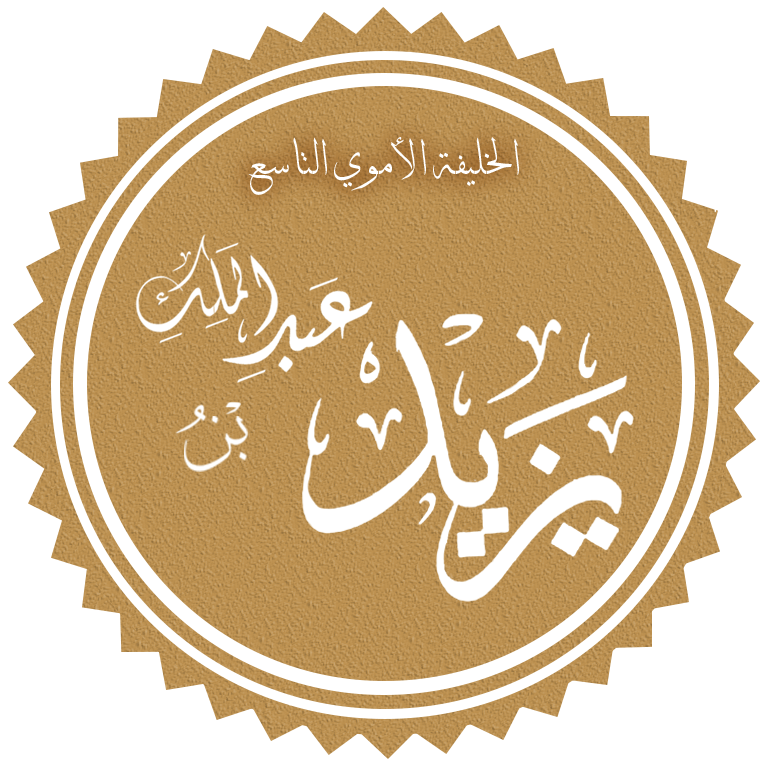
تخطيط لاسم أمير المؤمنين يزيد بن عبد الملك الخليفة الأموي التاسع.

ثم تولى الخلافة يزيد بن عبد الملك فأول ما فعله هو البحث عن يزيد بن المهلب الهارب ولَم يكن له همة إلا البحث عنه قبل أن يُسبِّب فتنة ويخرج على الخلافة، وقد أشار أنصار ابن المهلب عليه أن يذهب إلى الناعورة الواقعة بحلب حيثُ يسكن مَسلمة بن عبد الملك بشكل دائم لكي يستجير ويحتمي به من أخيه يزيد بن عبد الملك، إلا أن معاوية بن يزيد بن المهلب أشار على والده أن لا يذهب لمَسلمة فاقتنع يزيد بكلام ابنه. وفي ذلك الوقت كان الخليفة قد بعث الكوثر بن زفر بن الحارث الكلابي، وأخيه الهذيل بن زفر الكلابي، وتميم بن عمير بن الحباب، وعبد الرحمن بن سليم الكلبي للبحث عن ابن المهلب، كل واحدٍ منهم بشكل منفصل مع رجال، فلم يلحقه أحد ما عدا أحد أبناء زفر بن الحارث الكلابي استطاع اللحاق به ولكنه تركه ولم يقترب منه وذلك لأنه يكره آل المهلب جميعهم فإنه إذا أمسك يزيد فقتله سيكون قتل واحد منهم فقط وهو يريد أن يهرب يزيد فيخرج على الخلافة ينضم له آل المهلب فيُقتل أغلب آل المهلب عندما يُهزم يزيد. ثم أرسل يزيد بن عبد الملك إلى عدي بن أرطأة والي البصرة، وعبد الحميد بن عبد الرحمن بن زيد بن الخطاب والي الكوفة يخبرهما بموت عمر وتوليته الخلافة وبهرب ابن المهلب ويُحذرهم منه وأمرهما بالبحث عنه، وأمر عدي أن يمسك إخوان يزيد بن المهلب ومواليهم وأنصارهم وشيعتهم الذين ساعدوه على الهرب حتى لا يجتمعون ويخبئونه ويفعلون فتنة، فأخذ عدي حبيب ومروان ومدرك وأبو عيينة، ولما أراد سجن المفضل وعبد الملك أرسل عدي إليهم العالم الحسن البصري ورجلان آخرين لكي ينصحهم فيُسلمون نفسهم بسهولة ولا يخرجون على الدولة مع أخيهم يزيد، فقال عبد الملك للحسن: «إنكم واطأتم عدياً على هلاكنا، وليست طاعته بواجبة علينا»، فكذبه الحسن فغضب عبد الملك وأخذ سيفه ليقتل الحسن، وقال: «أتكذبني يا بن اللخناء والله لولا أن أُعيَّر بقتلك وأنت في منزلي لضربتُ عنقك فأنك عبد تريد استذلال أهل المِصر بتخاشعك وقد حمقت نفسك وعدوت طورك وقدرك»، فهدأه المفضل واستطاع عدي سجنهم عنده. ثم نصحه وكيع بن أبي سود أن يقتلهم فرفض عدي ثم طلب من أن يهدم منازلهم حتى لا يجد بها ابن المهلب مخبئ فرفض فطلب منه أن يفتح بيت مال البصرة وخزائنها ليدفع للناس أموالاً حتى يُدافعون عن المدينة من ابن المهلب وأتباعه فأخبره أنه لا يستطيع استخدام بيت المال لأن الخليفة الجديد يزيد لم يعطه الإذن بالتصرف بالمال كما يشاء، فحذره وكيع أنه سُيقتل على يد ابن المهلب إن استمر بالتصرف هكذا. دخل ابن المهلب العراق وكان معه 100 رجل من أبناء أعمامه ومواليه فبقي في مكان اسمه «القطقطانية»، وهناك وصله خبر وفاة عمر وخلافة ابن عبد الملك وسجن إخوانه وأنصاره، حاول عبد الحميد وعدي أن يمسكوه يستطيعوا ذلك ونفذ منهم يزيد حتى وصل لبيت عائلته وفي ذلك اليوم أرسل يزيد بن المهلب للخليفة يزيد بن عبد الملك رسالة يطلب فيها أن يُعطيه الأمان وأن يُسامحه، وجعل ابنه خالد وابن أخيه حميد بن عبد الملك بن المهلب يأخذون الرسالة للشام. وفي ذات اليوم أرسل إلى عدي بن أرطأة يطلب منه تحرير إخوته، وكتب في رسالته: «إني لم أخلع ولم أرد شقاقاً، وقد كتبت إلى أمير المؤمنين أسأله أن يؤمنا، فخل سبيل إخوتي لنخرج عن المِصر، فإن أتى كتاب أمير المؤمنين بما نحب فذاك، وإلا كنت قد سلمت منا وسلمنا منك»، وأرسل الرسالة مع القاسم بن عبد الرحمن الهلالي - وهو ابن عمته فاطمة بنت أبي صفرة -، فسأل عدي القاسم عن رأيه فقال له القاسم ألا يُخلي سبيل إخوان يزيد حتى يُسلِّم يزيد نفسه لعدي فاتبع عدي رأي القاسم، وعاد القاسم ليزيد فأخبره أن عدي رفض حتى يسلم نفسه.
ثم أعلن ابن المهلب الحرب، ولَم يهتم لموضوع طلب الأمان من الخليفة. وكان أخيه محمد بن المهلب قبل أن يدخل يزيد للبصرة قد جمع من استطاع من أقاربهم ومواليهم حتى جمع كتيبة ضخمة من الرجال. وبعد ما حدث مع عدي بدأ يزيد يجمع قبائل الأزد وقبائل ربيعة، ويغدق على كل رجل يأتيه وينضم له بالمال والذهب والفضة فمال الناس إليه، وأخذ يجهز جيشه وأنصاره ويشتري من الأسلحة الكثير وأحرق الأسواق وهدم الحوانيت، بينما عدي فانضم له قليلاً من قبائل قيس عيلان وتميم وكان عدي لا يملك من المال إلا قليل ويستطع فتح خزائن الأموال مع أنها تحت تصرفه لأن الخليفة لَم يعطه الإذن بعد، فكان يعطي الجنود القليلون الذي معه درهمين لكل رجل من مالٍ كان يقترضه ويأخذه سلفاً من الناس، ويقول لهم: «خذوا هذا حتى يأتيني أمر أمير المؤمنين يزيد، فقد كتبتُ إليه أن يطلق لي إعطاءكم من بيت المال، وإن أقدمتُ على إعطائكم من بيت المال لم آمن لائمته، وأن لا يحسب ما تأخذونه لي»، ثم حفر خندقاً حول البصرة لئلا يدخل يزيد وأرسل عدي المسور بن عمر مع بضعة رجال، فأرسل يزيد إليه أخيه محمد بن المهلب فهزم المسور ومن معه. ولَم يكن كل آل المهلب مع يزيد إذ كان ابن عمه سبرة بن نخف بن أبي صفرة يُقاتل مع عدي ويكره خروج يزيد، وذهب البختري بن معن بن المغيرة بن أبي صفرة للشام وانضم ليزيد بن عبد الملك. بعدها أرسل ابن المهلب بكير الفراهيدي الأزدي ليُحاصر البصرة قبله وسار ابن المهلب بعده للبصرة، وقام عدي بتوزيع فرسانه بكل ناحية واستعد للحرب، وكتب للخليفة يزيد بن عبد الملك يخبره بخروج ابن المهلب على دولة الخلافة، وأرسل عدي هريم بن أبي طلحة التميمي مع جنود قيس عيلان وتميم، والمسور بن عمر على كتيبة أخرى وبقى هو على جنود قبيلة حنظلة وسعد. فأرسل ابن المهلب لملاقاتهم أخيه محمد بن المهلب والمشمعل الشيباني ودارس مولى أخيه حبيب بن المهلب على جيوش، فهزموا جنود عدي. ثم أرسل ابن أخيه عثمان بن المفضل بن المهلب لعدي فهزم الذين معه فهرب عدي لدار الإمارة، وطلب عدي من حبيب بن المهلب أن يُجيره ويؤمنه عند أخيه يزيد إذا انتصروا فقال: «لا، ولا كرامة»، فطلب من عبد الملك وأبو عيينة ذلك فوافقوا، وكان عدي وأبناء المهلب لا يعرفون من انتصر فإذا ارتفعت الأصوات بالخارج طلب منهم عدي الأمان وإذا انخفضت طلب آل المهلب من عدي الأمان حتى استولى جماعة يزيد على البصرة. ففتح عثمان بن المفضل الدار ومسك عدي وأخرج أعمامه، وأرسل ليزيد بن المهلب يخبره بالنصر فدخلها يزيد بنصف شهر رمضان عام 101 هـ وقال: «كل الناس آمنون إلا عدياً وموسى بن الوجيه الحميري». وكانت هناك عدواة بين موسى ويزيد لأن موسى بعهد سليمان بن عبد الملك تزوج أخت زوجة ابن المهلب فسجنه يزيد وجلده بالسياط حتى أجبره على تطليقها لأنه لا يرى موسى كفؤا ليكون عديله وكان موسى هو الذي أخذ يزيد مقيداً إلى عمر بن عبد العزيز، فلما انتصر يزيد بالبصرة أخذ موسى وقتله. ثم أمر يزيد بتقييد عدي بن أرطأة وابنه، وحاضر بن أبي حاضر الأسدي، والسمط بن شرحبيل الكندي، وزياد بن الربيع الحارثي غيرهم من أصحاب عدي وألقى القبض أيضاً على أقارب وأبناء عم عدي. ثم أحضروهم عنده فضحك عدي فقال له يزيد: «مما تضحك وتتبسم ؟ والله لقد كان ينبغي لك أن يمنعك من الضحك خلتان: إحداهما الفرار من القتلة الكريمة حتى أعطيت بيدك كما تعطي الأمة الوكعاء، والثانية أني أتيت بك وأنت تتل كما يتل العبد الآبق إلى أربابه، وليس معك مني عقد ولا عهد فما يؤمنك مني إن أضرب عنقك ؟»، فرد عدي: «أبا خالد! إنك قد قدرت ومننت فتلك شيمتك، وإن عاقبت فبما كسبت يداي مع أني أعلم أن بقائي متصل ببقائك وإن أهلكتني أنت مطلوب منه أخرى، لا تغرنك نفسك يا يزيد فإنك قد رأيت جنود الله بالشام، وعلمت بلاء الله عند أهله في كل موطن من مواطن أهل الغدر والنكث، فتدارك أمرك وزلتك بالتوبة واستقالة العثرة من قبل أن يرمي بك البحر بأمواجه، فإن طلبت الإقالة لم تُقل» بعدها سجن عدي ومن معه. ثم خرج كثير من أهل البصرة للكوفة لرفضهم سيطرة ابن المهلب عليها.
في اليوم الثاني جمع يزيد أهل البصرة في المسجد وخطب فيهم ليُمهد إعلانه للخلافة فقال: «يا أيها الناس، إنا غضبنا لكم فانظروا لأنفسكم رجلًا يحكم فيكم بالعدل، ويقسم فيكم بالسوية، ويقيم فيكم الكتاب والسنة، ويسير بسيرة الخلفاء الراشدين.» فقال الحسن البصري - كبير علماء العراق آنذاك -: «يا عجباً من يزيد، إنه بالأمس يضرب أعناق هؤلاء الذي اتبعوه تقرباً إلى بني مروان، حتى إذا منعوه شيئاً من دنياهم، وأخذوه بحق الله عليه غضب، فعقد خرقا على قصب ثم نعق بأعلاج فاتبعوه، وقال "إني قد خالفت هؤلاء فخالفوهم، ثم يدعوهم إلى كتاب الله وسيرة الخلفاء الراشدين، ألا وإن من سيرة الخلفاء الراشدين أن يوضع في رجله قيد ويرد إلى محبس عمر ولا يلقي الفتنة بين الناس»، وقال: «هذا عدو الله ابن المهلب، كلما نعق لهم ناعق اتبعوه.» ثم أعلن ابن المهلب عن خلافته فأتى إليه الكثير وبايعوه على الخلافة، ولقب نفسه بـ «القحطاني»، وقال: «إني لأرجو أن أهدم مدينة دمشق حجراً حجراً». ثم ذهب واستولى على بيت المال ووزعه على مَن يُناصره ويبايعه. ومع سيطرته على البصرة سيطر على المشرق فولى أخيه محمد بن المهلب على فارس، وولى هلال بن عياض على الأحواز، وولى على عُمان أخيه زياد بن المهلب، وولى أخيه مدرك بن المهلب على خراسان، وأرسل والياً على البحرين، وولى وادع بن حميد الأزدي على قندابيل الواقعة في الهند، وولى على شرطته عثمان بن أبي الحكم الأزدي، وولى ابن أخيه المهلب بن أبي عيينة بن المهلب على جزيرة ابن كاوان. ثم في عيد الفطر عام 101 هـ خطب بالناس فخلع يزيد بن عبد الملك وأعلن أن خرج رسمياً عليه وشتم بني مروان بن الحكم أصحاب الدولة الأموية، وشتم والي الكوفة عبد الحميد بن عبد الرحمن وحرض عليهم. ثم أرسل رجاله إلى بسطام بن مري اليشكري الملقب بشوذب وهو قائد جماعة من الخوارج الصفرية ليطلب منه مساعدته ونصرته والانضمام إليه بخروجه على يزيد بن عبد الملك فرفض بسطام أن ينضم إليه فقال لهم بسطام: «لولا مكانك من الدين لقتلتك، أتدعوني إلى نصر يزيد ؟»، ثم جلد رجال ابن المهلب عشرين جلدة بالسوط وتركهم يذهبون. كان علماء البصرة يكرهون ابن المهلب ويُحَرِّضون الناس عليه، ويطلبون منهم عدم الخروج على الأمويون ومبايعته. وكان على رأسهم الحسن البصري الذي كان يقول عنه: «فاسق قاتل الناس مع هؤلاء على غير هدى»، وكان يقول للناس: «والله لو أن الناس إذا ابتلوا من قبل سلطانهم صبروا لم يلبثوا أن يفرج الله عنهم، ولكنهم يفزعون إلى السيف فيكلهم الله إليه، فوالله ما جاء الجازع إلى السيف بيوم خير قط». وسأله يوماً قاضي اسمه «زيدل» هل يخرج مع ابن المهلب فنهاه الحسن عن هذا ولكنه ذهب وبايع يزيد فسمع الحسن بهذا فقال: «يأتينا أقوام فينتصحونا فننتصح لهم، فيسيؤون بنا، زيدل وما زيدل ، لعن الله زيدلاً.» وخطب بالناس فدعى على يزيد قائلاً: «عجباً لهذا الحمار النهاق، يدعو زعم إلى كتاب الله وسنة نبيه وقد نبذها وراء ظهره، اللهم اصرع ابن المهلب صرعةً تجعله بها نكالاً لما بين يديه وما خلفه وموعظة للمتقين، يا عجباً لفاسقٍ غير برهة من دهره، ينتهك المحارم، يأكل معهم ما أكلوا، ويقتل من قتلوا، حتى إذا مُنِع شيئاً، قال "إني غضبان فاغضبوا" فنصب قصباً عليها خرق، فاتبعه رجرجة ورعاع، يقول : أطلب بسنة عمر، إن من سنة عمر أن توضع رجلاه في القيد، ثم يوضع حيث وضعه عمر»، فوصلت هذه التحريضات لابن المهلب فقال: «يا قوم، مالي وللحسن يُخذل الناس عني، إني لأخاف والله نفسي عليه»، يقصد أنه قد يقتله، وقال عن الحسن أيضاً: «والله ما أدري ما استبقائي إياه، فإنه شيخ جاهل، لهممتُ أن أضربه حتى يموت» فنصحه أخيه المفضل بعدم فعل هذا لأنه عالم أهل البصرة وسيدهم وسينقمون على يزيد فسكت عنه. وكان العالم قتادة بن دعامة يحرض أيضاً على ابن المهلب ويسبه فأمسك يزيد وشتمه فرد عليه قتادة، فقال أحد أصدقاء يزيد له: «دعني أبعج بطن هذا الأعمى، أعمى الله قلبه كما أنه أعمى البصر والقلب»، فأمر يزيد رجاله بضرب قتادة فجُرِح من عنقه ثم ربطوا عنقه بحبل وأخرجوه فبكى فسأله الناس: «أتبكي يا أبا الخطاب ؟» فقال: «نعم مما أرى»، فأخذه ابن المهلب وسجنه في الأحواز فظل هناك مسجوناً حتى قُتِل ابن المهلب. وسأل الناس العالم محمد بن سيرين عن حُكم القتال مع ابن المهلب فنهاهم عن الخروج والقتال معه وأن يعتزلوا الفتنة. وذهب رجل لمكة ليسأل العالم مجاهد بن جبر عما يفعل إذا أجبره ابن المهلب على القتال فأمره أن يُقتل ولا يَقتل أحداً لأجل ابن المهلب حتى لو أجبره. وذهب يزيد بن المهلب وإخوته عبد الملك والمفضل وأبو عيينة إلى العالم فرقد السبخي وقالوا له: «يا أبا يعقوب، إن بني أمية ابتزوا الناس أمورهم فلو خرجتَ سارع الناس إليك»، فطردهم ولَم يرد عليهم.
في المقابل كان خالد بن يزيد بن المهلب وحميد بن عبد الملك بن المهلب كانا قد وصلا إلى الخليفة يزيد بن عبد الملك برسالة طلب الأمان، فاستشار الخليفة الناس فقال الذين من القبائل العدنانية: «لا تؤمنه، فإنه أحمق غدار»، وانحاز الذين من القبائل القحطانية إلى ابن المهلب فحثوه على تأمين ابن المهلب، فقرر الخليفة أن يُؤِّمن ابن المهلب بشرط أن يعيش بالبصرة ولا يخرج منها لئلا تحدث فتنة ولكي يحقن دماء المسلمين. ولَم يعلم الخليفة بما فعل ابن المهلب بالبصرة، فأرسل خالد بن يزيد بن المهلب ليُبشر أبيه بالأمان بينما ذهب بعده حميد بن عبد الملك بن المهلب مع خالد بن عبد الله القسري ورجل آخر لكي يُسلموا رسالة الخليفة لابن المهلب، وبينما هم بالطريق استقبلهم رجل فأخبرهم بما فعل ابن المهلب بالعراق وخروجه، فأمسكوا حميد بن عبد الملك بن المهلب وأرسلوه للخليفة فسجنه، وأمسك والي الكوفة بخالد بن يزيد بن المهلب وأرسله للخيفة فسجنه مع حميد. ثم أرسل الخليفة يزيد جنوداً للكوفة وأرسل لأهلها يمدحهم على عدم خروجهم وثباتهم، ويعدهم بأن يَزِيْدَ من أعطياتهم.

### معركة العقروقضاء مَسلمة على ابن المهلب
في تلك الأثناء سارع الخليفة يزيد بالاستنجاد بأخيه مسلمة بن عبد الملك للقضاء على ابن المهلب فولى مسلمة على العراق وخراسان وأمره أن يحررهما من قبضة ابن المهلب، وجمع له 50 ألف جندي من أهل الشام والجزيرة الفراتية، وجعل مسلمة بن عبد الملك وابن أخيه العباس بن الوليد بن عبد الملك قادة على الجيش، وأرسلهم مباشرة للعراق. ذهب العباس بن الوليد أولاً مع 20 ألف جندي إلى الحيرة فعسكر فيها، وذهب مسلمة بعده بـ 30 ألف جندي إلى الأنبار فعسكر فيها، ثم اجتمع الجيش في النخيلة بالكوفة، فقال مَسلمة: «ليت هذا المزوني لا يكلفنا اِتباعه في هذا البرد»، فقال القائد حسان النبطي له : «أنا أضمن لك أن يزيد لا يبرح العرصة». ووصلت الأخبار لابن المهلب فقام يخطب بأنصاره قائلاً: «يا أهل العراق! إن أهل الشام قد نهضت إليكم في خمسين ألفاً فهاتوا آراءكم رحمكم الله!»، فقال له أخيه حبيب بن المهلب: «الرأي عندي أن تخرج من البصرة في جميع أصحابك حتى تصير إلى فارس فتنزلها، ثم تأخذ بالشعاب والعقاب، ثم تدنو من بلاد خراسان فتطاول القوم، فيكون القلاع والحصون في يدك وأهل الجبال معك، فإن سار القوم إليك قاتلتهم واستعنت الله عليهم»، فقال يزيد: «يا أخي! ليس هذا برأي، أتريد أن تجعلني طائراً على رأس جبل، والله ما الرأي عندي إلا مُصادمة القوم، لي كانت أم عليَّ». ثم كتب لأخيه محمد بن المهلب أن يأتيه من فارس فأتاه فسأله يزيد عن رأيه بأن يهرب إلى فارس فقال له محمد: «أقم فقاتل بأهل مِصرك»، فقال حبيب: «لا تُخدعنَّ فإن أهل مصرك غير مقاتلين معك، ولكن احمل هذا المال واخرج إلى الموصل فادع عشيرتك بها»، فقال يزيد لحبيب: «يا أبا بسطام، أردت أن تقربني من عدوي فيقاتلني في بلاده ؟ لا ولكني آت واسطاً، ثم أقرب من الكوفة وأرتاد مكاناً فيه مجال للخيل، وأرجو أن ينضم إلي من أهل الكوفة مثل من معي من أهل البصرة». ثم جمع ابن المهلب جيشاً قدره 120 ألف جندي من البصرة وواسط والأحواز وفارس، ثم استخلف أخيه مروان بن المهلب على البصرة، وخرج بجيشه إلى نهر معقل. وأمر أخيه مروان بن المهلب أن يستنفر الناس للحرب ويحثهم على الخروج والانضمام ليزيد، بينما أكمل الحسن البصري حثهم على عدم فعل هذا وعدم الخوض بالفتنة، فأخذ مروان أصحاب الحسن وسجنهم ليسكت فسكت فحررهم مروان، ولكن عاد الحسن وخطب بالناس فقال: «أيها الناس! الزموا منازلكم وكفوا أيديكم، واتقوا الله ربكم، لا يقتل بعضكم بعضاً على دنيا زائلة وطمع فيها يسير ليست لأهلها بباقية. وليس الله عنهم فيما كسبوا براضٍ، واعلموا بأنه لم تكن فتنة قط إلا وأكثر أهلها الخطباء والشعراء والسفهاء وأهل التيه والخيلاء، وليس يسلم منهم إلا الجهول الحقير والمعروف التقي، فمن كان منكم تقياً فليلزم منزله، وليحبس نفسه عما يتنافس فيه الناس من هذه الدنيا الدنية»، فسمعه مروان فقام وقال: «أيها الناس! قد بلغني عن هذا الشيخ الضال المرائي بأنه يثبط الناس عنا ويأمرهم بخذلاننا، ووالله! لو أن جاره نزع من خص داره قصبة لظل أنفه يرعف دماً من الغيظ عليه وينكر علينا وعلى أهل مصرنا أن نطلب بحقنا! أما والله! ليكُفنَّ عنا وعن ذِكرنا وعن الجمع إليه سقاط أهل الأبلة وعلوج فرات البصرة وإلا ناله منا ما يكره أو لأنحينَّ عليه مبرداً خشناً»، فغضب أهل البصرة وكادوا يقتلون مروان لأجل الحسن، فقال الحسن: «مهلاً! فإني نهيتكم أن تقتلوا أنفسكم مع غيري، ولست أحب أيضاً أن يقتل بعضكم بعضاً لأجلي، فالزموا منازلكم، فإني أكره أن يكرمني ربي بهوان مروان بن المهلب».
بعدها بمن معه من الناس إلى مدينة واسط وأخذ معه الكثير من الأسرى مثل عدي بن أرطأة الفزاري وغيره، وخلال هذه الفترة ارتعب جيش يزيد عندما سمعوا أن مَن سيُقاتلهم هو مسلمة بن عبد الملك والعباس بن الوليد بن عبد الملك وخافوا منهما كثيراً، فسمعهم يزيد فقام فيهم يخطب: «أيها الناس! إني قد سمعت الناس ‌في عسكري هذا وقولهم بأنه قد جاء مسلمة بن عبد الملك، وقد جاء العباس بن الوليد، وجاء أهل الشام فخبروني من مسلمة، فوالله ما مسلمة عندي إلا جرادة صفراء قسطنطين بن قسطنطين! ومن العباس بن الوليد! فوالله ما العباس عندي إلا نسطوس بن نسطوس! ومن أهل الشام! فوالله ما هم إلا سبعة أسياف سبعة أسياف خمسة منها لي واثنان علي! وإنما أتاكم مسلمة والعباس في برابرة وأقباط وجرامقة وأنباط وجراجمة وأخلاط مغاربة وسقالبة، زراعون وفلاحون أوباش وأخناش، أليس لكم جنن كجننهم، أو ليسوا بشراً يألمون كما تألمون، وترجون من الله ما لا يرجون فلا يهولنكم أمرهم، فوالله ما لقوا مثل جدكم! وإني لأرجو أنهم ما جاؤوا إلا لهلاكهم وحلول النعمة بهم، وليس يردعهم عن غيهم إلا الطعن في نحورهم والضرب بالمشرفية على قممهم، فأعيروني سواعدكم ساعة تصطفقون بها هامهم وخراطيمهم، فإنما هي غدوة أو روحة حتى يحكم الله بينكم وبين القوم الظالمين.»، ثم ترك واسط واستخلف عليها ابنه معاوية بن يزيد بن المهلب وترك عنده الأموال والخزائن والأسرى، ثم أرسل إخوانه ليختاروا مكاناً للحرب فاختاروا العقر - وهي مكان يقع بين المدائن والكوفة -، فذهب إليه بجيشه وعسكر به، وأتاه خوارج من الكوفة وانضموا له، وانضم له الخوارج الإباضية. وذهب والي الكوفة عبد الحميد للنخيلة وبثق الأنهار حتى لا تدخل جماعة يزيد للكوفة، وأرسل جيشاً تحت قيادة سند بن هانئ الهمذاني لمساعدة مَسلمة. توجه مَسلمة بالجيش ولما كاد يقترب من العقر أرسل يزيد أخيه محمد وابنه المعارك مع جيش كبير لمقاتلتهم، فاستقبله العباس بن الوليد مع 4000 آلاف رجل إضافة لرجال من أهل البصرة ضد يزيد انضموا للعباس، فالتقوا وتقاتلوا فكاد يُهزم جنود الشام، بينما صبر هريم بن أبي طلحة التميمي ورجال البصرة الذين انضموا للعباس، فقال هريم لجنود الشام: «يا أهل الشام لا تُسَلِمونا»، فتشجعوا وهجموا بقوة على جيش ابن المهلب، وهجم عليهم هريم وهو يقول:
فهُزِم أصحاب يزيد، فطلب محمد بن المهلب من أخيه أن يُرسل لمَسلمة فرسان يُقاتلونه، فأرسل يزيد عبد الله بن حيان العبدي مع 4 آلاف فارس، وأرسل إليه فضيل بن هناد الأزدي مع كتيبة فرسان إضافية، وأرسل أيضاً رجل اسمه «الفراصي» مع كتيبة أخرى، وأرسل أيضاً سالم المنتوف مع كتيبة ثانية. فأرسل لهم مَسلمة سعيد بن عمرو الحرشي مع 4 آلاف جندي، فالتقوا وتقاتلوا وأعد جيش سعيد لهم كمين فقُتِل القائد عبد الله بن حيان واضطرب أمر جيش يزيد فهُزِموا وعادوا ليزيد، ومسك سعيد سالم المنتوف وأسره فأحضره لمسلمة فلما رآه، قال سالم لمسلمة مُستهزءاً: «استبقني لقتال الروم»، فقال له مسلمة: «يا ابن اللخناء، طالما كفيناكَ قِتال الروم وكفاناهم الله قبلك.»، فأمر بإعدام سالم فقُتِل. ثم ترحل مسلمة بالجيش فعبر الصراة حتى وصل للعقر فعسكر وحفر خندقين حول عسكره، فأقام هناك لمدة 8 أيام بدون قتال، وخلال هذه الأيام أرسل مسلمة لابن المهلب يؤمنه على حياته هو وإخوانه الذين خرجوا معه، ويطلب منه ترك الخروج والحرب حتى لا تسفك دماء المسلمين، مقابل أن يوليه هو وإخوانه أي بلد ومدينة يُريدونها، فرفض ابن المهلب العرض. ثم كتب إليه مسلمة في محاولة له يُثنيه عن الخروج على الدولة، وكان محتوى رسالته: «إنك والله ما أنت بصاحب هذا الأمر، صاحب هذا الأمر مغمور موتور وأنت مشهور غير موتور». ثم أراد مسلمة أن يعطيه الأمان على حياته مرة أخرى، فغضب العباس بن الوليد بن عبد الملك وقال لعمه مسلمة: «لا تؤمنه فلا يبقى أحد إلا خلع وأفسد وسفك الدماء»، فلم يستمع مسلمة له وأرسل ليزيد يؤمنه فرفض يزيد. وفي الليلة التي كانت قبل المعركة أتى يزيد لأصحابه، وقال: «إني قد عزمت أن أنتخب من عسكري هذا اثنا عشر ألف رجل فأضمهم إلى محمد بن المهلب وآمره أن يكبس عسكر مسلمة ليلاً فيضع فيهم السيف، فإن كان ما أحب فذاك وإلا ناجزتهم غداً إن شاء الله ولا قوة إلا بالله، فإني أرجو أن ينصرني الله عليهم»، قصد أنه يريد الغدر بجيش مسلمة ويقتحم عليهم عسكرهم وهم نائمون فيقتلهم، فرفض أصحابه وقال أحدهم: «إنا قد دعوناهم فليس لنا أن نمكر ولا نغدر، ولا نريدهم بسوء حتى يردوا علينا ما زعموا أنهم قابلوه منا»، فتراجع عن قراره لأن أصحابه رفضوا تنفيذ الأمر. في اليوم التالي يوم 14 صفر عام 102 هـ خرجت كتيبة فرسان من معسكر يزيد وكتيبة فرسان أخرى من معسكر مسلمة، فتقاتلوا فسمع ابن المهلب أصوات الضجيج بالخارج، فسأل عنه فقالوا له: «الناس يقتتلون»، فقام ولبس درعه، ثم خرج وجعل أخيه حبيب بن المهلب قائداً على ميمنة الجيش، وأخيه المفضل بن المهلب قائداً على ميسرة الجيش، وجعل الراية مع ابنه عمه المهلب بن العلاء بن أبي صفرة، وبدئت المعركة بينما جلس يزيد على كرسي عند خندق معسكره يراقبهم. ومن جهة أخرى جعل مسلمة الهذيل بن زفر بن الحارث الكلابي - أخ الرباب بنت زفر الكلابية زوجة مسلمة بن عبد الملك - قائداً على ميمنة الجيش، وجعل القعقاع بن خليد العبسي - ابن عم ولادة بنت العباس زوجة عبد الملك بن مروان ووالدة الخليفتان الوليد وسليمان - قائداً على ميسرة الجيش.
قبل المعركة بقليل قال سعيد بن عمرو الحرشي لمسلمة: «إن محمداً كان لي وداً، فلو أذنت لي فلقيته فأعطيته أماناً، لعله يصرف يزيد عن رأيه»، فقال له مسلمة أن يذهب ويعطي كل آل المهلب الأمان، فذهب واستدعى صديقه محمد بن المهلب، فقال سعيد: «يا أبا حرب ، أعن رأي ملئكم كان هذا ؟»، ثم عرض عليهم الأمان فذهب محمد ليخبر يزيد ولكنه رفض. بدأ القتال بأن تقدم حيان النبطي للمبارزة فتقدم حبيب بن المهلب لمبارزته فانتهت المبارزة بقطع يد حيان على يد حبيب فبدأ القتال بين الجيشان، ثم أمر مسلمة جنوده بأن يقوموا بحرق جسر الصراة والسفن التي به، فلما رأى جيش يزيد كادوا يُهزَمون وهربوا في كل ناحية، فقال يزيد: «ما للناس ؟»، فقالوا له أنهم أنهزموا بسبب حرق الجسر، فقال يسب جيشه: «لعنهم الله رعاج نفخ فطار، بئس حشو الكتيبة والعسكر، كأنهم غنم شد في ناحيتها ذئب». فقام هو ومجموعة من جيشه يلطمون وجوه من هرب من الجنود لكي يعودوا للقتال. وخلال المعركة فُقئت عين المفضل بن المهلب، وتبارز سعيد بن عمرو الحرشي ومحمد بن المهلب فجرح سعيد محمد جرحاً عميقاً مع جبهته فعاد محمد ينزف إلى يزيد. وكان يزيد ينقل كرسيه من مكان لمكان حتى رأى حصان أخيه حبيب بن المهلب يمشي وحيداً فقال: «هذا والله فرس أبي بسطام ولا أحسبه إلا قد قتل»، فقام وركب فرسه وانطلق للحرب. وخلال هذه الفترة انحاز مسلمة بجيشه إلى تلة فصعدوا عليها أثناء القتال فلما رأى جيش يزيد مقلبين انحدر بالجيش باتجاه أصحاب يزيد، فحمل جيش الشام على جيش العراق حملة رجل واحد فكادوا يهزمون أصحاب يزيد. ومن جهة أخرى أتى يزيد يبحث عن مسلمة بن عبد الملك يريد قتله، فرآه القحل بن عياش الكلبي - أحد جنود الشام -، فقال لأصحابه: «يا أهل الشام، هذا والله يزيد بن المهلب، والله لأقتلنه أو يقتلني، إن دونه ناساً فمن يحمل معي ليكفيني أصحابه حتى أصل إليه ؟»، فرد عليه جماعة أنهم سيُقاتلون الذين حول يزيد حتى لا يحمونه فيقوم القحل بمبارزة يزيد وقتله، فهجموا عليهم وتقاتلوا ساعة وهاجت موجة غبار، فلما انكشف الغبار فوجدوا أنه خلال هذه الساعة قتل 3 آلاف من الجيشان، وكان يزيد قد قُتِل على يد القحل ووجدوا بجسده 30 طعنة، وأيضاً قُتِل القحل على يد يزيد، فنزل الهذيل بن زفر الكلابي وقطع رأس يزيد. فقال الشاعر المسيب بن رفل الكلبي:
وقال أيضاً الفرزدق:
أثناء هذا فقد جيش العراق ابن المهلب ولَم يعرفوا مكانه، فقال لهم ابن عم يزيد المهلب بن العلاء بن أبي صفرة: «ويحكم اطلبوا محمد بن المهلب، فإن فيه خلفاً من يزيد إن كان يزيد قُتِل»، فبحثوا عن يزيد ولم يجدوه فألقى المهلب بن العلاء الراية وهرب من المعركة. ودخل جيش الشام بمعسكر يزيد فأسروا 300 رجل، وانهزم أصحاب يزيد وبدأوا يهربون في كل ناحية، وقُتِل في هذه المعركة يزيد ومحمد وحبيب وحماد أبناء المهلب بن أبي صفرة، وقُتِل الحجاج وعبد ربه أبناء يزيد بن المهلب، وقُتِل حرب بن محمد بن المهلب. وفي هذه الأثناء كان المفضل بن المهلب يُقاتل وهو لا يعلم أن إخوانه قُتِلوا وأنهم انهزموا، فرأى جنود ربيعة بن نزار يهربون فقال لهم: «الكَرَّة، الكَرَّة يا معشر ربيعة، نفسي لكم الفداء، اصبروا ساعة فما كنتم بكشف ولا لئام، وما الفرار لكم بعادة، ولا يؤتين أهل العراق من قبلكم»، فأتى إليه رجل وقال له: «ما تصنع ههنا وقد قتل يزيد، وحبيب، ومحمد، وانهزم الناس ؟»، فهرب الذين كانوا يقاتلون معه لما سمعوه، وهرب المفضل إلى واسط. وقبض مسلمة بن عبد الملك على 2800 جندي من معسكر يزيد أما بقية جيش يزيد فلَم يستطع مسكهم لهربهم جميعهم، وكتب العباس بن الوليد إلى عمه الخليفة يزيد يُبشره بمقتل ابن المهلب.

### تولية مسلمة على العراق وخراسان وما بعد معركة العقر
بعد المعركة أتوا برؤوس يزيد وإخوانه الثلاثة لمسلمة بن عبد الملك فقال: «أترى هؤلاء القوم قد خرجوا علينا كانوا يظنون أن الخلافة فيهم، لئن كانوا ظنوا ذلك فلقد ظنوا إفكاً وزوراً». بعدما عرف معاوية بن يزيد بن المهلب ما حدث بالمعركة، قام فأخذ الأسارى الذين معه وهم 83 رجلاً من أهل البصرة، وكان من ضمنهم عدي بن أرطأة الفزاري فقطع رؤوسهم انتقاماً لأبيه. وذهب إلى بنات وزوجات وأخوات آل المهلب ونساءهم يُريد أن يقتلهن لكي لا يقعن في الأسر والسجن، فأغلقن باب عليهن وهو يقول لهن: «أولى، أما والله لو ظفرتُ بكن ما أبقيت منكن واحدة، والله أولى بالعذر» ولم يستطع الوصول إليهن. وهرب مروان بن المهلب من البصرة وتركها، ثم وصل المفضل بن المهلب وأبناء إخوانه الهاربين من المعركة فاجتمعوا ببعض وهربوا للبصرة واختبئوا بها. ثم أحضر مسلمة 400 من الأسرى فعزل منهم 30 رجل من أكبر أنصار ابن المهلب، فقتل الباقون، وأرسل الثلاثين مع رؤوس آل المهلب إلى دمشق لأخيه الخليفة يزيد بن عبد الملك، فلما وصلت الرؤوس للخليفة سجد شكراً لله، ثم نظر لهم وقال: «إنهم أنصار يزيد بن المهلب فلقد خاب من اغتر بنصرة أمثاله»، أمر بقتل الثلاثين أسيراً و80 أسيراً آخر أرسلهم له مسلمة. وكان عنده الكثير من الناس وكان من الذين عنده أحد أبناء عم يزيد بن المهلب الذين لم يخرجوا على الدولة، فقال له الخليفة يزيد: «يا أخا الأزد ما تقول في بني عمك هؤلاء ؟»، فقال: «يا أمير المؤمنين! قوم زرعتهم الطاعة وحصدتهم الفتنة». وأخذ رأس يزيد بن المهلب إلى زوجته أم الحجاج بنت محمد بن يوسف الثقفية التي عذبها ابن المهلب وسجنها هي وأقاربها وقتلهم، فأمسكت برأسه وبصقت في وجهه، وقالت: «أراك شيخاً أحمق تطلب الباطل»، ثم أمر الخليفة بأن يَطوف الجنود برؤوس آل المهلب بالشام ليراه الناس ويتعظون، ثم نَصَّب الخليفة رأس يزيد بن المهلب على باب قرية توماء بغوطة دمشق، ونصب إلى رؤوس إخوانه بيمينه ويساره. وبالعراق علق مسلمة جثة يزيد بن المهلب وصلبها على سارية سفينة. فقال الشاعر المعروف جرير:
وقال أحد شعراء جنود الشام:
وقال الشاعر سالم بن وابصة الأسدي:
بقي عند مسلمة من الأسرى 2800 فأرسلهم إلى واليه على الكوفة محمد بن عمرو بن الوليد بن عقبة الأموي - وكان مَسلمة قد عزل عبد الحميد بن عبد الرحمن عن الكوفة وولى محمد -، وجاءت الأوامر من الخليفة لمسلمة يأمره بقتل الأسرى فأرسل مسلمة لمحمد يطلب قتلهم، فقتل منهم محمد 180 رجل حتى وصلت رسالة من مسلمة يأمره بعدم قتلهم. ثم أرسل الخليفة رؤوس ابن المهلب وإخوانه لمسلمة ليُنصبها لأهل البصرة الذين خرجوا معه ليتعظوا. وكتب الخليفة لمسلمة يأمره بملاحقة رجال آل المهلب الهاربين ويقتلهم ولا يُبقي أي أحد منهم بايع يزيد بن المهلب وخرج على الدولة وقاتل معه. وأخبر جاسوس آل المهلب بالأمر فأخذوا نسائهم وأولادهم وأموالهم ومواليهم وحيواناتهم وأنصارهم وهربوا عبر سفينة حتى وصلوا لشاطئ كرمان فنزلوا فيه ومنه ذهبوا برياً هاربين لقندابيل - مدينة في الهند -. ووصلت الأخبار لمسلمة فأرسل جيشان؛ جيش تحت قيادة هلال بن أحوز التميمي قدره 12 ألف جندي، وجيش تحت قيادة مدرك بن ضب الكلبي. لحقهم هلال لقندابيل، فلما وصل آل المهلب لقندابيل قام بخيانتهم وادع بن حميد الأزدي - وهو أحد أنصار يزيد بن المهلب وكان يزيد قد ولاه سابقاً على قندابيل عندما ادعى الخلافة بالبصرة -، وأغلق أبواب المدينة بوجوههم ومنعهم من الدخول. بعدها وصل هلال بجيشه ونصب راية وعلم الدولة الأموية وصرخ: «من هرب فهو آمن، ومن أتى هذه الراية فهو آمن، إلا أن يكون من ولد المهلب»، أي أن من استسلم وأتى للراية أو هرب فلن يُقتل ما عدا ذرية المهلب بن أبي صفرة، فتسارع الناس للراية واستسلموا، ثم تقاتل هلال مع جماعة آل المهلب، وصاح معاوية بن يزيد بن المهلب بأنه هو قاتل عدي بن أرطأة فهَمًَ رجل تميمي عليه فقتله للثأر لعدي بن أرطأة، ثم وعد هلال من يقتل أي مهلبي ويأتي برأسه فله ألف درهم فخلال المعركة قُتِل المفضل وأتوا برأسه لهلال وهو سيد آل المهلب، وقُتِل عبد الملك ومروان وزياد أبناء المهلب، وقُتِل المنهال بن أبي عيينة بن المهلب وعمرو والمغيرة أبناء قبيصة بن المهلب فهُزِموا، وآسر هلال عثمان بن المفضل بن المهلب وأبي عيينة بن المهلب وعمر بن يزيد بن المهلب ولكنهم هربوا منه، وألقى القبض على بقية رجال آل المهلب الذين خرجوا على الدولة. وأوصى بنساء آل المهلب خيراً، وقال: «من رفع ستراً أو دخل على امرأة فلا ذمة له»، وحذرهم من سرقة ما معهن أو التعرض لهن حتى اقتحم أحد جنوده بيت امرأة من آل المهلب فاستنجدت بهلال فقام بقتله، واستئذنته ميسون بنت المغيرة بن المهلب بدفن الجثث بعد المعركة فأعطاها الإذن. ومن جهة أخرى توجه مدرك بن ضب الكلبي لكرمان فقابل مدرك بن المهلب وهو مع جماعة من أنصارهم الهاربين فتقاتلوا، وكان مع مدرك بن المهلب النعمان ومالك بن إبراهيم بن الأشتر النخعي ومحمد وعثمان أبناء إسحاق بن محمد بن الأشعث بن قيس الكندي - أبناء أخ عبد الرحمن بن الأشعث - وصول الجرجاني التركي مولى يزيد بن المهلب، وخلال المعركة قتل محمد بن إسحاق والنعمان بن إبرهيم، وهرب عثمان بن إسحاق لحلوان فقتله رجل هناك وأرسل رأسه لمسلمة، وذهب مالك بن إبراهيم للكوفة وطلب المغفرة والأمان من مسلمة فأعطاه الأمان وتركه، وأُسِر صول فقتله مسلمة بالكوفة، وهرب مدرك بن المهلب لقندابيل فقتله هلال بن أحوز.
أسر هلال 13 رجل من آل المهلب وأرسلهم مع رؤوس قتلاهم إلى مسلمة وهو في واسط الذي بدوره أرسلهم للخليفة بدمشق، فلما أحضروهم حاول الشاعر كثير عزة حث الخليفة على مسامحتهم على خروجهم، فقال يزيد له: «يا أبا صخر، هيهات، أطت بك الرحم، لا سبيل إلى ذاك، إن الله أقاد منهم بأعمالهم الخبيثة»، ثم قال الخليفة للناس: «من يطلب آل المهلب بدمٍ فليقم»، قصد من لديه ثأر مع آل المهلب، فقام يزيد بن أرطأة أخ عدي بن أرطأة الفزاري، وقال: «يا أمير المؤمنين، قتلوا أخي، وابن أخي»، فقال له الخليفة: «خذ رجلين منهم واقتلهما»، فأخذ يزيد بن أرطأة رجلين وقتلهما. ثم قام ابن لعبد الله بن عروة النصري الذي قُتِل مع عدي بن أرطأة فقال: «يا أمير المؤمنين، قتلوا أبي»، فأخذ منهم رجلاً وقتله، فقام الناس حتى قتل كل الأسرى الذين أحضرهم هلال. والأسرى هم؛ المعارك وعبد الله والمغيرة والفضل والمنجاب أبناء يزيد بن المهلب، ودريد والحجاج أبناء حبيب بن المهلب، وغسان وشبيب والفضل أبناء المفضل بن المهلب والمفضل بن قبيصة بن المهلب. وبقي أبي عيينة بن المهلب وعثمان بن المفضل بن المهلب وعمر بن يزيد بن المهلب هاربين يعيشون في رتبيل بسجستان، حتى أرسلت هند بنت المهلب إلى الخليفة يزيد تطلب الأمان لأخيها أبي عيينة فأمنه وسامحه فذهب للعراق وعاش هناك، وبقي عمر بن يزيد وعثمان بن المفضل عنده حتى أصبح أسد بن عبد الله القسري والياً على خراسان فأرسل إليهما بالأمان على حياتهما. وقالت الشاعرة الحوراء بنت عروة النصري أخت عبد الله بن عروة النصري بعدما انتقم الخليفة لأخيها شعراً تمتدح بني أمية وتهجو يزيد بن المهلب:
وقال الشاعر أبو النجم العجلي يمتدح مسلمة بن عبد الملك:
بعدها انتهت فتنة ابن المهلب. ولما أتى مسلمة بن عبد الملك ليقضي على يزيد بن المهلب شكى له أهل العراق الخارجي بسطام بن مري اليشكري الملقب بـ «شوذب»، وهو خارجي من الخوارج الصفرية خرج على عمر بن عبد العزيز بالكوفة، فأرسل له عمر يحاول أن يقنعه بترك الخروج، وحدثت بينهما مناظرات دينية كثيرة حتى اقتنع شوذب، وأرسل عمر جيش يبقى يعسكر بجانب شوذب وأتباعه حتى إذا ما بدأ شوذب يعتدي على الناس ويسفك الدماء يقومون بمحاربته ويقتلونه، فبقي شوذب وجيش عمر على هذا الحال حتى آخر عهد عمر فبدأ شوذب يقطع الطريق ويعتدي على الناس، وكان خطره وقوته يتفاقمان يوماً بعد يوم حتى تولى يزيد الخلافة فأرسل له ثلاثة جيوش كل جيش يتكون من 2000 جندي فهزمهم وأبادهم، حتى شكى العراقيون لمسلمة جرائم شوذب وخطره وقطعه للطرق، فأرسل إليه سعيد بن عمرو الحرشي مع 10 آلاف جندي فقتله مع أتباعه وقضى عليهم.
ومباشرة بعد أن معركة العقر وقَتِل ابن المهلب قام يزيد بن عبد الملك - الذي كان قد ولى مَسلمة مسبقاً على البصرة والكوفة - بجمع كل العراق وخراسان، وتُعتبر ولاية العراق أهم ولاية تولاها مَسلمة خلال حياته لأنها يُدار من خلالها الأقاليم الشرقية للدولة الأموية. وخلال ولايته على العراق ولى مَسلمة عبد الرحمن بن سليم الكلبي على كُلِّ من البصرة وعُمان، فبقي عبد الرحمن بالبصرة واستخلف على عُمان محمد بن جابر الراسبي، وولى مسلمة على شرطة البصرة عمر بن يزيد التميمي، ثم أراد عبد الرحمن أن يقتل شيعة يزيد بن المهلب وأنصاره بالبصرة، فأرسل عمر بن يزيد لمَسلمة يخبره بنوايا عبد الرحمن، وكان مَسلمة بعيد النظر ولا يُريد تزويد الفتنة والمشكلة وأراد استمالة قلوب مَن خرجوا مع ابن المهلب فعزل عبد الرحمن وولى بدلاً منه ابن عمه عبد الملك بن بشر بن مروان بن الحكم الأموي، وولى مَسلمة على قضاء البصرة النضر بن أنس بن مالك ثم عزله وولى أخيه موسى بن أنس بن مالك، وولى على الكوفة محمد بن عمرو بن الوليد بن عقبة الأموي، وعزل مَسلمة عبد الرحمن بن نعيم الغامدي عن خراسان وولاها سعيد بن عبد العزيز بن الحارث بن الحكم بن أبي العاص الأموي - صهر مَسلمة بن عبد الملك وزوج ابنته الوحيدة -. وفي خراسان قام سعيد بإمساك 8 من ولاة يزيد بن المهلب الذين ولاهم على الأعمال بخراسان بسبب سرقاتهم لأموال خراسان فسجنهم، وأمره مَسلمة بمحاربة الخزر فحارب سعيد الخزر والأتراك والصغد في بلاد ما وراء النهر كثيراً وهزمهم وانتصر عليهم عدة مرات. وبالعراق تأثر اقتصاد العراق بظروف الحرب وتأثرت خُراسان بسبب التسيب الذي كان بها، فلما تولي مَسلمة كان ينفق أموال خراج العراق وخراسان على البلدين ويُعَمِّرهما، ويعمل على تأليف القلوب، وتقوية الجيش لذلك لَم يبقى من الأموال شيئاً، ولَم يُرسل للخليفة يزيد شيئاً من الخراج كما هي العادة، فاستحى يزيد بن عبد الملك أن يُطالب مسلمة بالخراج، وأراد أن يعزله عن الولاية فاستحى أن يفعلها مباشرة، فأرسل لمسلمة يطلب منه أن يولي نائباً عنه على العراق وأن يأتي للشام لأنه يُريده فخرج مَسلمة، وأتى عمر بن هبيرة للعراق وبالطريق وصلت لمسلمة الأخبار أن عُمر بن هبيرة عزل عماله ورجاله الذين وضعهم عن مناصبهم، فعرف أن أخيه عزله عن العراق وولى عمر. وبقي مسلمة بن عبد الملك والياً على العراق لمدة 9 شهور بعد قتل يزيد بن المهلب.

## فتوحاته في عهد أخيههشام بن عبد الملك: العودة للغزو الخارجي حتى توفى

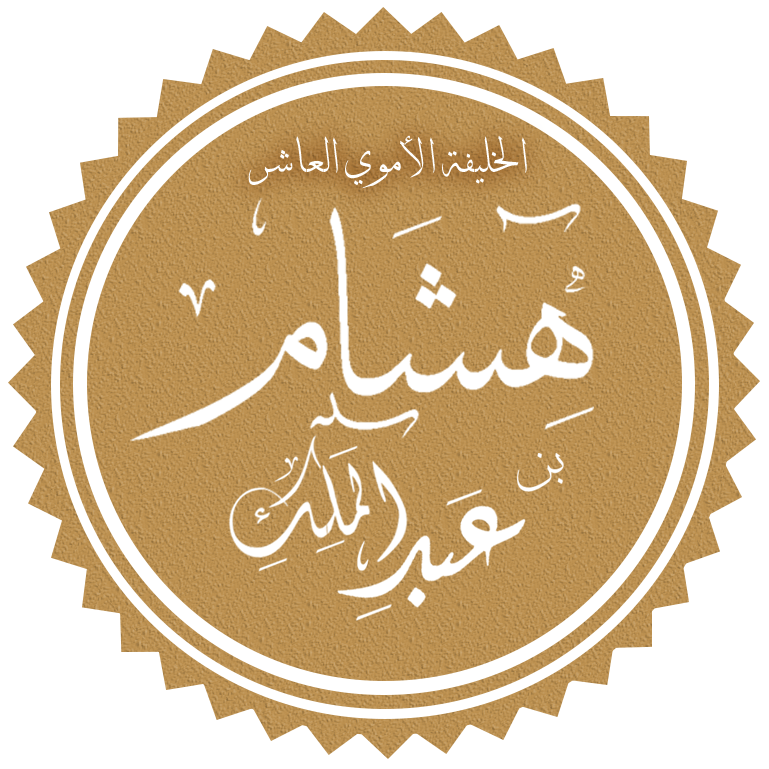
تخطيط لاسم أمير المؤمنين هشام بن عبد الملك الخليفة الأموي العاشر.

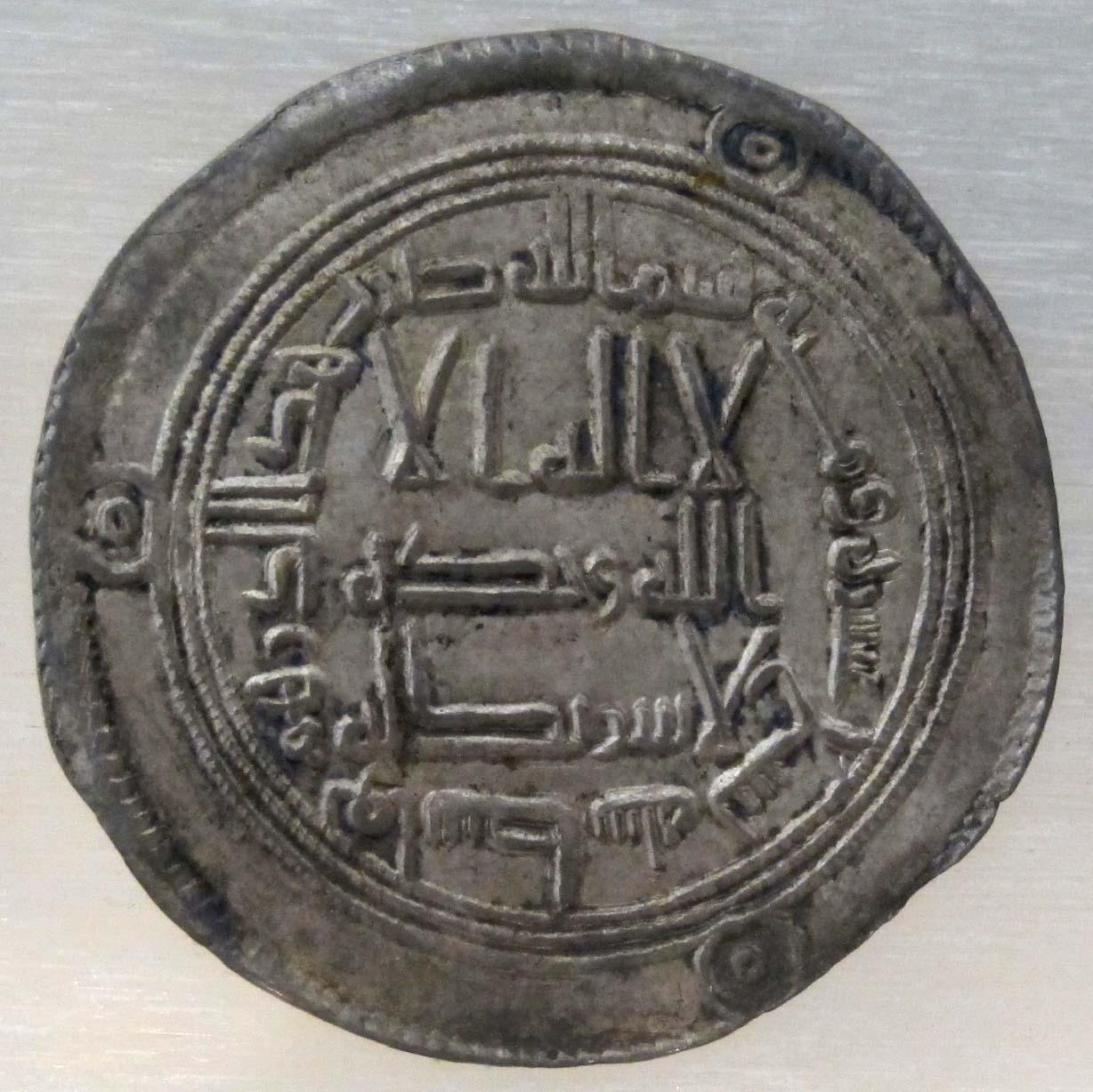
عملة تعود لعهد هشام بن عبد الملك.

### غزوات بين الروم والخزر (107 هـ-110 هـ)
في عهد هِشام عاد مسلمة للغزو الخارجي كما كان في عهد عبد الملك بن مروان وأخويه الوليد وسليمان، إذ قام هشام سنة 107 هـ-725 م بعزل الجراح بن عبد الله الحكمي عن إمارة أرمينية وأذربيجان وولى بدلاً عنه أخيه مسلمة فتوجه مسلمة إليها فما كان منه إلا أن جعل الحارث بن عمرو الطائي نائباً عنه عليها وتركها، فاتجه مسلمة لأراضي الروم البيزنطيون في صيف تلك السنة لغزو الصائفة مع ابن أخيه معاوية بن هشام (والد عبد الرحمن الداخل) حيثُ غزا معاوية الصائفة بحرياً حتى عبر قبرص بينما غزا مسلمة برياً على رأس جيش آخر، وكان مع مسلمة ابن أخيه سعيد بن هشام بن عبد الملك الذي كان قائداً على جنود الشام. وبشتاء ذات العام قاد مسلمة حملة على بلاد الروم فسار من مدينة ملطية الرومية حتى أقام على مدينة قيسارية أو قيصرية فغزاها وفتحها في يوم الأحد 4 رمضان 107 هـ-13 يناير 726 م،
وفي سنة 108 هـ-727 غزا مسلمة الصائفة في الجبهة اليُمنى بينما كان عاصم بن يزيد بن عبد الملك على الجبهة اليسرى، وكان معاوية بن هشام بن عبد الملك وعبد الله البطال على المقدمة فافتتح خنجرة أو جانقري، وغزا أيضاً معهم إبراهيم بن هشام بن عبد الملك ففتح أحد الحصون، وفيها صائفته هذه فتح مسلمة قيسارية أو قيصرية ففتحها مجدداً. خلال انشغال مسلمة بغزو بلاد الروم غزا الخزر إمارة أرمينية وأذربيجان عام 109 هـ-728 حتى توغلوا في أذربيجان فتوجه مسلمة لقتالهم ففرق جيشه في أذربيجان وأرمينية وغزاهم في بلادهم وأمضى الشتاء هناك وانتصر عليهم وغنم غنائمهم وسبى بعضهم، وفي العام التالي 110 هـ-729 أكمل غزوه في ديارهم فسار إلى باب اللان وقاتل ملكهم خاقان بمكان قريب من دربند، وكان هذا في فصل الشتاء بغزوة تسمى «غزوة الطين» لأنّ الجيش الأموي سار في حربهم بمواضع وأماكن غرق كثير من حيواناتهم فيها بسبب الوحل، وطالت هذه الغزوة أكثر من شهر وانتهت بانتصار مسلمة على الخزر في 7 جمادى الآخرة من عام 110 هـ، وخلال المعركة قاسا المسلمين شدائد وأهوال صعبة، ولم تستطع هذه الحملة ردع الخزر الذين عادوا في العام التالي لغزو جنوب القوقاز، في عام 111 هـ قام هشام بعزل مسلمة عن القوقاز وأعاد الجراح الحكمي مرة ثانية.

### أسباب تولية مسلمة على إمارة أرمينية وأذربيجان والجزيرة للمرة الثالثة
بعد رحيل مسلمة تدهور الوضع بسرعة في القوقاز فتواجه الجراح معهم بعدة معارك واستطاعوا هزمه وقتله وإبادة جيشه قرب أردبيل في عام 112 هـ، وأسروا آلاف العوائل المسلمة ومعهم أولاد ونساء الجراح، وكان على رأس الجيش الخزري الذي هزم الجراح ابن ملك الخزر بارجيك، وقام بارجيك بإهانة رأس الجراح بعد قطعه وذلك بتعليقه ورفع على رمح والطواف به بين الناس، وكان جيش الجراح مكون من 25 ألف جندي فقط بينما حشد الخزر 300 ألف جندي. بعدها تجرأ الخزر أكثر على أراضي المسلمين وتفاقم خطرهم وانفجع المسلمين بسبب ما حدث مع الجراح وجيشه حتى وصل الخزر إلى الموصل، بسبب ذلك بعث الخليفة هشام القائد سعيد بن عمرو الحرشي مع جيش إلى القوقاز فاستطاع هزيمتهم واسترداد بعض المدن وحماية المدن المعرضة للخطر وحرر أسرى المسلمين من أيديهم خلال فترة بسيطة، ولم يكتفِ هشام بذلك فولى أخيه مسلمة بن عبد الملك على جنوب القوقاز مرة أُخرى في شهر شوال، 112 هـ-ديسمبر، 730 م وأرسله مباشرة مع جيش كبير لتسوية الأوضاع مع الخزر في القوقاز.

### مسير مسلمة بن عبد الملك ووصوله للقوقاز

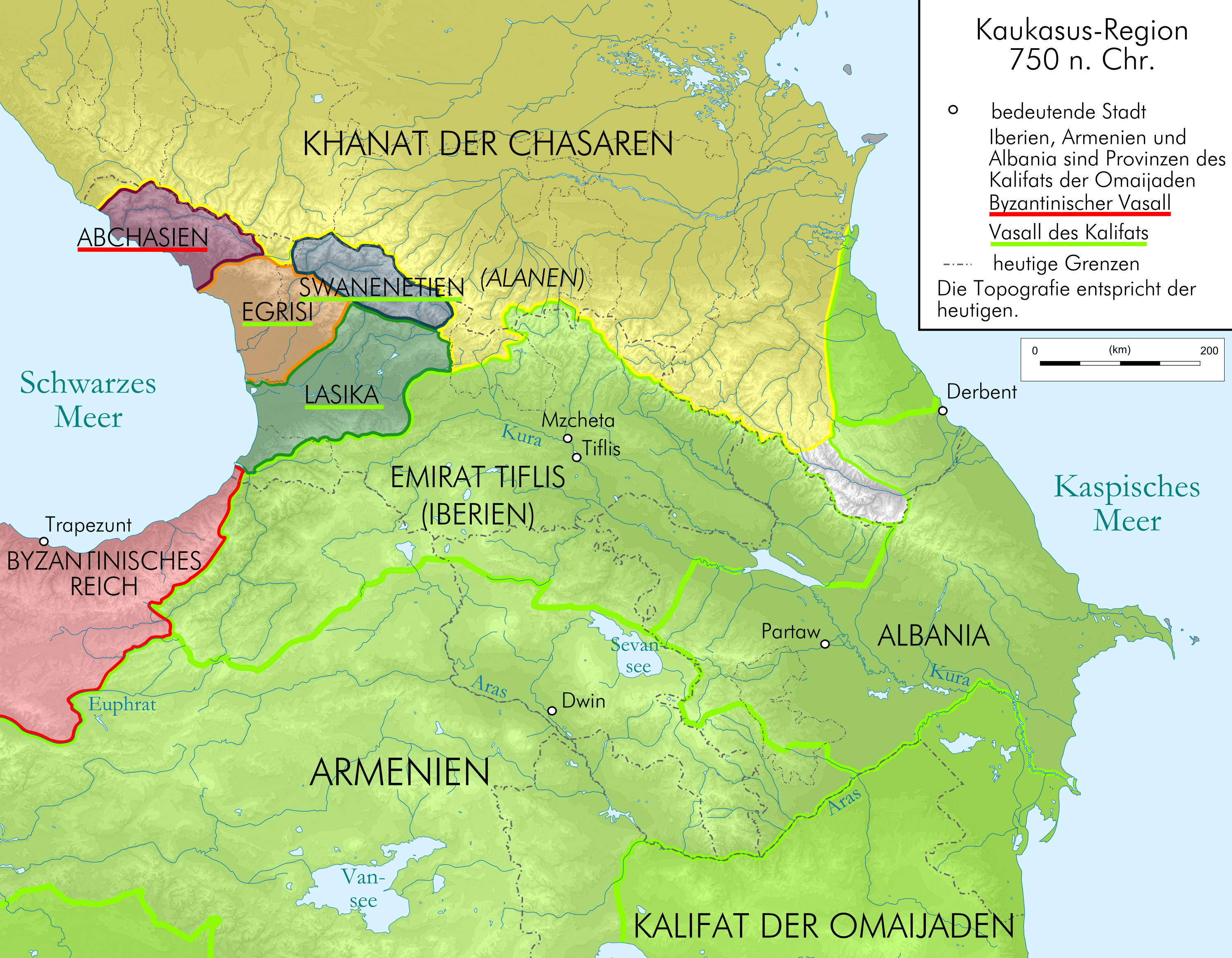
خريطة لمنطقة القوقاز عام 132 هـ-750.

في أواخر سنة 112 هـ-730 م خاض سعيد بن عمرو الحرشي معركة مع الخرز الذين كان يرأسهم الأمير بارجيك فتمكن المسلمين من قتلهم وهزيمتهم ولم ينجو منهم إلا مَن هرب، فأرسل رسالة لهشام يخبره بنجاح حملته وأنه هزم الخزر بعدة معارك، وبعدها لحق سعيد الجنود الهاربين مع بارجيك حتى وصل لشروان فأقام سعيد بجيشه فيه ينتظر رسالة هشام وأوامره له فأتته رسالة هشام يخبره فيها أنه ولى مسلمة بن عبد الملك على أرمينية وأذربيجان، ومحواها: «أما بعد فإذا ورد عليك مسلمة بن عبد الملك فسلم عليه وسلم إليه العمل وأقدم على أمير المؤمنين ليُكافئك على فعلك الجميل.»، عندما قرأها الحرشي قال: «سمعاً وطاعة لأمير المؤمنين وللأمير مسلمة.»، وأقام في مكانه لا يُحارب أحداً، وقبل معركته الأخيرة مع الخزر عندما استعد لقتالهم أرسل إليه مسلمة رسالة يخبره فيها أن هشام ولاه ويأمره ألا يُحارب الخزر حتى يصل إليه ولكن الرسالة وصلت متأخرة بعد نهاية المعركة.
وفي شهر شوال، 112 هـ خرج مسلمة بجيشه من الشام حتى وصل للقوقاز فنزل في مدينة برذعة، وأرسل لسعيد يطلب منه القدوم من شروان، فقال له عندما وصل: «يا سعيد! ألم يأتكَ كتابي أمرتكَ فيه أن لا تتعرض لحرب الخزر حتى أقدم عليك! فلِمَ هونت بنفسك وخاطرت بمن معك من المسلمين ؟»، فتعذر سعيد بأنَّ رسالته لم تصل إلا بعد أن هزم الخزر، وقال له: «أصلح الله الأمير! إنه لم يرد علي كتابك إلا بعد ما هزم الله الخزر وأمكن منهم، ولو ورد عليّ كتابك قبل ذلك لما تعديت أمرك»، فكذبه مسلمة وغضب منه فقام بسجنه، ثم ترك مسلمة برذعة وارتحل بجيشه خلف الخزر الهاربين وكان ذلك بفصل الشتاء وذكر أبو جعفر الطبري بأن ذلك حدث بظروف بالغة الصعوبة إذ واجه البرد الشديد والأمطار والثلوج.
ظل الحرشي في سجن برذعة حتى عَلِم الخليفة هشام بالأمر فغضب على أخيه مسلمة غضباً شديداً  وكتب إليه يلومه بما فعله مع سعيد ويأمره بالتوبة وذكره بالله وأمره أن يطلب عفو الله، وكان مسلمة حينها عبر نهر الكر واقترب من مدينة شروان الواقعة قرب دربند، وعندما قرأ الرسالة ندم على ما فعله، وأرسل إلى رجاله ببرذعة يأمرهم بتحرير سعيد وإكرامه فأخرجوه من السجن وانطلقوا به إلى الحمام فنظفوه وألبسوه ملابس أهداها إليه هشام وأكرموه، وجاءت رسالة هشام إليه يعتذر إليه بما فعل به مَسلمة، وتنصل إليه ووعده بأن يكافئه هو وعشيرته بأكملها، ثم أرسله رجال مسلمة إلى الشام فأحسن إليه هشام وأكرمه كما وعده. بعدما تعامل مسلمة مع سعيد وعوضه عما فعله تقدم يتبع آثر جيش الخزر حتى وصل لدربند فاستخلف عليها أميراً.

### فتح حيزان
بعد ذلك تقدم حتى وصل قلعة حيزان الواقعة في مدينة شروان وكان ذلك في عام 113 هـ، وكان يسكن القلعة ألف جندي خزري معهم نسائهم وأطفالهم، فدعا مسلمة الألف جندي للاستسلام وطاعة المسلمين فرفضوا فاضطر لمحاربتهم فترة طويلة حتى لم يستطع أن يقدر عليهم ففرض عليهم الحصار حتى لم يعد لديهم طعام وأصابت أهل حيزان مجاعة بسبب ذلك، فأرسلوا لمسلمة يطلبون منه الصلح مقابل أن يعطيهم الأمان وأن لا يقتل منهم أحد فأقسم لهم مسلمة أنه لن يقتل لا رجلاً أو كلباً منهم، رضي جنود الخزر بذلك ونزلوا من قلعتهم وكانوا ألف رجل خزري ممن قاتل المسلمين، فلَم يفي مسلمة بما قاله لهم فلمّا استسلموا قتل 999 من أولئك الجنود وترك جندي واحد منهم وقتل كل كلب للخزر كان في القلعة ما عدا كلب واحد، وقد برر الإمام والمؤرخ الذهبي ما فعله مسلمة بقوله: «ورأى أن هذا سائغاً له، وأن الحرب خدعة.» 
ثم أمر مسلمة بهدم حصنهم فهُدِم حتى تم تسويته بالأرض، ثم أمر بإحضار نساء الجنود وأولادهم بعدما هُدِم الحصن فأمر بتسكينهم في مدينة حيزان، واتخذ مسلمة لنفسه بحيزان ضياعاً وسُميت هذه الضياع فيما بعد بحوز حيزان.

### انضمام ملوك الجبال له وبعض أحداث الحملة
ثم بعد فتح حيزان سار مسلمة بجيشه باتجاه دربند فكان لا يدخل بلداً أو يمر بها إلا وقد تسالم معه أهلها وخرج إليه ملكها بخيله ورجله إكراماً له، وسار إلى أرض سوران فسأله ملكها الصلح فصالحه، وصالح أهل مسقط وأهل الكر، وخلال مسيره هذا صالحه ملوك جبال القوقاز وانضموا إليه في حملته، واجتمعوا إليه بأجمعهم وأدوا إليه الخراج وساروا معه، وكان من ضمن أولئك الملوك حسب البلاذري شروانشاه وليرانشاه وطبرسرانشاه وفيلانشاه وخرشانشاه وملك مسقط، وذكر الطبري وغيره من المؤرخين أنَّ مسلمة فرق الجيوش في بلاد الخزر وفُتِحت على يديه مدائن وحصون وقتل وأسر وسبي كثير من الخزر، وحرق كثير من الخزر أنفسهم بالنار داخل مدنهم وحصونهم عندما هُزِموا. وذكر ابن كثير أن مسلمة بعام 113 هـ توغل في بلاد الخزر فقتل منهم الكثير، حتى قَتَل بارجيك ابن ملك الخزر وفتح بلاداً كثيرة، واستسلمت ودانت له الممالك القريبة من مدينة بلنجر.
ومن جملة ما حدث عام 113 هـ أن مسلمة سار مع ملوك الجبال الذين انضموا له حتى وصل لمدينة دربند (باب الأبواب عند العرب) فلمّا وصلها وجد في قلعتها الكبرى ألف رجل خزري من أشراف وأسياد الخزر كان الخاقان قد جهزهم هناك تحسباً لأي غزو للمدينة، فلم يتعرض لهم مسلمة بشيء وأكمل مسيره وتجاوز دربند حتى وصل للحصون التي حولها فلم يجد أحداً من الخزر، ثم توجه إلى بلنجر فلَم يجد بها أي جنود للخزر، ثم توجه إلى وبندر ثم إلى مدينة سمندر فلَم يجد فيهما أحد فسار مسلمة من سمندر لملاقاة ملك الخزر.
خلال ذلك وصلت الأخبار إلى ملك الخزر بأن مسلمة قدم إلى القوقاز لغزوهم فبدأ يجمع الناس والجنود للقاء مسلمة فاستطاع جمع جيش كبير العدد عظيم العدة وسار ملك الخزر بجيوشه، وذكر ابن الأثير أن من أسباب سير ملك الخزر لمسلمة أن ابنه قد قُتِل، فلمّا علم مسلمة بأمرهم وبضخامة جيش الخزر القادم إليه وأنهم قادمين إليه بدون أن يتجهز قرر خداع الخزر فأمر رجاله بإشعال النيران في المُعسكر حتى يظن الخزر أنهم متواجدين وفي الليل بعد صلاة العشاء ارتحل مسلمة بجيشه من معسكرهم سراً وتركوا خيامهم في مكانها حتى لا ينتبه الخزر لهم، وعلق المؤرخ ابن أعثم على جيش الخزر قائلاً: «وإذا الأمم قد سارت إلى مسلمة مع جميع أصناف الكفار فيما لا يطيقهم مسلمة ولا جيشه ولا يحصي عددهم إلا الذي خلقهم.» 
بعد أن رحل جيش مسلمة سراً سار بهم مسلمة، وقام بجعل ضعفاء الجيش إلى جانبه في المقدمة وجعل الشجعان والأقوياء من جيشه في آخر الجيش حتى إذا ما لحقهم الخزر وهاجموهم مباشرة يكون أول من يُقاتلهم أقوى جنوده، وأسرع بجيشه وقلل من مرات توقفهم للراحة، حتى وصل لدربند ثم تقدم حتى نزل ما بين الرمل في مكان يُقال له «باب واق» فعسكر هناك.

### معركة باب واق مع ملك الخزر
عندما وصل مسلمة بجيشه إلى باب واق عسكر هُناك وحفر خندقاً حول معسكره وحصن نفسه وجنوده بذلك الخندق والنباتات الشائكة، ولحقته جيوش الخزر بأعداد كبيرة على رأسهم الخاقان.
عندها جمع مسلمة حوله ملوك الجبال الذين انضموا له، فقال لهم: «ما الرأي في هذا العدو ؟»، فقالوا له: «أيها الأمير! أمدنا بقناديل النشاب وقدمنا أمام عسكرك وذرنا وإياهم، فإن قتلنا فإلى الله والجنة، وإن فتحنا فتحاً فذلك الذي نريد.»، فقال مسلمة بن عبد الملك: «أما إنكم قد نصحتم في المشورة فجزيتم عن الإسلام خيراً.» 
ثم قام مسلمة وجهز جنوده ميمنة وميسرة وقلباً وجناحاً، وجعل ملوك الجبال على مقدمة الجيش إلى جانبه وجعلهم يحملون قناديل النشاب، ثم أمر بلوائه فنُصِب أمامه فنظر ملك الخزر إلى ذلك اللواء فذهب إلى أشراف وأسياد جيشه وحاشيته فقال لهم: «اعلموا أن هذا اللواء ما نُشِر منذ عقد إلا في هذا اليوم فتقدموا نحوه، فإن قدرتم على أن تأخذوه وتكسروه فقد ظفرتم، فأخرجوا الآن وانظروا لا ينصرفن أحدٌ منكم إلا وقد أثر فيه أثراً محموداً!»، فخرج أمير من أمرائهم على رأس كتيبة كبيرة باتجاه المسلمين لكسر لواء المسلمين.
وفي ذات اللحظة خرج مروان بن محمد ابن عم مسلمة على المسلمين وعليه قَبَاء أصفر اللون مشدود بِريطة، فخطب بالجنود قائلاً:«أيها المسلمون! فداكم أبي وأمي! إني أسألكم صبر ساعة، وضرباً بالرؤوس على القرابيس، وقلة الكلام فإن كثرته فشلٌ، ولا يضربن أحد منكم بسيفه إلا الوجه واليد.»، فوافقه المسلمين. ثم تقدم مروان بن محمد بن مروان بن الحكم وتقدم الجنود الأمويون معه نحو كتائب الجيش الخزري، والتحم الجيشان وبدأ القتال، فثارت خلال المعركة موجة غبار شديدة فلَم يرى أحد مروان بن محمد، عندها تقدم الأمير سليمان بن الخليفة هشام ابن أخ مسلمة إلى عمه مسلمة فقال له: «أيها الأمير! قُتِل والله مروان»، فقال مسلمة: «كلا ما قُتِل فاسكت»، ثم هدأت موجة الغبار فنظر مسلمة إلى مروان بن محمد وأصحابه فوجد ابن عمه مروان بجانب الخزر يُقاتلهم وقد قَتَل منهم جماعة كبيرة حتى اضطر لمسح سيفه الملطخ بالفرس التي يمتطيها بسبب امتلائه بدماء الخزر. فغضب ملك الخزر مما حدث، ثم أقبل على قادات جيشه فقال لهم يوبخهم: «أنا واقف من ورائكم أنظر إلى أفعالكم، فلا تستحيون أن يفضحكم رجل واحد ؟!»، ثم جمع كتيبة أُخرى أكثر عدداً وعدة، فقال مروان بن محمد عندما رآهم: «أنا أفدي هذه الوجوه!»، ثم خطب بالمسلمين قائلاً:«اعلموا أنه قد أتتكم مفاتيح الجنة ولكم ما وعدكم الله من جزيل ثوابه أنه من قُتِل منكم قد فاز بالثواب العظيم والجنة التي لا عدد لها وربكم لا يخلف الميعاد.» 
ثم هاجم مروان ومَن معه كتائب الخزر فقَتَل منهم أكثر مما قتل في المرة الأولى، وجرح الكثير منهم أيضاً، وجعل ملك الخزر يُرسل كتائب تلو الأخرى فيقوم مروان بن محمد بالتعرض لهم مع أصحابه فيقتلهم ويهزمهم حتى قُتِل من الخزر عدد لا يُحصى، ثم رجع مروان بن محمد لمعسكر المسلمين. وعندما عاد أمر مسلمة بن عبد الملك بتجهيز الطعام وإحضاره فجلس مسلمة مع أبناء أعمامه وأقاربه من بني أمية وأشراف الجيش الأموي وبدأوا يأكلون أمام الخزر بكل استهانة، وفي الجهة الأُخرى كان ملك الخزر واقف على فرسه مُغتاظاً ينظر إلى مسلمة وهو يأكل ولا يدري ما يفعل من غضبه، ثم نادى قادة جيشه وقال لهم: «لأقتلن نفسي اليوم شر قتلة! ويلكم يا معشر الخزر! أنتم عشرة أضعافهم، لاهيٍ عنكم يأكل ويشرب لا يبالي بكم ولا يحفل..»، فقال له أحدهم: «أيها الملك! لا تغضب فإنه إذا كان غداً أرضيناك وأتيناك بصاحبهم أسيراً فتصنع به ما أحببت.» 
في صباح اليوم التالي جهز ملك الخزر جنوده كما كانوا في اليوم السابق ثم اختار الشجعان من جيشه فجعلهم على مقدمة الجيش ووسطه وأوصاهم أن يشتدوا في قتال المسلمين، فعندما علم مسلمة بذلك قال: «ويلي على العلج الأقلف بعد الخزر فيجعلهم بين يديه والله لأعدن لهم خزر الغرب.»، ثم بدأ مسلمة بتجهيز جيشه فجعل ابن عمه مروان بن محمد قائداً على يمين الجيش، وجعل ابن أخيه سليمان بن هشام على يسار الجيش، وجعل على وسط الجيش ابن أخيه العباس بن الوليد بن عبد الملك، وعلى جناح الجيش الهذيل بن زفر بن الحارث الكلابي.
بدأت المعركة واقترب الجيش من بعضهما والتحموا واشتبك القتال، واستمر الوضع هكذا حتى مر الوقت، وأتى إلى مسلمة رجل خزري يُريد دخول الإسلام، فقال لمسلمة: «هل لك في خاقان ملك الخزر ؟»، فسأله مسلمة عن مكان الملك، فقال الرجل: «في العجلة التي قبالتك التي عليها الديباج.»، فنادى مسلمة مروان بن محمد فأتاه، فقال مسلمة: «أبا عبد الله! ألا ترى العجلة التي عليها الديباج ؟»، فرد مروان: «بلى قد رأيتها»، فقال مسلمة: «فإنها عجلة خاقان وهو قاعد فيها.»، فقال مروان: «فأنا له»، يقصد أنه سيقتله، فقال مسلمة: «وأنا معك أبا عبد الله! فوالله لئن نحن قدرنا عليه في هذا اليوم فلقد ذهبنا بذكرها آخر الأبد!»، فتقدم عندها سليمان بن هشام إلى عمه مسلمة وقال له: «أيها الأمير! اسمع كلامي ولا تعجل»، فقال مسلمة: «هاتِ ما عندك»، فقال سُليمان: «خاقان لم يقعد في العجلة إلا وقد عبى أصحابه وأبطال الخزر عن يمينه وشماله ومن ورائه، ولست آمن إن خرجت أنت ومروان أن يأمر الطراخنة فيحدق بكما، فلا يتهيأ لكما الرجوع إلى عسكركما إلا بعد ذهاب الأنفس، ولكن الرأي عندي أن تنتخب رجلاً من أبطال عسكرك يكون قد عرفته بالبأس والشدة، فتضم إليه نفراً من أبطال عسكرك، ثم تأمره بالإقدام إلى خاقان.» 
وافق مسلمة سليمان برأيه فدعا رجل من جنوده يُدعى ثبيت النهراني - وهو أحد أبطال المسلمين -، فقال له مسلمة: «يا ثبيت! إني قد اخترتك من بين فرسان أصحابي لهذا الأمر الذي قد ندبتك له، فإن وجدتك على ما ظننت بك في البأس والاقدام وبلغت من الأمر ما أريد بلغت في عطائك، وأجزتك بعشرة آلاف درهم، وعرضتك لنوال أمير المؤمنين، ونوهت باسمك، وإن أنت كععت وقصرت فَ لله عليَّ عهد لأصلبنك على شجرة أقدر عليها.»، فقال له ثبيت: «أصلح الله الأمير! مرني بما أحببت.»، فقال مسلمة: «اضمم إليك ألف رجل ممن تعرفهم وتثق بهم في البأس والشجاعة، ثم احمل بهم على عسكر خاقان، فلا ترجع أو تهزمه أو تأخذه أسيراً إن قدرت على ذلك.»، فرد ثبيت: «أصلح الله الأمير! أما أخذه فلا أدري أقدر عليه أم لا! ولكن للأمير أيده الله عليّ أن لا أرجع أو أهزمه وأهزم أصحابه إن شاء الله ولا قوة إلا بالله العلي العظيم.»، ثم اختار ثبيت النهراني ألف رجل من فرسان أهل الشام، ثم أخذ عليهم عهداً وأوصاهم بوصية، وهي أن قال لهم: «انظروا لا تقاتلون لمسلمة ولا لأمير المؤمنين هِشام، ولكن قاتلوا عن دين الله وجاهدوا في سبيل الله.»، فقالوا: «كفيت يرحمك الله! فاحمل حتى نحمل معك فترى ما تحب إن شاء الله ولا قوة إلا بالله العلي العظيم.» 
فتقدم ثبيت النهراني في هؤلاء الألف نحو ملك الخزر، وملك الخزر بذاك الوقت جالس في عجلة فخمة له يقال لها «الجدادة» وقد فُرِشت له بأنواع الفرش وعُلِيت بقية من ديباج وعلى رأس القبة رمانة من ذهب، توجه ثبيت النهراني إلى العجلة فضرب القبة بسيفه ضربة خرقت الديباج ووصل السيف إلى ملك الخزر فلَم يُصاب بشيء وفزع الملك من ضربة السيف فقام مسرعاً وخرج من العجلة وركب مباشرة بغلاً كان موجوداً بجانب العجلة فاستوى عليه وهرب به بعيداً، وبذات اللحظة هجم المسلمين على الخزر هجمة رجل واحد فهُزِم الخزر بسرعة وتفرقوا وهربوا إلى بلادهم، وانتصر المسلمين فجمع مسلمة بن عبد الملك غنائم الخزر فقسمها بين المسلمين بعد أن أخرج منها الخُمس.

### فتح دربند وما حدث بعدها

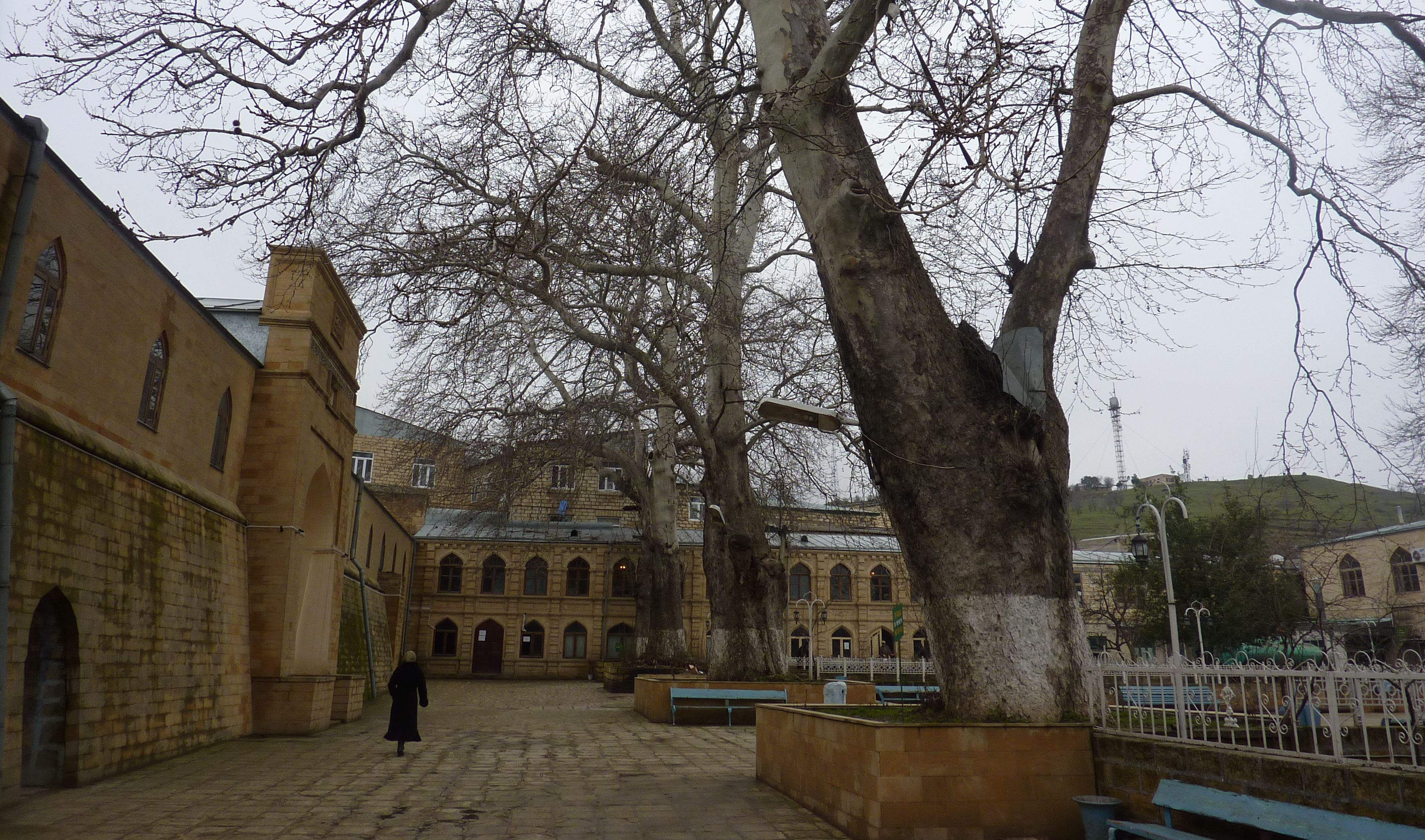
مسجد الجمعة في دربند، يعود تاريخ بنائه إلى فتح مسلمة بن عبد الملك للمدينة.

بعدما هزم خاقان الخزر وجيشه نادى مسلمة جنوده للتوجه إلى مدينة دربند أو باب الأبواب في التاريخ العربي، فسار بجيشه إليها وفي قلعتها الكبرى آنذاك ألف عائلة من الأتراك الخزر، ففرض عليها الحصار فترة طويلة، وأقام عليها المجانيق ورمى أسوارها بالحجارة فلَم ينجح بفتحها، فقام برميها بحديد اتخذه على هيئة الحجارة فلم ينجح بفتحها، وبعد ذلك لَم يعد له حيلة بفتحها وكاد أن ينصرف ويتركها فأتاه رجل خزري قال له: «أصلح الله الأمير! إن دفعت إليك هذه القلعة بمؤنة يسيرة هل ترد مالي وأهلي وولدي ؟»، فقال مسلمة: «نعم، لك ذلك»، فقال الرجل: «فادفع إليَّ الساعة مائة رأس من البقر والغنم حتى أدفع إليك هذه القلعة.»
فأمر مسلمة بإحضار مئة حيوان من البقر والغنم للرجل، فذهب الرجل إلى عين حفرها الملك الساساني أنو شروان بن قباذ في القرن السادس الميلادي وجعلها تصب الماء في قلعة دربند، وعندما وصل الرجل للعين أمر رجال مسلمة بأن يحفروا بموضع معين حتى وصلوا للماء، فقال لهم: «قدموا الآن هذه البقر والغنم فانحروها في هذه العين»، ففعل الرجال ونحروا الحيوانات فجرت الدماء في العين ومن العين يجري مع الماء إلى صهاريج القلعة، وأمر مسلمة برمي بقايا الطعام الموجود في الحيوانات الميتة في الصهاريج وأيضاً أمر برمي فيها الحلتيت، وعندما تأكد الرجل من أن الدماء كلها قد أصبحت في الصهاريج أمر بقطع الماء فقُطِع عن الصهاريج، وأجرى آبار العين إلى الوادي.
في صباح اليوم التالي استيقظ الخزر وقد امتلأت صهاريج مياههم دماً، ولم يمر إلا ليلة حتى أُصيبت الصهاريج بالنتن وفسدت، ثم امتلئ بعدها الدود، فعطش الخزر عطشاً شديداً، فجاء ذلك الرجل إلى مسلمة، فقال: «أيها الأمير! قد هلك القوم عطشاً فتنح عن باب القلعة وعن طريقهم حتى يهربوا وتصير القلعة في يدك»، فأمر مسلمة أصحابه فتنحوا عن باب القلعة، فلمّا حل الليل فتح الخزر الباب وخرجوا هاربين، وصارت دربند في أيدي المسلمين.
بعدها دخل مسلمة للقلعة ففحصها وفحص حصانتها، ثم أمر بتنظيف الصهاريج من بقايا الطعام والدماء فنُظِفت، ثم أجرى فيها الماء كما كان، ورمم المدينة، وبناها من جديد، وقام بتوطين أربع وعشرين ألف جندي من أهل الشام، وأمر مسلمة بتقسيم مدينة دربند أو باب الأبواب لأربعة أرباع، ربعاً لأهل دمشق، وربعاً لأهل حمص، وربعاً لأهل فلسطين، وربعاً لسائر أهل الشام والجزيرة، ثم دعا مسلمة برجل من أصحابه يُقال له فرنر بن سويد الثعلبي فولاه على المدينة وأمره أن يجعل أبرجة المدينة إهراء للحنطة والشعير والسلاح، وأن يقيم شرف المدينة ويغلق عليها أبواباً من الحديد، ثم جعل مسلمة رتبة المدينة مائة دينار وعشرة دنانير في كل سنة إضافة إلى القمح والزيت والرزق شهراً بشهر.
ثم نادى ابن عمه مروان بن محمد فاستخلفه على جميع المسلمين الموجودين في مدينة دربند، وتجهز للانصراف إلى الشام لأخيه هشام بن عبد الملك لكي يخبره بما حققه ونجاح حملته، فوصل إلى الشام في شهر محرم، 114 هـ-مارس، 732 م، وبعدها عزل هشام مسلمة وولى مكانه ابن عمه مروان بن محمد. ثم توقف مسلمة بن عبد الملك عن الغزو لمدة ستة سنوات، وأيضاً لَم يتولى أي منصب سياسي أو إداري خلال هذه الفترة، ويُرَجِّح المؤرخ محمود شيت خطاب أن مسلمة توقف عن الغزو لسبب صحي ومرضي، ولكن عاد مسلمة في عام 121 هـ-739 للغزو، حيثُ غزا بلاد الروم حتى وصل ملطية وفتح الكثير من الحصون، وحينما خرج بالجيش سار معه أخيه الخليفة هشام يُشيعه.

## ولاياته وعلاقته بالسياسة

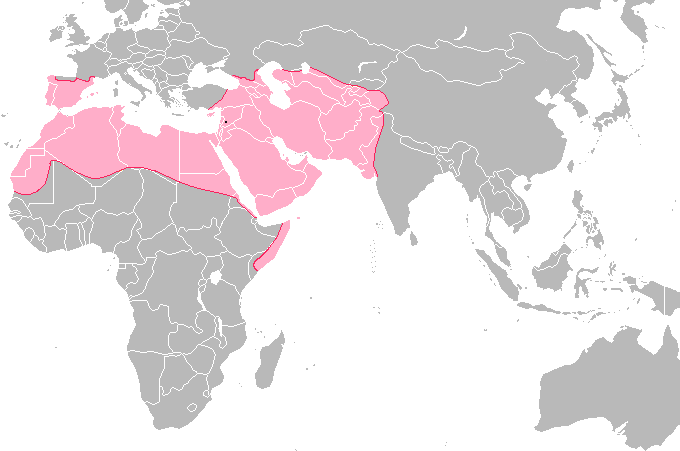
خريطة الدولة الأموية التي تعتبر أعظم دولة إسلامية من حيثُ المساحة، ولَم يأتي قبلها أو بعدها دولة إسلامية تُضاهي مساحتها.

ذكر عددٍ من المؤرخين أنّ أوَّل ولاية تولاها مَسلمة كانت في عهد والده عبد الملك بن مروان رغم صغر سنه، وهي مكة المكرمة ولَم يُذكر السنة على وجه التحديد أو المدة إلا أنه عزله وولى مكانه خالد بن عبد الله القسري الذي أتى لمكة فجأةً بينما كان مَسلمة يخطب بالناس، فأخرج رسالة تعيينه على مكة وقرأها على الناس فما كان من مَسلمة إلا أن دعى بفرسه فركبها وذهب عائداً للشام. وكانت الولاية الثانية على حلب حيثُ ولاه عليها أخيه الوليد عام 90 هـ-709. وفي 91 هـ-710 عزل الوليد عمه محمد بن مروان عن إرمينية وأذربيجان والجزيرة الفراتية وولى عليها مَسلمة. وفي عام 101 هـ، ولاه أخيه يزيد على الكوفة والبصرة وفي بدايات 102 هـ عندما قضى على ابن المهلب ولاه على كل العراق وخراسان وعزله بعد بضعة شهور. وفي عهد هشام تولى إمارة إرمينية وأذربيجان والجزيرة الفراتية مرتين الأولى ما بين 107 هـ و111 هـ، والثانية ما بين 112 هـ و114 هـ. وبالمجمل تولى مَسلمة 7 مرات، منها؛ مرتين على العراق، وثلاثة مرات على إرمينية وأذربيجان والجزيرة. وتولى مَسلمة موسم الحج عدة مرات، الأولى عام 93 هـ، والثانية عام 94 هـ، والثالثة في عام 117 هـ، وفي عام 119 هـ أيضاً حج بالناس.
كان التقليد عند بني أمية هو أنهم لا يعطون الخلافة لأبناء الجواري، وذلك لعدة أسباب منها؛ أن الناس قد لا يُطيعونهم، ويستخفون بهم، ولا يقبلون سيادتهم عليهم، وقد لا يخضعون لهم ويتمردون، وكانوا يظنون أنّ دولتهم ستنتهي على يد خليفة من أبناء الجواري، وفعلاً كان آخر ثلاثة خلفاء للدولة من أبناء الجواري وانتهت على يدهم، لذلك تمَّ استبعاد مَسلمة من الترشح لولاية الخلافة منذ أنّ ولد بسبب أمه ومُنع منها. ورغم هذا فإن مَسلمة بن عبد الملك كان من ذات نفسه عازفاً عن الخلافة ولا يُريدها، حتى أنّ جماعة من المسلمين عرضوا عليه أن يُنَصِّب نفسه للخلافة وأن يُبايعوه عليها فرفض وامتنع من شق عصا الطاعة، ومخالفة إخوانه، وأن يُشعل الفتنة. وكان عازفاً وكارهاً حتى للعمل كوالي، إذ قال له أحد المرات رجلٌ أنه أمير ويستطيع أنّ يصبح والياً على أعظم مناطق الدولة إن أراد ولكنه لم يفعل هذا فسأله الرجل عن السبب، فقال مَسلمة: «يَمْنَعُنِي ذُلُّ الطَّلَب، ومَرارة العَزْل، وهَوْل الخَطْب، وقَرْع حِلَق البَرِيْد».
وقد تميّز موقف مسلمة من الخلافة بالطاعة التامة، وكان يدين بالولاء المطلق للخلفاء، ومُخلصاً أشد الإخلاص لبني أمية، وكان حريص كثيراً على رصِّ الصفوف وتوحيدها، وكان يعتبر الخلافة وسيلة لأجل خدمة الأمة الإسلامية، وليست غاية لتحقيق أطماع وأمجاد شخصية، لذلك لَم يكن الخلفاء يخشونه، وأعطوه ثقتهم الكاملة. وقد استفتى مَسلمة مرةً من المرات الفقيه ميمون بن مهران عن طاعة ولاة الأمر، فقال له وهو يناقشه: «أليس قد أُمِرتم بطاعتنا ؟»، وقرأ عليه من القرآن: «أَطِيعُوا اللَّهَ وَأَطِيعُوا الرَّسُولَ وَأُولِي الْأَمْرِ مِنكُمْ»، فقال له: «إن الله قد انتزعه منكم إذا خالفتم الحق، قال الله تعالى: (فَإِن تَنَازَعْتُمْ فِي شَيْءٍ فَرُدُّوهُ إِلَى اللَّهِ وَالرَّسُولِ)»، فلمّا أجابه ميمون استفسره مسلمة قائلاً: «فأين الله ؟»، فقال ميمون: «الكتاب»، فقال مسلمة: «فأين الرسول ؟»، فرد: «السنة». واستناداً لهذا الكلام تعامل مسلمة مع الدولة مُنفذاً لأوامرها، ومبتصراً لنصائحها، ومسترشداً لتوجيهاتها، ومن جانب آخر كان يُصحح مسار الدولة إذا رأى أنّ أصحابها زاغوا وأخطئوا، وينصح الخلفاء بما يراه لصالح الدولة.
وكان مَسلمة بمثابة الرجل الثاني في الدولة الأموية، ومقرباً من الخلفاء بشكلٍ كبير، فكانوا الخلفاء الذين عاصروه يحرصون على إبقاءه مستشاراً بجانبهم، يتعلمون منه، إلا إذا طرأ أمراً مهماً يهدد أمن الدولة تهديداً خطيراً، فيرسلون مسلمة ليقضي على هذا المشكلة، وليقمع الاضطرابات، ويعيد الأمن والاستقرار، سواءٌ كان صاحب المشكلة من المسلمين أو من غيرهم. كما حصل مع يزيد بن المهلب إذ لَم يكن بمقدور رجال الدولة الأموية آنذاك أن ينهضوا بمهمة القضاء على ابن المهلب وفتنته التي هددت الدولة الأموية تهديداً كبيراً كاد أن يقضي عليها لولا مسلمة، واستفاد الخليفة يزيد بن عبد الملك من مسلمة في وقت الشدة والحرب، وبعد أن استقرت الأمور على يده في المشرق والعراق، أعاده الخليفة يزيد لدمشق وهناك أبقاه عنده يستنصحه ويستشيره في شؤون الدولة وتصريف أمورها، وكانت ثقة يزيد بت عبد الملك بمسلمة عمياء إذ أنه كان السبب بجعل هشام بن عبد الملك خليفة، وذلك أنه عندما اندلعت ثورة ابن المهلب لم يكن ليزيد بن عبد الملك ولي عهد فحاول العباس بن الوليد بن عبد الملك أن يجعل الخليفة يعطي ولاية العهد لأخيه عبد العزيز بن الوليد بن عبد الملك، وقال له: «يا أمير المؤمنين إن أهل العراق أهل غدر وإرجاف، وقد توجهنا محاربين والحوادث تحدث، ولا نأمن أن يرجف أهل العراق، ويقولوا: مات أمير المؤمنين، فيفت ذلك في أعضاد أهل الشام، فلو عهدتَ عهد عبد العزيز بن الوليد لكان رأياً صواباً»، فوصلت الأخبار لمسلمة فذهب ليزيد، وقال له: «يا أمير المؤمنين أيما أحب إليك ولد عبد الملك أم ولد الوليد ؟»، فقال يزيد: «بل ولد عبد الملك»، فقال له مسلمة: «أفأخوك أحق بالخلافة، أم ابن أخيك ؟»، فقال يزيد: «إذا لم تكن في ولدي فأخي أحق بها من ابن أخي كما ذكرت»، فقال له مسلمة: «فابنك لم يبلغ فبايع لهشام بن عبد الملك ثم بعده لابنك الوليد»، ففعل الخليفة كما أشار عليه مسلمة وأعطى الخلافة من بعده لهشام ثم ابنه الوليد بن يزيد.
ورغم القرابة الشديدة بين يزيد ومسلمة إلا أن يزيد لَم يكن يقبل كل شيءٍ من مسلمة، إذ في عام 104 هـ قام والي الحجاز عبد الرحمن بن الضحاك بخطبة فاطمة بنت الحسين بن علي بن أبي طالب فرفضت فألح عليها كثيراً، فكانت ترفض حتى وصل به الأمر أن يُهددها بأن يفتري تُهماً على أبناءها ويرمي بهم في السجن، فأرسلت رسالة للخليفة يزيد تخبره بما يفعله عبد الرحمن بها وتذكره بقربها من النبي محمد، والقرابة بينها وبين بني أمية، فغضب يزيد أشد الغضب وعزل عبد الرحمن وأرسل لعبد الواحد بن عبد الله النضري يقول له: «قد وليتك المدينة فاهبط إليها واعزل عنها ابن الضحاك، وأغرمه أربعين ألف دينار، وعذبه حتى أسمع صوته وأنا على فراشي»، فلما علم ابن الضحاك بالأمر هرب للشام وذهب لمسلمة واستجار به وطلب حمايته وأن يتوسط حتى يسامحه يزيد، فذهب مسلمة ليزيد، وقال: «إن لي إليك حاجة»، فقال يزيد: «كل حاجة تقولها فهي لك إلا أن تكون ابن الضحاك»، فرد مسلمة: «هو والله حاجتي»، فقال يزيد: «والله لا أقبلها ولا أعفو عنه»، فأعاد ابن الضحاك لعبد الواحد ورفض طلب مسلمة. وظلَّ مسلمة طيلة عهد يزيد بجانبه ينصحه كلما تشتت أو أخطأ، وفي أحد الفترات انشغل يزيد عن الناس، فقال له مسلمة: «إنما مات عُمر أمس، وقد كان من عدله ما قد علمتَ، فينبغي أن تُظهر للناس العدل، وترفض هذا اللهو، فقد اقتدى بك عمالك في سائر أفعالك وسيرتك». وفي إحدى المرات توفيت امرأة ليزيد كان متعلقاً بها فنصحه مسلمة بألا يخرج للناس 7 أيام لأنه كان متأثراً لحدٍ كبير خشية أن يظهر من يزيد ما يُسفهه عند الناس وهو بهذه الحالة، وبالتالي يحط من قدر الخلافة. ولام مسلمة أخيه يزيد وزجره بسبب تعلقه المفرط بجاريته حبابة، فاستمع له يزيد وجفا حبابة وندم وآقلع عنها بتأثيرٍ من مسلمة. وبقى مسلمة أقرب المقربين ليزيد حتى توفي عام 105 هـ، وصلَّى عليه مسلمة.
وكان مسلمة يُمَثِّل طوق النجاة لكثيرٍ ممن يقعون في خلاف مع الدولة، وكان أشبه بالملاذ لهم، ومن هؤلاء عمر بن هبيرة الذي عندما توفي يزيد عزله هشام عن ولاية العراق وولى بدلاً عنه خالد بن عبد الله القسري، وعندما تولى خالد قام بسجن عمر، ولكن عمر حفر نفقاً وهرب، ثم نصحه كثير من الناس أن يستنجد ويستجير بعدة أشخاص مقربين لهشام، فرفض وأراد أن يستجير بمسلمة، فقالوا له الناس: «أتستجيرُ به، وقد وليتَ ما كان يليه ولم تبق عليه ؟»، قصدوا أنه عمر أخذ ولاية العراق من مسلمة، فقال عمر: «هو كريمٌ لا يُسلمني أبدًا». فهرب إلى الشام، وكان مسلمة من عادته أن يستيقظ بمنتصف الليل ليُصلي النوافل وقيام الليل حتى الفجر، وبينما هو يتوضأ وصل ابن هبيرة فصاح: «أنا بالله، وبالأمير»، فقال مسلمة لخادمه: «صوت ابن هبيرة، اخرج إليه»، فأدخله لمسلمة وهو منهك، فقال لمسلمة: «أنا بالله وبالأمير»، فرد مسلمة: «أنا بالله وأنت بالله»، ثم أعاد عمر كلامه ورد عليه مسلمة بنفس الجواب حتى اطمئن عمر بأن مسلمة أجاره، ثم قال لخادمه: «انطلق به فوضئه وليُصلِّ، ثم اعرض عليه أحب الطعام إليه فأته به، وافرش له في تلك الصفة، ولا توقظه حتى يقوم متى قام»، فاعتنى الخادم بعمر، ثم ذهب مسلمة لهشام، فقال له: «يا أمير المؤمنين، لي حاجة»، فقال هشام: «قضيتُ إلا أن تكون في ابن هبيرة»، فرد مسلمة: «رضيت يا أمير المؤمنين»، ثم قام منصرفاً، ولكنه لم يلبث أن عاد لهشام، فقال له: «يا أمير المؤمنين، عودتني أن تستثني في حاجة من حوائجي، وإني أكره أن يتحدث الناس أنك أحدثت على الاستثناء»، فرد هشام: «لا أستثني عليك»، فقال مسلمة: «فهو ابن هبيرة»، فعفا عنه هشام رضوخاً لطلب مسلمة.
وفي عهد عمر بن عبد العزيز أراد عمر أن يخلع نفسه من الخلافة ويتركها بعد أن وعظه أحدهم، وكاد أن يفعلها لولا أن أتاه مسلمة وقال له: «اتق الله يا أمير المؤمنين في أُمة محمد ﷺ، فوالله لئن فَعْلَتَ، ليَقْتَتِلُنَّ بأَسْيافهم»، فقال عمر: «ويحك يا مسلمة، حملتني ما لا أُطِيق»، فظل عمر يرددها حتى استطاع مسلمة إقناعه بالعدول عن قراره بترك الخلافة. وكان دائماً يتحرى مصلحة الدولة ويُحاول حمايتها، فبعدما توفي والده تشاجر إخوته واختلفوا، فنصحهم مسلمة بألا يفترقوا أو يتشاجروا حتى ولو قليلاً، وقال لهم: «إيَّاكم والضَّجاجُ؛ فإنكم إن صَلَحْتُم، صَلُح الناس، وإن فَسَدْتُم كان الفساد أَسْرَع». ورغم أنّ مسلمة لم يأخذ الخلافة، ولَم يتولى أي ولاية لفترة طويلة، إلا أنه لَم يكن كأي أمير أموي آخر، بل كان أشبه للخلفاء وأقرب لهم، وهو الوحيد من بين الأمراء الذي كان له هيئة إدراية مثل بقية الخلفاء، إذ كان لديه جماعة يُديرون شؤونه وأعماله حيث كان يتولى الكتابة له مولى له اسمه سميع، وكان على ديوان الرسائل الليث بن أبي رقية، وكان يتولى ديوان الخراج سليمان بن سعد الخشني، وكان يتولى ديوان الخاتم؛ نعيم بن سلامة، والفقيه رجاء بن حيوة.
كان بني أمية لا يُخالفون لمسلمة رأياً، ولا يعصون له أمراً، ويلجأون إليه في أيام الشدة والمحن والحروب، وتولى على العراق وخراسان، وإمارة إرمينية وأذربيجان والجزيرة ثلاث مرات، في أحرج الظروف وأصعب الأيام، فوطد في تلك المناطق التي تولى عليها الأمن، وأعاد لها الاستقرار، وأرجعها إلى أحضان الدولة الأموية بعد أن كانت ستُفقد منهم بسبب الخزر والخوارج والأتراك، وفرض عليها سيطرة الدولة، وكان المسؤول الأول عن حماية الشام وثغوره وحدوده من الروم وغيرهم إذ كان مسؤولاً على حماية الثغور وتأمينها منهم، وخلال هذه الأمور أثبت أنه إداري حازم، ورجل دولة من الطراز الأول، وقائداً متميزاً. وكان متفوقاً على الخلفاء الذين أتوا بعد أبيه - ما عدا عمر بن عبد العزيز - دون أن يستغل تفوقه في منافسة الخلفاء على السلطة، وكان يحاول بكل قوته أن يجمع شمل المسلمين، ويرص صفوفهم، ويوحد كلمتهم لأجل مصلحة الدولة العليا، وقد سخّر كل كفاياته الفذة لخدمة الدولة، ولم يُسخّر الدولة لخدمة طموحه الشخصي، فاعتُبر خليفةً بغير خلافة، وملكاً غير متوج من بني أمية.

## عسكريته
لقد تميّز مسلمة بأنه قائد عسكري وفاتح عظيم، ونالت شخصيته وأعماله إعجاب العلماء والمؤرخين، والخلفاء الذين عاصرهم من زمن والده عبد الملك حتى زمن أخيه هشام، وكان عبد الملك بن مروان له وجهة نظر واضحة في ابنه مسلمة، الذي كان يعدُّه ليكون قائداً عسكرياً، وبالرغم من أنّ مسلمة تميز بالعديد من الصفات، وبرز في عدة ميادين ومواضع مثل السياسة والأدب والشعر وغيره، إلا أن الجانب العسكري كان الأبرز في شخصيته، وهو الجانب الذي أمضى أغلبية حياته يُساهم فيه. ولقد كان مسلمة بن عبد الملك يتحلى بأركان القادة العسكريون الثلاثة، وهي؛ الطبع الموهوب، والعلم المكتسب، والتجربة العملية. فقد تعلم خلال مراهقته وترعرعه الرماية والفروسية والمبارزة، وتنظيم الجيوش وإدارتها، وأساليبها التعبوية والسوقية، كما أتقن الأساليب الإدارية للجيوش؛ تدريباً وتسليحاً، وتجهيزاً وتمويناً، وإسكاناً وتنقلاً، وتنظيماً وقيادةً. وكان من عادة بني أمية وخصوصاً خلفائهم، أنهم كانوا يعدون فتيانهم وأولادهم إعداداً عسكرياً رفيعاً، وكان من ضمنهم مسلمة إذ أنه خلال نشأته، بدأ أولاً بالتدريب العملي على الرماية والفروسية وتحمل المشاق والصعوبات، ولما تجاوز تلك المرحلة بنجاح، بدأ يُرافق القادة الكبار في حروبهم للاطلاع عن كثب على أساليب إدارة المعارك من الناحيتين الإدارية والتعبوية، والتشبع بجو المعارك والقتال، ولما انتهى من هذه المرحلة بدأ قيادة الجيوش، وذلك بعدما نجح واتجاز هذه المراحل بتفوق باهر، وأثبت جدارته باستحقاق القيادة العسكرية، وأصبح موضع ثقة والده عبد الملك بن مروان. فبدأ حروبه في عهد والده، ولم يتولى مسلمة قيادة الجيوش لأنه ابن الخليفة وأميراً فحسب، بل تولاها بعد أن أثبت أنه قادرٌ على تحمل أعباء الحرب. وقد أمضى مسلمة أربعة أخماس سنوات حياته في ميدان الحرب حتى توفي، ولَم يتوقف إلا لأسباب مرضية غالباً، ولم يكن يستريح إذ كان عادةً يغزو كل سنة، وأحياناً يغزو مرتين في السنة، خصوصاً في عهد الوليد بن عبد الملك.
استخدم مسلمة بحروبه العديد والكثير من الأساليب العسكرية، في غزواته المتعددة على الجبهات المختلفة، في المعارك التي خاضها، ومن هذه الأساليب والإستراتيجيات التي استخدمها مسلمة في حروبه؛ المفاجأة والمُباغتة الخاطفة حيثُ كان يُهاجم أعداءه في وقت لم يكونوا يتوقعونه، وبأسلوب يجهلونه بحيثُ تضطرب صفوفهم، ويرتبك قادة أعداءه، ويدب الرعب في جنودهم ويفقدون توازنهم، ويصبحون عاجزون عن اتخاذ القرارات السليمة والصائبة، وكثيراً ما كان مسلمة يُهاجم أعداءه في وقت الفجر. وأيضاً كثيراً ما كان يستخدم أسلوب الخدعة في حروبه، ويُضلل على عدوه، لكي يُعجل بالنصر، ويكسر شوكة أعداءه، ويحفظ دماء جيشه ويحميهم، ويخرج من الحرب بأقل الخسائر. وكان يستخدم الحرب النفسية مع أعداءه حتى يجعله يصاب باليأس، ويدفعه إلى الإحباط، ويجعله يتخبط في قرارته وتقديراته.
إضافة إلى هذا كان يستخدم الرسائل التي يوجهها إلى أعداءه كجزء من الحرب النفسية، ويحاول التأثير على نفسية عدوه فيها. أيضاً كان يستخدم في حروبه وحدات خاصة ومختارة من الجنود يختارهم ليقوموا بتحقيق أهداف معينة يعجز الجيش بأكمله عن تنفيذها، وتنفذ عمليات خاصة يجندها مسلمة لأجلها، ومن الأمراء الذين وضعهم مسلمة على هذه الوحدات؛ عبد الله البطال، وثبيت النهراني، وكانت هذه الواحدت يتضمن بعضها مجموعات فدائية واستشهادية. كذلك استخدم مسلمة الكمائن في معاركه، وأحياناً كان يقوم باستدراج جيش العدو إلى المعركة. وأيضاً كان خلال حروبه أحياناً يستهدف مصادر التموين لدى الأعداء ويدمرها، لكي يصعب الحرب عليهم، ويدفعهم للاستسلام له. وكان كثيراً ما يستخدم المحاصرة والمرابطة الطويلة كأسلوب يدفع العدو إلى اليأس والاستسلام، وكان يُطيل مدة الحصار، ويُرابط أمام العدو طويلاً، وقد يصل الأمر أحياناً أن يقضي الصيف والشتاء وهو مرابط لا يتزحزح من أمام العدو، وهذا الأسلوب كان من أنجح الأساليب العسكرية التي استخدمها مسلمة، لا سيما في مواجهة الحصون والقلاع الحصينة التي يلوذ بها العدو، وغالباً ما تُساهم بنجاح مسلمة في حروبه.
وقد أولى مسلمة الحصون والقلاع اهتماماً عسكرياً كبيراً، لأنها تمثل نقاط مركزية عظمى، فحرص على إقامتها وبناءها، وشحنها وتعبئتها بالجنود والمقاتلون الأمويون، ومن أهم هذه الحصون والقلاع؛ قلعة باب اللان التي تقع قريباً من دربند، وكانت هذه القلعة تتحكم في الطريق المؤدي إلى جبل القبق، وكانت قلعة قوية لا تُهزم بسهولة، فحرص مسلمة خلال حروبه مع الخزر والأتراك أن يفتحها ويأخذها فهزم أهلها وسيطر عليها، فقام بتوطين جنود عرب فيها لكي يحرسونها ويحرسون موضعها ويُحافظون عليها. وفي أحيان أخرى كان يستخدم أسلوب آخر مع الحصون والقلاع، وهو إجلاء السكان من تلك الحصون حيثُ كان كثيراً ما كان يجلي ويُهجر الحصون التي فتحها من سكانها سواءٌ كانوا أتراك أو خزر أو روم، عندما يشعر أنهم يشكلون خطراً على الأمن، ووجودهم يُهدد المسلمين. ومن جانب آخر كان يهدم لعض المدن بشكل كامل ليتخلص من الخطر. وتتلخص معاملة مسلمة للحصون والقلاع إما بالإخلاء أو الهدم أو الإسكان والتوطين. وكان لمسلمة عدة خيول عربية يمتطيها ويُحارب فيها، منها؛ فرس سماه مسلمة «الظَّلَّ»، وفرس آخر اسمه «الرَطِل».
وكان مسلمة قائداً تعرضياً ومهاجماً، ولَم يلجأ يوماً إلى الدفاع في أي معركة من معاركه، وكانت كل المعارك التي خاضها تعرضيّة، ما عدا حصار القسطنطينية الذي كان تعرضاً وهجوماً لم يكتب له النجاح، ولَم ينسحب خلال مسيرته الحربية إلا مرتين فقط، وأول انسحاب كان في حصار القسطنطينية، والثاني كان عندما انسحب بجيشه عندما أراد ملك الخزر مهاجمته مفاجأة بجيش كبير فانسحب إلى مكان آمن حتى يحمي جيشه ويُخندق على نفسه والذين معه، ورغم هذا أيضاً يُعتبر الانسحاب تعرض معكوس لأنه لا يتم إلا بتعرض تعبوي محليّ. وكان مسلمة يحشد قواته من الناحيتين المادية والمعنوية في المكان والزمان الجازمين. وكان يحرص غاية الحرص على الاقتصاد بالمجهود، فلم يكن يستخدم غير القوات المناسبة للواجب المناسب، وهذا ينفع مسلمة بعدم تكبد قواته خسائر لا مسوِّغ لها. إضافة لهذا كان يهتم كثيراً لمتطلبات الأمن، فيقوم بتوفير الحماية الكافية لقواته لمواصلتها خوفاً من مباغتة الأعداء، لذلك لم يستطيعوا أعداءه مباغتة قواته أبداً. وكان يخرج المقدمات والمجنبات في مسير الاقتراب، ويؤمِّن ساقة وأواخر جيشه إذا انسحب، ويخصص القطع العسكرية اللازمة لحماية خطوط مواصلاته، وقواعده المتقدمة. وكان التعاون من أهدافه في كل معاركه، فكانت قواته تتعاون فيما بينها، وكانت تتعاون مع القوات الأخرى التي تقاتل في ساحة المعركة لأجل تخفيف الضغط على جيشه، كما كان يتعاون مع الخلفاء تعاوناً وثيقاً لإمداده بالجنود والمعدات.
| سأل هشام بن عبد الملك مسلمة قائلاً: «يا أبا سعيد، هل دخلك ذُعْرٌ قط لحربٍ أو عدو ؟»، فقال مسلمة: «ما سلمتُ في ذلك من ذعر يُنَبِّه عليَّ حيلي، ولم يغشني ذعر قط سلبني رأيي»، فقال هشام:«صدقتَ، هذه والله البسالة». |
| —ابن عبد ربه، كتاب العقد الفريد. |

| ما أخذت أمراً قط بحزمٍ فلمتُ نفسي فيه وإن كانت العاقبة عليّ، ولا أخذت أمراً قطّ وضيّعت الحزم فيه إلا لمتُ نفسي عليه وإن كانت لي العاقبة. |
| —من أقوال مسلمة بن عبد الملك في مكائد الحروب.                                                                                    |

ذكر المؤرخون في صفات مسلمة أنه كان باسلاً، مهيباً مقداماً، بطلاً كراراً، ذو بأس وحزم شديدٌ، وصاحب إرادة قوية، شجاعاً في غير تهور، ومتروياً في غير جبن، غير هياب، وكان يكره التردد، وقد وكان مسلمة حازماً بعيد النظر، يحسب لكل شيءٍ حسابه، ويتخذ لكل أمر عدته، ويتقن المكيدة في الحرب. ويوصف من شجاعته بأنه فحل بني أمية، وفارسهم والي حروبهم، وفتى العرب. وكان يُشبه بخالد بن الوليد كقائد عسكري بسبب كثرة حروبه وانتصاراته ونكايته بالروم، ويلقب بـ «خالد بن الوليد الثاني»، و«خالد زمانه»، وكان أبرز قائد في زمانه بعد قتيبة بن مسلم الباهلي، ومحمد بن القاسم الثقفي فلما توفي الاثنين في عهد الخليفة سليمان أصبح أبرز وأفضل قادة الدولة الإسلامية حتى توفي. يعد مسلمة أوسع قادة بني أمية فتحاً، وأعظم قاداتهم بعد معاوية بن أبي سفيان، وأكثر القادة المسلمين فتحاً في منطقة الأناضول (آسيا الصغرى)، وأعظم من حاصر القسطنطينية من القادة العرب، وقد ساهمت حروبه في تأمين وتطهير الجبهة الشرقية، والجبهة الشمالية، والجبهة الشمالية الشرقية الغربية، من أعداء الدولة سواءٌ خوارج أو خزر أو روم أو أتراك، وأخضع تلك المناطق الشاسعة لسلطة الدولة الأموية، وقد أمضى أربعة أخماس حياته في ميادين الحرب، ولم يترك الحرب إلا مضطراً ومجبراً، وتمكن من فتح مدناً واسعة وبلاداً شاسعة، أصبحوا أهلها مسلمين، ولا يزال أثر اللغة العربية موجوداً فيها حتى اليوم.

## آثاره العمرانية وإصلاحاته الزراعية

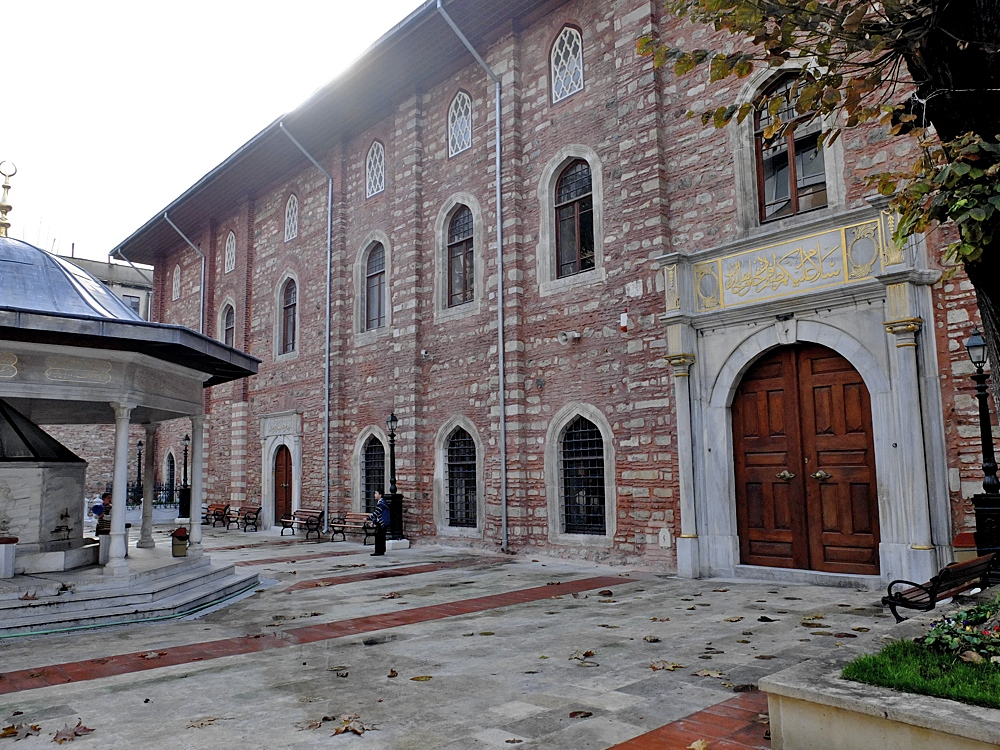
جامع العرب الواقع في إسطنبول (القسطنطينية)، الذي يُنسب بناءه لمسلمة بن عبد الملك.

قام مسلمة بن عبد الملك خلال أطوار حياته المختلفة ببناء الكثير من القصور والمساجد والحصون، في أماكن شتى ومختلفة. منها؛ قصر بناه مسلمة لنفسه في دار الإمارة، في منطقة الناعورة في حلب أثناء ولايته عليها عام 90 هـ-709، ومع مرور الزمن خُرب هذا القصر، وبقي منه برجاً وأثار لعدة أبراج، وكانت أثار القصر هذه لا زالت موجودة حتى القرن السابع الهجري، حيثُ ذكر المؤرخ عز الدين بن شداد الذي عاصر ذلك القرن أنه شاهد أثار القصر بنفسه، ومن حجارة قصر مسلمة هذا بُنِي باب قنسرين المشهور.
ومن القصور التي بناها مسلمة أيضاً، قصر آخر في حلب يُسمى «قصر الناعورة»، وهذا القصر هو الذي كان مسلمة يقيم فيه أغلب وقته عندما كان بتوقف عن الغزو وأمضى أواخر حياته بهذا القصر في حلب، ويقع في نقرة بني أسد بالناعورة في حلب، وقد بناه مسلمة بالحجر الصلد الأسود الكبير المنحوت، وقد اجرى مسلمة ماء العيون في قنوات خاصة إلى قصره، وذلك من العيون القريبة منه، وقد ذكر المؤرخ ابن العديم - المتوفى عام 660 هـ - إن القصر لا زال موجوداً حتى زمانه، وأن برجاً منه انهدم فأخذ الناس حجارته واستخدموها لبناء مباني أُخرى، وذكر أيضاً أن ذرية مسلمة ظلوا يعيشون في هذا القصر حتى عهد الخليفة العباسي هارون الرشيد، وأن هارون زار القصر مرة فأكرم ذرية مسلمة وأعطاهم كثيراً من الأموال، لأجل مجازاة وإكرام مسلمة ورد الجميل له بسبب أنه كان يُحسن لبني هاشم كثيراً ويكرمهم.

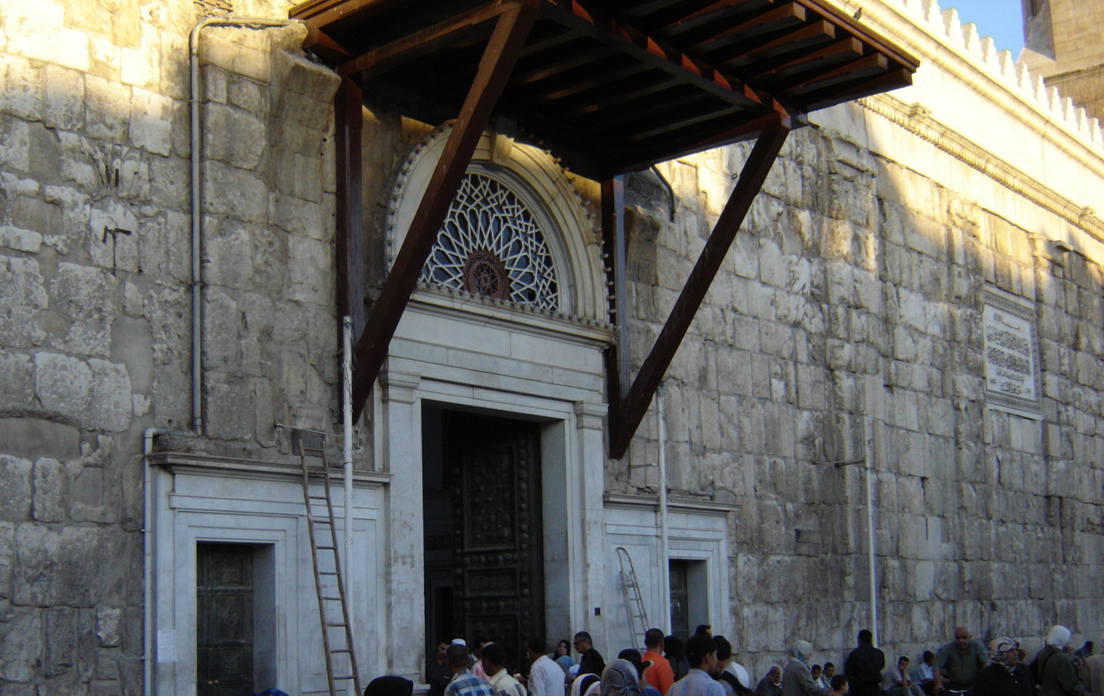
باب الزيادة أو الساعات في المسجد الأموي، كان قصر مسلمة بن عبد الملك يقع بجانبه.

ولمسلمة أيضاً قصراً بناه في دمشق كان يعيش فيه عندما يأتي لدمشق، وذكر ابن عساكر أنه في محلة القباب أمام باب الجامع الأموي الدمشقي، ووصف المورخ النعيمي - المتوفى عام 927 هـ - موقع دار مسلمة بدقة أكبر، إذ قال أنها تقع شرقي مدرسة الجهادية جوار قاسارية القواسين، بظهر سوق السلاح وكان به الباب، أمام باب الزيادة - أحد أبواب الجامع الأموي الدمشقي -، وذكر أنّه تمَّ بناء مدرسة اسمها «الأمينية» مكانه. وأيضاً بنى مسلمة إيوان لنفسه يستخدمه للضيافة، ويستقبل به وفود الناس، وأصبح الإيوان فيما بعد لهارون الرشيد، وكان هارون يُفاخر الناس إذا استضافهم فيه لأنه إيوان مسلمة. ومن المساجد التي بناها مسلمة بن عبد الملك مسجده المشهور في القسطنطينية أثناء حصارها، الذي بعد أن فُتِحت القسطنطينية حدد العثمانيون موقعه وقالوا أن مسجده هو جامع العرب. وأيضاً من المساجد التي بناها مسلمة مسجداً بناه في مدينة أَنْدُسُ أثناء أحد غزواته للروم، وأندس مدينة رومية تقع غرب خليج القسطنطينية، وبينها وبين القسطنطينية ميل واحد فقط.
ولعل أشهر ما بناه مسلمة بعد جامع العرب، هو الحصن الذي عُرِف بـ «حصن مسلمة»، بناه مسلمة في الجزيرة الفراتية بديار مضر في موضع بين رأس عين والرقة، بينه وبين نهر البليخ مسافة ميل ونصف فقط، وبينه وبين مدينة حران مسافة تسعة فراسخ، وقد أصلحه مسلمة، وبنى فيه مصنع لشرب الماء طوله 200 ذراع، وعرضه أيضاً 200 ذراع، وعمقه يقدر بنحو 20 ذراعاً، ومعقود بالحجارة، والماء يجري في المصنع من نهر البليخ في نهر مفرد، في كل سنة يجري الماء مرة واحدة حتى يمتلئ المصنع، ويكفي بهذه المرة سكان الحصن بقية العام، ويسقي هذا النهر المُفرد بساتين حصن مسلمة وفوهته من البليخ على خمسة أميال. وفي عام 1986 بدأت بعثة ألمانية-سورية في التنقيب بالحصن واستكشافه، وفي العصر الحديث يُطلق عليه مدينة الفار إضافة إلى - حصن مسلمة -، واستكشافات البعثة تمت على مدى عشرات السنين بسبب الانقطاع لفترة طويلة، وكشفت مشابه تماماً لمدينة الرصافة، وأنه يقع على الضفة اليسرى لنهر البليخ بالقرب من الرقة على بعد 70 كم شمالاً، وتقدر مساحة هذا الحصن بحوالي 96 هكتاراً، ويبلغ طول الحصن من الشمال إلى الجنوب حوالي 1400 م، ومن الشرق إلى الغرب بحدود 900 م ويخترقه نهر يطلق عليه نهر «سلوك»، تسيل فيه المياه في السنوات الماطرة ويجف في فصل الصيف، ولكون هذا الحصن يقع بالقرب من مجرى نهر البليخ من جهة الشمال الشرقي، فقد عمل مسلمة في فترة بناء هذا الحصن وتوليه مهمة الدفاع عن الأراضي العربية في فترة التحرير العربي، على شق قناة من نهر البليخ لإرواء الأراضي الزراعية المحيطة بالحصن. وكانت مهمة التي بنى بسببها مسلمة هذا الحصن هي الدفاع عن حدود أراضي الخلافة الأموية، وبالوقت نفسه كان يشكل قاعدة عسكرية متقدمة عند خط الثغور والحدود، ومنطلق لكل الغزوات التي كانت تشنها الدولة الأموية ضد معاقل الروم في عقر ديارهم. واكتُشف بالحصن عشرات البيوت والقصور و12 برجاً ومسجداً، وأيضاً اكتشفت خزانات وأحواض تجميع المياه، وقنوات صغيرة تحيط بالأبنية الأصلية في التجمع البنائي الشمالي، وأيضاً اكتشف عشرات اللقى والأثار والأواني والعملات والحُلي وغيره، وكانت هناك أهمية تجارية بالغةً للحصن إذ أنه مسيطراً على الطرق القديمة الواصلة والقادمة من وإلى الرقة، والرها، والجزيرة السورية، حتى أرمينيا، وأذربيجان، وتكاد تتوسط الطرق بين الرافقة وحرَّان. بعد وفاة مسلمة ورثت ذريته منه الحصن فبقوا يعيشون فيه عدة قرون وسنين طويلة، وفي فترة غير معلومة من العصر العباسي خُرِب الحصن ودُمِر لحدٍ كبير، ولا يُعرف بقية تاريخه.
لقد كان مسلمة أيضاً محباً للزراعة ويُشجع عليها - وهي تمثل ركن الاقتصاد الأساسي للدولة وبُني عليها نظام الخراج في الإسلام -، وكان مخططاً ومنتجاً ومشجعاً على الإنتاج، وكان له باعٌ طويل في مجال الزراعة والاستثمار فيه، ومن حيثُ الأراضي الفلاحية والزراعية فقد كان مسلمة غنياً بسبب حروبه الكثيرة فتمكن من شراء الكثير من الأراضي الزراعية، ومن ضمنها الكثير من القرى والمزارع في حلب اشتراها أثناء إقامته فيها، ومن ضمن هذه الأراضي منطقة الحانوت التي توفي فيها. وأيضاً كان يملك عدة أراضي فلاحية وزراعية في مناطق أخرى، مثل؛ قرية باجدا الواقعة في الجزيرة الفراتية بين رأس عين والرقة بجانب حصنه الذي كان يعيش به أحياناً، وهذه القرية أقطعها مسلمة لصديقه أسيد السلمي فبناها ورممها، وأقام عليها سوراً. وأغلبية أراضي مسلمة وقراه الفلاحية تقع بين منطقة الناعورة، ومنطقة بالس - الاسم القديم لبلدة مسكنة، وفي الناعورة كان لمسلمة الكثير من الأراضي الفلاحية، خصوصاً في دير إسحاق، وقد اختلف مسلمة مع سكان دير إسحاق حول ملكية الأراضي فرفعوا قضيتهم لعمر بن عبد العزيز أثناء خلافته فحكم لصالح مسلمة وأعطاه الناعورة. وأيضاً يملك في أنطاكية؛ أراضي عين السلور، وبغراس، والإسكندرونة، وبحيرة عين السلور، وهذه المناطق في أنطاكية تصدق بهن مسلمة وأوقفهن جميعهن في سبيل البر، وفي العهد العباسي قام الخليفة المهدي بإعطائها لمولاه رجاء. وكان له مزارع خاصة أقام فيها القنوات تُسمى المصانع، وكان مسلمة شديد الاهتمام بالناحية الزراعية، ويُقدم أموالاً كثيرة من أجل إصلاح أراضي زراعية يستفيد منها الناس، وكانت له همة عالية في استصلاح الأراضي لجعلها صالحة للزراعة. وفي عهد أخيه الوليد انبثقت بثوق نهر الفرات، فأرسل الحجاج بن يوسف الثقفي للوليد يخبره أن قد قدر من المال الكافي لإصلاح النهر وسد بثوقه ما يقدر بـ 3 آلاف ألف درهم، فاستكثر أن يدفعها الوليد من بيت المال بسبب قيمة المبلغ العالية، فقال مسلمة للوليد: «أنا أنفق عليها على أن تقطعني الأرضين المنخفضة التي يبقى فيها الماء، بعد انفاق ثلاثة آلاف ألف درهم يتولى إنفاقها ثقتك ونصيحك الحجاج»، فقبل الوليد وأصلح مسلمة البثوق من ماله الخاص، فأعطاه الوليد تلك الأراضي التي أرادها، وكانت مجرد مستنقعات في سواد الكوفة على نهر الفرات الأوسط، فقام مسلمة بحفر اليابس في هذه المستنقعات، وأنشأ المزارع، وعمر تلك الأراضي، وأسكنها بالناس في ضياع وقرى كثيرة، فحصلت له أرضون من طساسيج متصلة فخفر السيبين وتألف الاكره والمزارعين، وعمر تلك الأرضين، وألجأ الناس إليها ضياعًا كثيرة للتعزز به، وكان أولئك الناس يعتاشون من هذه المزارع وهي مصدر رزقهم حتى أتى العباسيون ونهبوا أموال بني أمية، فانتزعوا هذه الأراضي من أولئك الناس وأخرجوهم، وأعطوها للأمير العباسي دواد بن علي بن عبد الله - عم الخلفاء العباسيون -. وفي أحد المرات ذهب مسلمة يريد غزو الروم من ناحية الثغور الجزرية، فعسكر ببالس أو مسكنة، فأتاه أهلها وأهل بوبلس وقاصرين وعابدين وصفين وأهل الحد الأعلى، فطلبوا منه أن يحفر لهم نهراً من الفرات يسقي أراضيهم من ماله الخاص مقابل أن يجعلوا له الثلُث من غلاتهم بعد عشر السلطان الذي كان يأخذه، فوافق وحفر لهم النهر المعروف بـ «نهر مسلمة» ووفوا له بالشرط، وقام مسلمة أيضاً آنذاك بترميم سور المدينة وأحكمه، فصارت بالس وقراها ملكاً لمسلمة وورثها أولاده وذريته بعده، فلما أتت الدولة العباسية نهبوا أموال بني أمية، وأخذوها لأنفسهم فأخذ بالس الأمير العباسي سليمان بن علي بن عبد الله - عم الخلفاء العباسيون -، وكان من عادة مسلمة خلال سيره للحروب أن يشق قنوات المياه في طريقه، ويوزع الأراضي على الناس، ويوفر لهم فرص العمل، وبقيت هذه الأراضي لهم يعملون على فلاحتها ويترزقون منها حتى جاء العباسيون فانتزعوها منهم، وأخذوها لهم وأعطوها لأقاربهم ومواليهم.

## شخصيته وإرثه

### روايته للحديث وفقهه
لقد قابل مسلمة بن عبد الملك بعض الصحابة، وروى الحديث النبوي ورويَّ عنه، ويُعتبر من الطبقة الرابعة من التابعيون الشاميون، وقد روى له البخاري حديثين في كتابه التاريخ الكبير، وروى له المحدث أبو داود حديثاً في سنن أبي داود، وقد وثقه ابن حبان، ونقل ابن حجر العسقلاني عن أبو سليمان الخطابي أن مسلمة رتبته في رواية الحديث «صدوق». وفي موضع آخر ذكر ابن حجر العسقلاني أن مسلمة مقبول الحديث، وأنه من الطبقة السادسة للتابعين، وفي موضع غيره ذكر أنه ثقة، ويصح أن يُأخذ عنه الحديث وتُنقل منه الرواية.
وقد روى مسلمة عن ابن عمه عمر بن عبد العزيز، وروى عنه أبو واقد صالح بن محمد بن قُدامة الليثي المدني، وعبد الملك بن أبي عثمان، وعبيد الله بن قزعة الجرشي، وعُيينة بن أبي عمران - والد سفيان بن عيينة -، ومعاوية بن حديج الجعفي، ويحيى بن يحيى الغساني، ومعاوية بن صالح، والحكم بن عمر الرعيني الحمصي.
وفيما يتعلق بالفقه، فقد كان مسلمة يحب الفقهاء، ويصحبهم معه في سيره للغزو، وكان من هؤلاء؛ منهم سالم بن عبد الله بن عمر بن الخطاب الذي كان يعد المفتي الخاص بمسلمة بن عبد الملك في حروبه، وقد اجتهد مسلمة بنفسه في بعض المسائل الفقهية، حيث قام بتطبيق حد على سارق لم يُعهد تطبيقه مسبقاً، ففي إحدى المرات التي تولى فيها مسلمة موسم الحج، احضر الناس سارقاً سرق قبلاً وعوقب ولكنه عاد وسرق مرة أخرى، فأمر مسلمة بإخراجه من الحرم المكي وإعدامه، فسأل الناس من الفقهاء؛ سالم، والقاسم وعبيد الله أبناء عبد الله بن عمر بن الخطاب عن صحة حُكُم وعقاب مسلمة للسارق، فقالوا: «أصابَ السُّنة»، وإقرار العلماء الثلاثة بصحة الحكم لمسلمة في هذه المسألة، يدل على أن مسلمة له نصيب من هذا العلم، يؤهله للفتوى وتطبيق الأحكام الشرعية. ومن آراؤه الفقهية أيضاً تحريم الغناء والموسيقى، وكان كثيراً ما ينصح إخوته من الخلفاء وغيرهم عن حرمة سماع الغناء فاستمعوا له خصيصاً سليمان بن عبد الملك الذي منع الغناء في كل دور الخلافة وقصوره، وعاقب المغنون والمغنيات بسببه. ولمسلمة آراء واجتهادات فقهية كثيرة أيضاً ذُكِرت في كتب الفقه والحديث.

### شعره
كان مسلمة بن عبد الملك شاعراً جزيلاً، ويحب الشعر كثيراً ويحفظه، وغالباً ما يُلقى في مجالسه ويتغنى به ويردده، إلا أن شعر مسلمة نفسه كان قليلاً بسبب انشغاله الدائم بالغزو والفتوح الذي انشغل بهما أغلبية حياته، ومن شعره الذي وصل إلينا، قصيدة صغيرة قالها عندما توفي والده عبد الملك:
ومن شعره أيضاً:
وقوله أيضاً:
وحصل بين مسلمة وابن أخيه العباس بن الوليد بن عبد الملك مشاجرة خلال محاربة يزيد بن المهلب، فكان العباس يستنقص من مسلمة خلال الحرب، فوصل كلامه لمسلمة، فأرسل له قصيدة يعاتبه فيها على شتمه له رغم القرابة والصداقة الشديدة بينهما، يقول فيها:
وقال أيضاً عندما توفي صديقه شراحيل:
وقال أيضاً أثناء حصاره لطوانة:
ومن شعره أيضاً:
ومن شعره أيضاً:
وفي إحدى المرات غضب عبد الملك بن مروان على مسلمة لأنه تأخر في الذهاب لمحاربة الروم، فأرسل لمسلمة:
فأرسل إليه مسلمة رداً على رسالته:
وزعم الثائر أبو ركوة الوليد بن هشام الأموي - الذي كان من نسل عبد الرحمن الداخل وثار ضد الدولة العبيدية في عهد الحاكم بأمر الله -، أن مسلمة تنبأ أنه سيصبح خليفة، وأنه قال فيه شعراً، وهذا الشعر الذي زعمه الوليد هو:

### فصاحته واهتمامه بالشعر والأدب واللغة العربية
لم يكن مسلمة قائداً عسكرياً فذاً فحسب، إنما كان أيضاً واسع الثقافة، ضليع المعرفة، ملماً بعلوم ومعارف شتى، وكان ضليعاً في اللغة العربية، ملماً بغريب مفراداتها. وقد مُيز مسلمة بين إخوته بفصاحته وبراعته اللغوية، وكان فصيحاً، بليغاً، خطيباً، بارع اللسان. كما كان مُعظماً للغة العربية وآدابها، شديد الفصاحة، ويكره اللحن - واللحن هو الخطأ في الإعراب والنحو، سواءٌ خطأ بالكتابة أو النطق -. وكان يقول عن اللحن والأخطاء اللغوية: «إن الرجل ليُكَلِّمُنِي في الحاجة يَسْتَوْجِبُها، فيَلْحَن، فكأنه يُقْضِمُنِي حَبَّ الرُّمَّان الحامِض حتى يَسْكُت، فأَرُدُّه عنها، ويُكَلِّمُني الرجل في الحاجة ما يَسْتَوْجِبُها، فيُعْرِب، فأُجِيْبُه إليها». ومن أقواله في اللحن: «اللحنُ في الكلام أقبحُ من الجُدَري في الوَجْه». وقال أيضاً: «اللحن في الكلام أقبح من التفتيق في الثوب النفيس». ومن أقواله أيضاً: «لئن يلقمني رجل بحجرٍ أحبُّ عليَّ من أن يُسمعني رجل لحناً»، وكان الناس يحذر بعضهم بعضاً من أن يلحنوا أمام مسلمة، ويتحفظون منه. حتى عندما كان شاباً صغيراً أثناء حياة والده، حذر الناس العريان بن الهيثم عندما أراد أن يزور عبد الملك بن مروان من أن يُلحن أمام مسلمة. وكان يمتنع عن سؤال العلماء والشيوخ الذين يُلحنون بكلامهم، وقال عن الفقيه عمرو بن مسلم: «إني لأُحِبُّ أن أسأل هذا الشيخ، فما يمنعني منه إلا لَحْنُه».
| كان مسلمة أَحَدَّ من أجاب شعراً، بكلامٍ منثور فغلبه. |
| —الأديب أبو الفرج الأصفهاني مادحاً فصاحة مسلمة. |

لقد كان الناس يقولون في زمانه أنّ الخليفة الوليد ومحمد أبناء عبد الملك لحانين، ولم يكن في بني أمية وأولاد عبد الملك أفصح من مسلمة وهشام. وقد كان شديد الشغف بالفصاحة والبلاغة، ويطيب له الكلام الفصيح، ويحب سماعه، إذ سمع يوماً رجلاً فصيحاً يتكلم فافتتن ببلاغته، فقال له: «هذا والله السحر الحلال». وأتى يوماً جماعة ليشكون أمراً للوليد وعنده مسلمة، فأخطئوا ولحنوا، ثم تكلم رجل فصيحٌ منهم، فقال مسلمة منذهلاً بفصاحته: «ما شبهتُ كلام هذا الرجل في إثر كلام القوم، إلا بسحابة لبدت عجاجًا»، وهذه الرواية تُبيِّن حاسة النقد الأدبية عند مسلمة. وقد أُعجِب كثيراً من فصاحة الخطيب والأديب خالد بن صفوان التميمي، عندما وصف خالد الشعراء؛ جرير والفرزدق والأخطل بكلام حسن بليغ، فقال مسلمة يمدحه: «ما سمعنا بمثلك يا خالد في الأولين، ولا رأينا في الآخرين، وأشهد أنك أحسنهم وصفًا، وألينهم عطفًا، وأعفهم مقالاً، وأكرمهم فِعالاً». وعاصر مسلمة العالم عبد الأعلى بن عبد الله بن عامر بن كريز - الذي كان من أبين وأفصح الناس -، وكان يحب الاستماع لخطبه وكلامه بسبب بلاغته، وقال عنه تعبيراً عن حبه لفصاحته: «إني لأنحي كور العمامة عن أذني لأسمع كلام عبد الأعلى بن عبد الله». إضافة لهذا كان مسلمة نفسه من البلغاء الفصحاء، وكان يعرف غريب الألفاظ، وكان يُرجع إليه في بعض الأحيان لتبيان معنى، أو كلمة من غريب اللغة، وفي إحدى المرات استعان به أحد القضاة لكي يُبيِّن له معاني كلام أعرابي فصيح شتم رجلاً، حيثُ كان القاضي وكل الموجودين لا يفهمون كلام الأعرابي بسبب بلاغته وفصاحته، حتى بين لهم مسلمة المعاني، وأُعجب مسلمة بالأعرابي لفصاحته وكلامه فأكرمه بمال جزيل. وكان لا يُلحن أبداً سواءٌ في كتاباته أو شعره أو خُطَبه،
| رَوِّ بَنِيَّ الشِّعْرَ، فَإِنَّهُ صِلَةٌ فِي عُقُولِهِمْ، وَطُولٌ فِي أَلْسِنَتِهِمْ، وَهُوَ أَجْوَدُ لَهُمْ. |
| —إحدى وصايا مسلمة بن عبد الملك لحاضن ومُؤدِّب ومعلم أبناءه.         |

لقد تميز مسلمة بحبه الشديد للأدب، وكان يرعى الأدب، وينفق على طلابه. ومن حب مسلمة للأدب كان يعقد له مجالس خاصة، ويسأل فيها جلساءه عن أفضل ما قالته العرب شعراً ونثراً، ويستمع إلى ما قيل في ذلك. وقد كان مسلمة يُقسم كل أملاكه على ثلاث أثلاث، ثلثاً لنفقته الخاصة وله ولأسرته، وثلثاً للنوائب والحقوق، وثلثاً يتبرع به إلى الأدباء وطلاب الأدب. وقد عاتبه أحد عبيده يوماً بسبب هذا، فقال له: «إذا وَرَد مالُك، صَرَفْتَه في ثلاث: فأمَّا النَّفَقة، فلا بُدَّ منها، وأمَّا النَّائب والحُقوق فحَزْمٌ وقُوَّة، ولا أعرف الوَجْه فيما تَصْرِفُه إلى هؤلاء القوم»، فقال له مسلمة: «إنهم تَرَكوا التَّعَيُّش، والطَّلَب، فاشْتَغَلُوا عن المَكاسِب بطَلَب العِلْم، فواجِبٌ على كلِّ ذِي مُروءة أن يُعِيْنَهم». وعند موته أوصى بثلث ثروته لطلاب الأدب، كان يقول عن الأدب والأدباء: «إنها صِناعة مَجْفُوٌ أَهْلُها». وكان صاحب ذوق رفيع يحب الشعر والنثر، يتابع كل جديد، شعراً أو نثراً، فكانت ثقافته الأدبية دائمة التجديد والاستمرار، رغم أنه دائم الانشغال بالحرب، وعلاوة على ثقافة مسلمة الواسعة في الأدب، كان له آيضاً حظٌ وافرٌ في الشعر، والشعر هو الجانب الأهم من جوانب الأدب التي أولاها مسلمة اهتماماً خاصاً حيث كان يحب سماعه، ويتقصى قديمه، ويتابع جديده، وكان يتغنى بالشعر، وكان مرجعاً فيه، فكان يُرجع إليه في خلاف حول بيت من القصيد أو أمر من أمور الشعر المختلفة ليفصل فيه أو يبدي رأيه، فكان يحب الشعر، ويقدر الشعراء، ويهتم بهم ويقابلهم، ويعرف قابلياتهم الشعرية، ويُثمن إنتاجهم الشعري، ويلتقي وفودهم ويكرمهم، ويثيبهم على شعرهم، ويحميهم من السلطان، ومن جانب آخر كان مسلمة ملماً بالشعر، يعرف صنوفه وألوانه، وركيكه وجزله. وكان يحرص على استقبال الشعراء ومجالستهم، ومن ضمن أولئك الفرزدق، وكثير عزة. وقد أشار على أخيه يزيد بمجالسة الأدباء والشعراء ليستأنس بهم، ويتسلى بأحاديثهم وأشعارهم. وكثيراً ما كان يستخدم الشعر كشواهد، يتحدث به في مواطن ومواقف مختلفة، وكان يختلف أحياناً مع بعض الخلفاء حول بعض المسائل الشعرية، وكثيراً ما تذكر كتب التاريخ نقاشات أدبية وشعرية لمسلمة مع أشخاص مختلفين. ومن أقواله في تقويم الشعراء: «ثلاثة لا أُسألُ عنهم، أنا أعلم العرب بهم، الأخطل والفرزدق وجرير، فأما الأخطل فيجيء سابقاً أبداً، وأما الفرزدق فيجيء مرة سابقاً ومرة ثانياً، وأما جرير فيجيء سابقاً مرة، وثانياً مرة، وسُكيتاً مرة».
وقد كان يكرمهم كثيراً، ويغدق عليهم بالأموال، ومن أمثلة كرمه؛ أنه قال للشاعر نصيب بن رباح أن يطلب منه ما يشاء من المال، فقال نُصيب: «كفك بالعطية أجود من لساني بالمسألة»، فأعطاه من ماله 10 آلاف دينار. وقرب مسلمة منه الشاعر أبو نخيلة الراجز، وأوصله للخلفاء، وأغدق عليه بالأموال، وشفع له عند الحكام، حتى أصبح أبو نخيلة غنياً. وفي عهد عمر بن عبد العزيز، أتى الشعراء كثير عزة، والأحوص، ونصيب بن رباح، يريدون أن يقابلوا عمر بن عبد العزيز، فاستقبلهم مسلمة وأخبرهم أن عمر يرفض مقابلة الشعراء لأنه ليس لديه أموالٌ يكرمهم بها، فحزنوا فقال لهم مسلمة: «إن يك ذو دين بني مروان ولي وخشيتم حرمانه، فإن ذا دنياها قد بقي، ولكم عندي ما تحبون، وما ألبثُ حتى أرجع إليكم فأمنحكم ما أنتم أهله»، فاستضافهم في بيته وأكرمهم، لمدة أربع شهور، فكان يذهب كل يوم لعمر ليأخذ لهم إذناً لمقابلته ويرفض، حتى وافق رضوخاً لمسلمة، فدخلوا عليه وعاتبه كثير على عدم استقبالهم، فأخبره عمر أنهم ليسوا من المساكين أو المحتاجين حتى يعطيهم مالاً ويقابلهم، فقال كثير أنه يعتبر مسكيناً وابن سبيل منقطع به، فقال عمر له مادحاً كرم مسلمة: «أولستَ ضيف أبي سعيد ؟...ما أرى مَن كان ضيف أبي سعيد ابن سبيل ومنقطعاً به!».
ومن قصصه المشهورة مع الشعراء هي قصته مع الشاعر الشيعي الكميت بن زيد، إذ كان الكميت ضد الدولة الأموية، ويسب بني أمية في شعره ويحرض عليهم، ومتعصباً لبني هاشم ويتشيع لهم، وبسبب تحريضه على الدولة وتمرده عليها بحث عنه هشام بن عبد الملك عشرين سنة ليسجنه، ولكنه ظل هارباً مختبئاً وخائفاً، وكان مسلمة بن عبد الملك له على هشام حاجة في كلّ يوم يقضيها له ولا يردّه فيها، خرج مسلمة يوماً إلى الصيد فلما رآه الناس أتوا يسلمون عليه، وأتى له الكميت معهم، فسلم على مسلمة، ثم قال:
فقال مسلمة: «سبحان الله! من هذا الهندكيّ الجلحاب، الذي أقبل من أُخريات الناس فبدأ بالسلام، ثم أما بعد، ثم الشعر ؟»، فقيل له إنه الكميت، فأعجب به بسبب فصاحته وبلاغته، وسأله عن قصته وسبب اختفاءه فأخبره بالسبب، فأعطاه مسلمة الأمان على حياته، وأخذه لهشام وتوسط بينهما حتى عفا عنه هشام لأجل مسلمة. وفي رواية أخرى أن خالد بن عبد الله القسري والي العراق وجد الكميت وألقى القبض عليه، وكان سيقتله ولكن هرب من السجن، وتوجه للشام يريد مسلمة فوصل له ليلاً وأنشده ذات الشعر، فقال له مسلمة: «ويحك يا كميت! قد والله رأيت أمير المؤمنين حنقًا عليك شديدًا، وما أثق بنفسي لك منه، ولكني أشير عليك بواحدة، إنه قد مات له ابن يقال له معاوية، وهو غداً صائر إلى القبر، فكن أنت هنالك قبل مجيئه فاستجر به وأنا أعينك على ذلك»، وفي اليوم التالي ذهب الكميت لقبر معاوية بن هشام - والد عبد الرحمن الداخل -، وذهب هشام للقبر ومعه مسلمة وأبناء عمامه، فلما وصلوا رأى هشام الكميت ولم يعرفه، فقال مسلمة: «يا أمير المؤمنين لعله مُستجير قد استجار بالقبر!»، فقال هشام: «قد أجرنا كل من قد استجار إلا الكميت»، فقال مسلمة: «يا أمير المؤمنين وما الكميت حتى يستثنى باسمه!»، فقال هشام: «فإنا قد أجرناه وإن كان الكميت»، ولما وصل للقبر عفى عنه هشام، ومدحه بقصائد، وجرت بينه وبين هشام محادثات طويلة استسمح فيها الكميت من هشام، ثم أعطاه هشام 40 ألف درهم، وأعطاه مَسلمة 20 ألف من ماله الخاص.

#### مدح الشعراء لمسلمة بن عبد الملك
لقد نال مسلمة إعجاب الشعراء، فامتدحوه قائداً، ووالياً، وأثنوا عليه في حياته، ورثوه بعد مماته، وذكروا فضله، وأظهروا قدره، ومن هذه الأشعار قصيدة قالها أبو نخيلة الراجز، وهي:
وفي رواية أخرى كان البيت الأول مختلف، وهو:
وقال أيضاً أبو نخيلة:
وقال الكميت بن زيد في مسلمة قصيدة طويلة، وهي:
ومدحه الكميت أيضاً بقصيدة يقول فيها:
وقال الكميت أيضاً بمسلمة:
ومدحه رؤبة بن العجاج بثلاث قصائد طويلة، منها قصيدة تتكون من 241 بيت، قال في بعض أبياتها:
وقال أيضاً في قصيدة أخرى له يبلغ طولها 74 بيت:
ومنها قصيدة تتكون من 196 بيت، يقول في بعض أبياتها:
وقال الفرزدق عندما عُزل مسلمة عن ولاية العراق:
وقال فيه أيضاً الفرزدق بعد حربه مع يزيد بن المهلب:
وقال الشاعر الجويني، (المتوفى: 586 هـ)، في بعض إحدى قصائده:
وقال أعشى تغلب بمدح مسلمة:
وقال شاعر مجهول يمتدح مسلمة:
ومدحه جرير في قصيدة يقول فيها:

### اهتمامه بالعلماء وعلاقته بهم
من الأمور التي أولاها مسلمة اهتماماً خاصاً موضوع العلم، فقد أَجَلَّ العلماء واحترمهم وأحَبَّهم، وقد ارتبط بعلاقات وثيقة بهم، وكان دائماً يسأل عنهم ويتقصى أخبارهم، ويقدم لهم الهدايا ويكرمهم، وكان مسلمة يمتدح العلماء، ويثني عليهم، ويفخر بهم وبمجالستهم، وتوثقت صلة مسلمة بن عبد الملك بالعديد من علماء عصره، وتوطدت علاقته بالكثير من كبار العلماء من شتى أصنافهم؛ فقهاءً، ومحدثين، ومفسرين من طبقة التابعين.
ومن أكثر العلماء الذين أحبهم مسلمة الحسن البصري - سيد التابعين في زمانه -، وكان يسأل عنه، ويتقصى أخباره، ويقول عنه: «كيف يضل قومٌ وفيهم مثل الحسن البصري ؟!»، وقد أهدى مسلمة للحسن هدية من أفخر الملابس في زمانه، وقد قبلها الحسن منه رغم أنّ الحسن وأمثاله من العلماء يكرهون هدايا الأمراء والسلاطين، ويرفضونها عادةً، وكان الحسن أحياناً يذهب إلى المسجد ويصلي وهو يلبس هدية مسلمة. وقابل يوماً العالمان؛ سلمة بن كهيل، وزبيد اليامي فأعطى كل واحد منهما 500 دينار. ومن بين العلماء الذين أحبهم مسلمة العالم رجاء بن حيوة، فكان دائماً ما يمدحه، ويفخر به وبمجالسته، وقد قال عنه وعن العالمان عبادة بن نسي الكندي، وعدي بن عدي بن عميرة الكندي: «إن في كندة لثلاثة، إن الله تبارك وتعالى ليُنزِّل بهم الغيث، ويَنصُر بهم على الأعداء؛ رجاء بن حيوة، وعبادة بن نسي، وعدي بن عدي».
وعلى رأس العلماء الذين ارتبط بهم اسم مسلمة هو الخليفة عمر بن عبد العزيز - ابن عمه وزوج أخته فاطمة -، الذي جمعته مواقف مشهودة مع مسلمة، وكان مسلمة يعتبر عمر بن عبد العزيز المثل الأعلى له في الورع، ويحاول أن يتعلم منه ويقتدي به، وكان يحب الاستماع لمواعظ عمر بن عبد العزيز التي كانت تأخذ في نفسه كل مأخذ. وكان لمسلمة مكانة خاصة عند عمر بن عبد العزيز، حيث كان يدخله لغرفته الخاصة بالصلاة والتعبد، التي كان يختلي فيها عمر وحده، ولا يكتم عنه سراً من أسراره، ويعد مسلمة من أقرب المقربين لعمر وأحبهم له، وكان أقرب لمسلمة من بقية أبناء عبد الملك بن مروان، ولا ترجع العلاقة الشديدة بين الاثنان إلى قرابة الدم أو المصاهرة فحسب، بل جمعتهم صداقة وإخوة عميقة، وكان عمر دائم النصح والإرشاد لمسلمة، يذكره بالآخرة، فتعلق به مسلمة، وكان يوجهه كلما لاحظ منه خطأ. ومنذ أن عاد مسلمة من حصار القسطنطينية كان هو وعمر لا يفترقان أبداً، وقويت العلاقة حتى أصبح مسلمة أقرب الناس لعمر، وعندما مرض عمر مرضه الذي توفي فيه لازمه مسلمة بصورة شبه دائمة حتى مات، وقد حفظت كتب التاريخ والأدب والحديث عشرات الأحاديث والروايات التي تحث على الزهد والصلاح والتدين والأخلاق، وتروي المواقف بين عمر ومسلمة، وتُبيِّن مدى قرابتهم، وخصوصاً في فترة وفاتهم إذ لم يتركه مسلمة منذ أن مرض ولا ليوم واحدٌ، ومسلمة نفسه هو الذي نقل وروى أحاديث احتضار عمر، ووصاياه الأخيرة، وما فعله في أواخر أيامه، وكان هو وأخته فاطمة بجانبه في اللحظة التي توفي فيها. وعند احتضاره طلب عمر من مسلمة أن يحضر موته، وأن يقوم هو بغسله وتكفينه، وأن يمشي به إلى قبره ويتولى بنفسه إدخاله إلى القبر، وأن يُصلي عليه، وفعلاً ترأس مسلمة جنازة عمر وصلَّى عليه. ومن أقاويل مسلمة في عمر عندما كفنه: «رحمك الله يا أمير المؤمنين فقد أورثت صالحينا بك اقتداءً وهدى، وملأت قلوبنا بمواعظك وذكرك خشية وتقى، وأثلت لنا بفضلك شرفاً وفخراً، وأبقيت لنا في الصالحين بعدك ذكراً».
وكان مسلمة معتاداً أن يكون كثير من جنود جيشه، علماءً وفقهاءً، ومحدثين، ومفسرون، غزوا وحاربوا معه في أكثرية غزواته، ومنهم؛ أبو الأبيض العنسي الشامي، ورجاء بن حيوة، وعمرو بن ميمون بن مهران، وعبد الله بن محيريز الجمحي، والهيثم بن الأسود النخعي، وإبراهيم بن نشيط الوعلاني، والمغيرة بن عبد الرحمن بن الحارث المخزومي، ويحيى بن أبي عمرو الشيباني، وعبد الله بن فيروز الديلمي، وهانئ بن كلثوم، وأبو مخرمة السعدي.

### فراستهوكرمه
كان مسلمة شديد الفراسة، ومُتقناً لعلم الحدثان، وقد تعلم علم الحدثان من خالد بن يزيد بن معاوية بن أبي سفيان الأموي، ومن الأمور التي تفرس بها، أن عبد الله بن علي العباسي - أحد أعمدة التأسيس في الدولة العباسية وعم الخليفتين أبو العباس السفاح وأبو جعفر المنصور -، أتى إلى الخليفة هشام بن عبد الملك لغرض يريده، فقربه هشام منه وأكرمه وأعطاه ما أراد، وخلال وجوده في دار هشام دخل عليهم طفل من أبناء هشام، وكان مسلمة بن عبد الملك موجوداً، وكان مع الصبي لعبة يلعب بها فتشاقى الصبي وأخذ يلعب مع عبد الله ويرمي عليه لعبته، ففعلها عدة مرات دون أن يتكلم عبد الله بشيء واكتفى بالنظر إليه حتى أعطاه هشام ما يريد وخرج، فقال مسلمة لهشام: «يا أمير المؤمنين، أما رأيت ما صَنَع الصَّبِي؟ والله، لا يكون قَتْلُه، وقَتْلُ رجال أهل بيته إلا على يديه»، فقال هشام: «لا تَقُل هذا، فإنك لا تزال تأتينا بشيء لا نَعْرِفُه»، فقال مسلمة: «هو والله ذاك، وما أقول لك»، فلَم يمضي الكثير حتى تأسست الدولة العباسية، وقام عبد الله بن علي بمجزرة كبيرة قتل فيها المئات من ذرية مروان بن الحكم رجالاً وأطفالاً، فأتى لذلك الصبي وهو أسير وقال له: «أنت صاحب القوس!»، ثم قطع عنقه.
وقد تفرس مسلمة أيضاً بعبد الرحمن الداخل - حفيد أخيه هشام بن عبد الملك ومؤسس الدولة الأموية في الأندلس -، وتوقع أنّ يكون له شأن عظيم في المستقبل رغم أنه كان آنذاك مجرد طفل، ويُذكر أنه عندما توفي معاوية بن هشام نُقل أولاده ومعهم عبد الرحمن إلى مدينة الرصافة فاستقبلهم مسلمة فلما رآهم اغرورقت عيناه بالدمع، ودعاهم واحداً تلو الآخر فحضنهم حتى أتاه عبد الرحمن وهو طفل، فأخذ يقبله ويبكي بكاءً شديداً، وانشغل به تاركاً بقية إخوته، ثم أتى هشام وتوقع مسلمة لعبد الرحمن أمراً عظيماً، وسمعه عبد الرحمن ولَم ينسى ما قاله مسلمة، وفي إحدى الروايات المنسوبة لعبد الرحمن أنه قال: «دخلت الأندلس، وأنا أضبط جلية مسلمة بن عبد الملك؛ فإنه أتى جدي هشاماً يوماً؛ فوجدني عنده صبياً؛ فأمر جدي بتنحيتي عنه؛ فقال له مسلمة: "دعه يا أمير المؤمنين! فإنه صاحب بني أمية ومحيي دولتهم بعد زوالها!"، فلم أزل أعرف لي مزية من جدي بعد»، وقد أصبح هشام يهتم بعبد الرحمن أكثر من إخوته بسبب توقعات مسلمة بأنه سيكون ملكاً عظيماً حتى أصبح يخصص له مالاً شهرياً خصيصاً له وحده دون إخوانه، وكان بني أمية ينتظرون بأن تقوم دولة لعبد الرحمن بالغرب، ويرون علامات بعبد الرحمن تدل على هذا أخذوها من مسلمة، وسمع عبد الرحمن بنفسه مسلمة وهو يقول هذا، فكان يتذكرها دائماً، وحرضته على طلب الملك في الأندلس، وكان مسلمة يراه أهلاً للولاية والحكم، وموضعًا للنجابة والذكاء، وسمع عبد الرحمن ذلك منه مباشرة، فترك ذلك في نفسه أثرًا إيجابيًّا، ظهرت ثماره فيما بعد عندما أسس الدولة، وكان يتحدث بما توقع له مسلمة من المُلك العظيم.
ومن ناحية الكرم فقد كان مسلمة جواداً، كريماً غاية الكرم، وقد ارتبط به واشتُهر عنه، وكان سمحاً يفتح بابه ويمد يده لكل غادٍ ورائح، فيقضي حاجة المحتاج، ويأخذ بيد المضطر، ويجير من يستجير به. وكان يحب البذل والعطاء، ويكره الشح والبخل، ومن أقواله المأثورة في ذم البخل: «إنه لا عفة مع الشح، ولا مروءة مع الكذب»، وأيضاً قوله في الكرم: «عجبت لمن قَدِر كيف لا يغفر، ولمن وُسِّع عليه كيف لا يَجود!». وكرمه كان لا يتقصر على الشعراء والأدباء والعلماء، وذوي القربى والأصدقاء، والمحتاجين والفقراء، بل يشمل الأعداء أيضاً. وقد كان مسلمة غنياً فاحش الثراء وافر الأموال بسبب الغنائم التي يكسبها في فتوحاته الكثيرة، وتجارته واستثماراته في مجال الزراعة والفلاحة وغيرها، ورغم هذا كان زاهداً في الأموال كثير الإنفاق في وجوه الخير، دائم العطاء، ما أن تُرفع إليه أمواله تصل إليه كل فترة حتى تنفذ من عنده لأنه يوزعها ويتصدق ويتبرع بها. وكانت بابه لا يخلو أبداً، إذ دائماً ما يجتمع عنده أصحاب الحوائج والمسافرين والوافدين والمساكين والفقراء وغيرهم من المحتاجين، وكان يستقبلهم ولا يترك أحداً يذهب من عنده إلا وأكرمه وأعطاه ما يُريده، وبسبب كثرة المحتاجين الذي يأتونه كان يخاف مسلمة أن يضجر بسبب كثرتهم ولا يعطيهم ما يريدون أو يستمع لهم كلهم، لذا كان يأذن لأصدقائه وندمائه أن يدخلوا عليه أولاً فيجلس معهم حتى ينشرح، ثم يأذن لأصحاب الحوائج فلا يترك أحداً منهم إلا وأكرمه وأعطاه ضعف ما يريد. ومن أمثلة كرمه أن بديح مولى عبد الله بن جعفر بن أبي طالب رفع له حاجته وأن عليه دين، فقال له مسلمة: «لأجيزنكَّ جائزة لو نُشِر لي مروان من قبره ما زدته عليها!»، وأعطاه 100٫000 دينار ذهبي من ماله الخاص. وعندما سقط عمر بن عبد العزيز على فراش الموت مريضاً، قال له مسلمة: «يا أمير المؤمنين، إنك قد تركت بَنِيْك عالَة، لا شيء لهم، ولا بُدَّ لهم مما لابُدَّ منه، فلو أَوْصَيْت بهم إلىَّ، وإلى ضُرَبائي من قومي، فكَفَوْك مُؤنَتَهم!»، فرفض عمر عرضه بأن يتولى الإنفاق على أبناءه، وأيضاً عرض مسلمة على عمر 300٫000 دينار من أمواله الخاصة لكي يوصي بها لأبناءه بعد موته حتى لا يعيشون بفقر ويحتاجون لأحد بعده، وذلك لأن عمر كان فقيراً لا مال له ولم يكن لديه شيئاً يوصي به لأولاده الاثنا عشر، فرفض عمر وقال لمسلمة: «إن ولدي أحد رجلين، فإما رجل صالح فالله يتولى الصالحين، وإما فاسق فلا أحب أن أترك له ما يستعين به على معصية الله»، فقال مسلمة: «يرحمك الله يا أمير المؤمنين حياً وميتاً فقد ألنت لنا قلوبا قاسية، وذكرتها وكانت ناسية، وأبقيت لنا في الصالحات ذكراً».

#### إكرامهلبني هاشم
لقد كان مسلمة أيضاً شديد البر ببني هاشم ويكرمهم، ومن أمثلة كرمه أن أبو جعفر المنصور - الخليفة العباسي المستقبلي - أقبل مع خادمه متجهًا لمدينة الرصافة يريد أن يوفد إلى الخليفة هشام بن عبد الملك لكي يطلب منه قضاء حاجة من حوائجه، وفي الطريق مر ببيت مسلمة فنزل أبو جعفر عنده مع خادمه، فضيفهم مسلمة عنده وأكرمهم، وأمر لأبو جعفر بـ 500 درهم، وأعطاه طعاماً ومؤنة لإعانته على السفر.
وفي أحد الأيام مر ببيت مسلمة محمد بن علي بن عبد الله بن العباس - صاحب الدعوة العباسية التي بدأها سراً منذ عهد عمر بن عبد العزيز، ووالد الخليفان أبو العباس السفاح وأبو جعفر المنصور -، وأثناء مروره ببيت مسلمة استقبله وأكرمه وأحسن وفادته، وأعطاه أربعة آلاف دينار، وقال مسلمة له: «يا ابن عَمِّ، هذان ألفان لدَيْنك، وألفان لمَعُوْنَتِك، فإذا نَفَدت، فلا تَحْتَشِمْنا». وبعد عشرات السنين عندما زالت الدولة الأموية وقامت العباسية لَم ينسى العباسيون فضائل مسلمة عليهم، ففي عام 163 هـ ذهب الخليفة المهدي العباسي للشام، ومعه ابنه هارون الرشيد وعمه العباس بن محمد بن علي، فمروا أمام قصر مسلمة، فقال العباس لابن أخيه المهدي: «إن لمَسْلَمَة في أعناقنا مِنَّة»، وأخبره بإكرامه الكبير للعباسيون وبني هاشم، فقال المهدي لرجاله: «أَحْضِروا من ها هنا من وَلَد مَسْلَمَة، ومَواليه»، فأتوا له أحفاد مسلمة وذريته وعبيده ومواليه فأعطاهم عشرين ألف دينار، وأمر أن تُجر، عليهم الأزراق والأموال، ثم قال لعمه العباس: «يا أبا الفَضْل، كافأنا مَسْلَمَة، وقَضَيْنا حَقَّه ؟». وكان هارون الرشيد في خلافته يكرم بنو مسلمة وذريته ويجتاز بهم ويصلهم بسبب إكرام مسلمة لبني هاشم. وعامل العباسيون ذرية مسلمة بشكل جيد رغم العداوة الشديدة التي كانت بين بني أمية وبني العباس بسبب خوف العباسيون على خلافتهم من أن يأخذها الأمويون التي تسببت بقتل العباسيون للأمويون وإقامة المجازر عليهم، إلا أن موقف العباسيون من بنو مسلمة كان جيداً بسبب فضائل مسلمة التي أقروا بها رغم العدواة القائمة.

### صفاته وخصاله وما قيل عنه
من حيثُ الصفات الشكلية فقد ذُكر عن مسلمة أنه كان وسيماً صبيحاً، حسن الصورة، جميل الوجه، ووصف بأنه من أجمل الناس. ومن صفاته الشكلية أيضاً أنه كان أصفر الجلد لذلك كان يُلقب «الجرادة الصفراء»، و«جرادة مروان»، وهناك أيضاً سبب آخر لتلقيب مسلمة بهذا اللقب، وهو؛ ضراوته في الحروب وشدة وطأته على الأعداء، إذ أنّ الجراد إذا ما هاجم بستاناً أتى عليه وخرج منه وهو فارغ لَم يبقي منه شيئاً.
وأما من حيث صفات شخصيته وخصاله، فإنّ العلماء المسلمون وصفوا مسلمة بأنه كانَ؛ خيراً، ديناً، تقياً، زاهداً، عطوفاً، شجاعاً، مقداماً، كريماً، جواداً، فصيحاً، أديباً، فصيحاً، فقيهاً، محدثاً، فارساً مغواراً، باسلاً، بطلاً كراراً، عالماً، فاضلاً، ذكياً، سخياً، سمحاً، نبيلاً، عبقرياً، ماكراً، نابغةً، خطيباً، حازماً، شهماً، حليماً، بارع اللسان، داهيةً، بعيد الغور، شديد البأس، طيب الغراس، ذا رأي وحزم وعزم وتدبير ومروءة وحكمة وأصالة، عالي الهمة والنفس، وأنه من أفاضل بني أمية خاصة وقريش عامة، وأعظم أبناء عبد الملك بن مروان وأحقهم بالخلافة.
لقد وُصِفَ مسلمة بأنه كان ذا شخصية رصينة، ذكياً ألمعي الذكاء، وكان بعيد النظر، لا يكاد يترك شاردة ولا واردة إلا ويمعن التفكير فيها بعمق وشمول، وكان له قابلية على إعطاء القرار السريع الصائب بسبب ذكائه ولأنه كان حاضر البديهة، وعالماً مجرباً، لذلك كان القائد الأول في الدولة الأموية بعد قتيبة بن مسلم الباهلي، ومحمد بن القاسم الثقفي، والمستشار الأول للخلفاء في نفس الوقت. وكان مسلمة ذا إرادة قوية إذا قرر أمراً واقتنع به، ينفذه بحزم وإصرار، وكان يتحمل المسؤولية بلا تردد أيضاً، ولا يحاول التملص منها أو إلقاءها على عاتق الآخرين، وقد قَبَل مسؤوليات ضخمة في أوقات عصيبة، وأثبت جدارة فائقة في تحمل أعباءها، والواقع هو أنه تحمل مسؤوليات ثقيلة، كان بعضها يهدد مصير الدولة بالزوال. وكان متقناً لمبادئ الحروب ويطبقها بكفاية شديدة.
وكان يتحلى بنفسية لا تتبدل بأي حال سواءٌ، في حالة النصر أو الاندحار، ويتقبل النقد بصدر رحب، ويصغي للناصحين الصادقين، ويتشير أهل الرأي والفطنة في أموره، ويفتح أبوابه للناس، ولا يتعالى على أحد غروراً بانتصاراته أو مكانته الرفيعة بين الحكام والمحكومين على حدٍ سواء. أما في حالة الاندحار فإنه يسيطر على أعصابه، ولا ينهار أو يهون أو يتخاذل، ولا يبدو عليه ضعف، ولا تظهر عليه استكانة، بل يتحرك بكل وسيلة ممكنة لإنقاذ الموقف وتبديله من حالٍ إلى حال، وكان يسبق النظر ويعد لكل أمر عدته، ويُدخّل في حسابه أسوأ الاحتمالات حتى لا يفاجأ بما لا يتوقعه من أحداث، ولم يقتصر في سبق النظر على معضلاته العسكرية والإدارية فحسب، بل كان يسبق النظر حتى في قضايا الدولة العليا.
وكان يعرف نفسيات رجاله وجنوده وقابلياتهم، لأنه قضى معظم حياته بينهم، ولأنه كان يخالطهم مخالطة الند للند، ويقصده كل فرد منهم زائراً أو من أجل قضاء حاجاته، لهذا كان يختار الرجل المناسب للعمل المناسب، كُلِّ حسب كفاياته ومزاياه. وكان يثق برجاله المرؤسين له، ويثق برؤسائه من الخلفاء، ويثق به رجاله ورؤساؤه بثقة مطلقة نظراً لإخلاصه وأمانته ولسجاياه الأخرى. وكان يحب الخلفاء وجنوده ويحبونه، فقد كان آلفاً مألوفاً، يعمل للمصلحة العليا للدولة أكثر مما يعمل لنفسه ولمصلحته الخاصة، ويسدي العون الخالص لأتباعه ويسعى لقضاء حوائجهم. وكانت شخصيته قوية نافذة، طغت حتى على شخصيات الخلفاء من بعد أبيه، فكان لا يُرَد له طلب، ويدخل عليهم متى شاء، ويقدم لهم النُّصح بالحسنى، ويأمر المخطئ منهم بالعودة للصواب. أما أنداده وأتباعه فكانوا يهابونه من دون خوف، يخشونه من دون رهبة، يتواضع للصغير منهم، ويوقِّر كبيرهم، وكانوا لا يعصون له أمراً.
استطاع فرض شخصيته على من تولى الخلافة بعد أبيه وعلى بني أمية كافة، وجميع الحكام والمحكومين على حدٍ سواء، ولم تتمكن شخصيته من ترك أثراً في محيطه العربي والإسلامي فحسب، بل فرضها أيضاً على الروم والأتراك والخزر والفرس والأقوام الأخرى. وله إنجازات في كُلِّ من المجالين العسكري والإداري إذ أنه كان قائداً متميزاً تمكن من ترك بصماته على الدولة دفاعاً عنها وإخلاصاً لها ودعماً لمكانتها، كما ترك فتوحاته شاهداً باقياً على كفاياته القيادية، وعندما توفي ترك خلفه فراغاً هائلاً لم يستطع أحد أن يملأه سواءٌ من بني أمية، أو من القادة والساسة الآخرين. ووصل تأثير مسلمة بالناس إلى حد الأساطير، حيثُ أن أهل مدينة دربند الواقعة بروسيا احتفظوا بأحد سيوف مسلمة عندما غزاهم، وأبقوه عندهم ووضعوه في بناء على تل خارج المدينة، ومن حبهم لمسلمة كانوا يقدسونه ويقدسون سيفه، فكانوا يضعون حراس وسدنة وحفاظ عند السيف يحمونه ويقيمون عليه، وكان أهل تلك المناطق يزورونه ويطلبون البركة منه ويدعون عنده، وكانوا لا يزورونه إلا وهم مرتدين ملابس بيضاء، لأن لديهم إسطورة أنهم كلما زار سيف مسلمة أحد يلبس ملابس ملونة تأتي الرياح الشديدة والأعاصير والأمطار حتى تكاد المنطقة وأهاليها أن يهلكوا، وقد ذكر الجغرافي أبو عبد الله بن زكريا القزويني (المتوفي عام 682 هـ)، أنهم كانوا يفعلون هذا حتى في زمانه، أي بعد وفاة مسلمة بأكثر من 400 سنة.
وُصِف مسلمة أيضاً بأنه تقياً، زاهداً، عابداً، عطوفاً، شهماً، طيب الغراس، حاضر القلب، سريع العبرة، كثير البكاء، محباً للعلماء، باذلاً للخير، يأمر بالمعروف وينهى عن المنكر، زاهداً وتاركاً للسلطة والأموال، وبأنه كان محل إجماع الخلفاء، ورضى العلماء، ومدح الشعراء. وكان لا يقبل التزلف ولا المداهنة، ولا والوشاية، وكان لا يقبل الشماتة حتى في العدو، إذ سب أحد جنوده ابن المهلب فغضب ونهاه، وقال: «إن يزيد بن المهلب حاول أمر جسيماً، ومات كريماً!». وكان شديد الحياء، إذ في أحد المرات كان في مصر فجاء للناس قاضياً عليهم، فأتاه الناس بقضاياهم، فكلمته امرأة فانشغل عنها ولم يرد عليها فأهانته واتهمته بقلة الحياء، فكشف عن ساقه فرأى الناس في ساقه أثر لتسع طعنات، فقال لها: «هل تَرَيْن أَثَر هذا الطَّعْن ؟ والله، لو أَخَّرْتُ رِجْلِي قَيْدَ شِبْر، ما أصابتني واحدةٌ منهن، وما مَنَعَنِي من تَأخِيْرها إلا الحَياء، وأنتِ تَنْحِلِيْنِي قِلَّتَه!». وكان أيضاً حليماً دائماً ما يعفو عمن يُسيء إليه ويُحسن معاملتهم، ومن أمثلة هذا أنّ رجلاً كان يشتمه فعلم مسلمة بهذا فأخذ الرجل يعتذر إليه، فأسكته مسلمة وقال له: «اللهم عَفْوًا، كُفَّ عن هذا رَحِمَك الله»، وبلغ مسلمة أنّ جماعة في الأردن يشتمونه ويسبونه فأكرمهم بالكثير من المال والكسوة، وأرسل إلى والي المنطقة يأمره بالإحسان إليهم.
تبارى الشعراء الذين عاصروه في مدحه، وامتدحه الكثير من الأشخاص الذين عاصروه، سواءٌ أصدقاء أو غرباء أو أعداء، إذ قال عنه الأديب خالد بن صفوان التميمي: «الأمير مسلمة، كريم الغراس والفراس، عالم بالناس، جواد في المحل، بسّام عند البذل، حليم عند الطيش، في ذروة قريش، ولباب عبد شمس، ويومه خير من أمس». ولقبه الشاعر كثير عزة «فتى العرب». ووصفه أحد الأعراب حينما رآه قائلاً: «أنتَ غرة مضر وحسيبها حين تُذكر، قد تعطفت عليك الأملاك فليس يخاف ضيفك الهلاك، وأنت في فرع نضار، ورثته عن ذوي الأخطار، ولك يد تمطر الندى، وأخرى تقتل العدى، وقد رزقتَ من الناس الحمد، فدل عليك فضلك». ووصف دهاؤه يزيد بن المهلب أثناء حربه معه قائلاً: «إني قد لقيتُ بني مروان، فو الله ما لقيتُ رجلاً هو أمكر، ولا أبعد غوراً من هذه الجرادة الصفراء». ونالت شخصية مسلمة إعجاب أغلبية العلماء قديما وحديثاً، فما كتب عنه أحداً منهم حتى أرفق كلاماً خاصاً به يمتدحه. ومن الذي قيل فيه من العلماء القدماء، قول الذهبي في كتابه «سير أعلام النبلاء»: «الأَمير الضّرْغام، قائد الجُيوش..له مَواقِف مَشْهُودة مع الرُّوم، وهو الذي غَزا القُسْطَنْطِينِيَّة، وكان مَيْمون النَّقِيْبة..كان أولى بالخِلافة من سَائر إخوته». وقال عنه في كتابه «العبر في خبر من غبر»: «كان مَوْصوفًا بالشَّجاعة والإقْدام، والرَّأْي والدَّهاء». وقال عنه في كتابه «تاريخ الإسلام ووفيات المشاهير والأعلام»: «وكان بطلًا شجاعًا مَهيبًا، له آثار حَميدة في الحروب». وقالا عنه ابن عساكر، والزبير بن بكار: «من رجال بني أمية، وله أثار كثيرة في الحروب، ونكاية في الروم». وقال عنه أبو حنيفة الدينوري في كتابه «الأخبار الطوال»: «كان مسلمة ذا عقل كامل، وأدب فاضل». وقال عنه الجاحظ في كتابه «البيان والتبيين»: «كان مَسْلَمَة شجاعًا خَطيبًا، وبارِعَ اللسان جَوادًا، ولم يكن في وَلَد عبد المَلِك مِثْلَه، ومِثْلَ هشامٍ بعده».
وقال عنه البلاذري في كتابه «أنساب الأشراف»: «وكان صاحب رَأْيِهم...وكان شجاعًا». وقال عنه ابن عبد ربه في كتابه «العقد الفريد»: «ولم يكن لعبد المَلِك بن مَرْوان ابنٌ أَسَدَّ رَأْيًا، ولا أَذْكَى عَقْلًا، ولا أَشْجَع قَلباً، ولا أَسْمَحَ نَفْسًا، ولا أَسْخَى كَفًّا من مَسْلَمَة». وقال عنه الأبشيهي في كتابه «المستطرف في كل فن مستظرف»: «فَحْلُ بَنِي أُمَيَّة، وفارِسُها ووالِي حُروبها». وقال عنه ابن تغري في كتابه «النجوم الزاهرة»: «كان شجاعاً صاحب همة وعزيمة». وقال عنه ابن الجوزي في كتابه «المنتظم في تاريخ الملوك والأمم»: «كان شجاعًا جوادًا ذا رأي وحزم وفضل...وكان حسن التدبير...وإنما زوت عنه بنو أمية لأن أمه أم ولد». وقال عنه الحسين بن محمد المرعشي في كتابه «الغرر في سير الملوك وأخبارهم»: «كان مسلمة من أنجب أبناء عبد الملك وأقربهم، خِّيراً ديناً، مرضي السير في السيادة والسياسة». وقال عنه ابن كثير في كتابه «البداية والنهاية»:
| مسلمة بن عبد الملك | وبالجملة كانت لمسلمة مواقف مشهورة، ومساعٍ مشكورة، وغزوات متتالية ومنثورة، وقد افتتح حصوناً وقلاعاً، وأحيا بعزمه وحزمه قصوراً وبقاعاً، وكان في زمانه نظير خالد بن الوليد في أيامه، في كثرة مغازيه، وكثرة فتوحه، وقوة عزمه، وشدة بأسه، وجودة تصرفه في نقضه وإبرامه، هذا مع الكرم والفصاحة، والرياسة والسماحة، والأصالة والرجاحة، والدين والعفة، رحمه الله. | مسلمة بن عبد الملك |

وأما المؤرخون في العصر الحديث فأيضاً مدحوا مسلمة، ومما قالوه فيه؛ قول خير الدين الزركلي: «أمير قائد، من أبطال عصره». وقال عنه عبد الرحمن رأفت الباشا: «أحد كبار أمراء بني أمية، وعقلائهم وقادة جيوشهم». وقال عنه عمر فروخ: «وهو القائد الذي اقترن اسمه بغزو بلاد الروم، وبالفتوح الجليلة فيها، فكان نابغة في الفنون الحربية شجاعاً، وقد نال ثقة جميع الخلفاء، وقاد جيوش الغزو باسمهم، منذ أيام عبد الملك إلى أيام أخيه هشام». وقال عنه محمد سهيل طقوش: «يعتبر مسلمة من ألمع القادة العسكريين المسلمين....وقد تمرس هذا القائد على قتال البيزنطيين، وعرف أرضهم وأسالبيهم». وقال عنه سليمان مصلح أبو عرب في كتابه «مواقف من التاريخ العربي»: «من أكثر الأمراء الأمويين شجاعة ونبلاً وكرماً، بالإضافة إلى ما اشتهر به من حكمة وأصالة ورأي، وعلو همة ونفس». وقال عنه بسام العسلي: «كان من أكفاء القيادات، ثاقب في إدارة الأمور وسد الثغور». وقال عنه محمد رجب الأسود:
| مسلمة بن عبد الملك | لن ينسى التاريخ بطلاً فذاً اسمه مسلمة، أو ما كانوا يطلقون عليه الجرادة الصفراء، بطل حروب الروم وفارسها، الذي لا يبارى في شجاعته وبذله وعبقريته في قيادة الحروب، وإذا كان يحق لعبد الملك الملقب بأبي الملوك أن يفخر بأبوته لأربعة ممن تولوا الخلافة، فإن أبوته لمسلمة ادعى إلى افتخاره وتباهيه في مجال الزهو بالصالحين من الأبناء. | مسلمة بن عبد الملك |

ذكر المؤرخ ابن أبي الحديد في شرح نهج البلاغة، والجاحظ في إحدى رسائله السياسية أن هناك ثلاثة رجال يعتبرون من نوادر الناس في حُسن الرأي والتدبير والحلم والرئاسة، وهم؛ أبو سفيان بن حرب، وعبد الملك بن مروان، ومسلمة بن عبد الملك. وأما نوادر الرجال في الفتوحات والتدبير فذكروا معاوية بن أبي سفيان، وعبد الملك بن مروان، ومسلمة بن عبد الملك. وذكروا عن مسلمة: «كان مسلمة شجاعاً مدبراً، وسائساً مقدماً، وكثير الفتوح كثير الأدب»، وضربوا به المثل بالشجاعة والبأس مع العباس بن الوليد بن عبد الملك، وعمه محمد بن مروان، وابن عمه مروان بن محمد، وعدوا واعتبروا مسلمة من مفاخر بني أمية التي يتابهون ويفتخرون ويعتزون بهم.
وقد لُقب مسلمة بعدة ألقاب، منها في حياته وبعضها بعد مماته، ومنها؛ ناب وفحل ورجل وفارس بني أمية، والجرادة الصفراء، وجرادة مروان، وفتى العرب، ولباب عبد شمس، والقاهر بعون الله، وليث الوغى.

## زوجاته وأولاده وذريته

### زوجاته
لَم يذكر التاريخ إلا ثلاثة فقط من زوجات مسلمة بن عبد الملك، وهُن:
- الرَّباب بنت زُفَر بن الحارث الكلابيَّة، وهي بنت زفر بن الحارث الكلابي التي كان بينه وبين عبد الملك بن مروان عدواة شديدة وحروب كثيرة في بداية عهد عبد الملك، وأخويها الهُذيل والكوثر كانا قادة عسكريون ومن أقرب الناس لمسلمة، وكان يدخلهما في إيوانه قبل بقية الناس الذين يأتون إليه، وكانا قادة في حروب مسلمة، وخصوصاً الهذيل الذي عينه مسلمة كقائداً من قادة جيشه في حروب بالقوقاز والعراق.[528]
- الزَّعُوم بنت قيس بن محمد بن الأشعث بن قيس الكِنْدِيَّة، وهي بنت أخ عبد الرحمن بن الأشعث الذي خرج على الدولة الأموية في عهد عبد الملك وكادت ثورته أن تدمر الدولة، وأيضاً هي من أحفاد الصحابي الأشعث بن قيس.[529]
- أم سلمة المخزومية القرشيَّة، هي من سيدات قريش، تزوجت بعد مسلمة من الخليفة العباسي الأول أبو العباس السفاح.[530]

### أولاده
| إِنِّي قَدْ وَصَلْتُ جَنَاحَكَ بِعَضُدِي، وَرَضِيتُ بِكَ قَرِينًا لِوَلَدِي، فَأَحْسِنْ سِيَاسَتَهُمْ تَدُمْ لَكَ اسْتِقَامَتُهُمْ وَأَسْهِلْ بِهِمْ فِي التَّأْدِيبِ عَنْ مَذَاهِبِ الْعُنْفِ، وَعَلِّمْهُمْ مَعْرُوفَ الْكَلامِ وَجَنِّبْهُمُ مُثَاقَبَةَ اللِّئَامِ، وَانْهَهُمْ أَنْ يُعْرَفُوا بِمَا لَمْ يُعْرَفُوا، وَكُنْ لَهُمْ سَائِسًا شَفِيقًا، وَمُؤَدِّبًا رَفِيقًا، تُكْسِبْكَ الشَّفَقَةُ مِنْهُمُ الْمَحَبَّةَ، وَالرِّفْقَ، وَحُسْنَ الْقَبُولِ، وَمَحْمُودَ الْمَغَبَّةِ، وَيَمْنَحْكَ مَا أَدَّى مِنْ أَثَرِكَ عَلَيْهِمْ، وَحُسْنُ تَأْدِيبِكَ لَهُمْ مِنِّي جَمِيلُ الرَّأْي، وَفَاضِلُ الإِحْسَانِ وَلَطِيفُ الْعِنَايَةِ. |
| —وصية مسلمة بن عبد الملك لحاضن ومُؤدِّب ومعلم أبناءه. |

كان لمسلمة من الأولاد الذكور 8، وأما البنات فلَم يذكر التاريخ إلا واحدة غير معروف اسمها، ولا يُعلم إن كان له بنات غيرها، وأولاده هم:
- سعيد الأكبر بن مسلمة، به يُكنى مسلمة وأمه أم ولد - جارية -، وهو محدث وراوي للحديث النبوي، من شيوخه الذين روى وتتلمذ على يدهم هشام بن عروة بن الزبير بن العوام، أحاديثه موجودة في كتب الصحاح الستة عند أهل السنة والجماعة.[532]
- يزيد بن مسلمة، كان شاعراً ولغوي.[533]
- إبراهيم بن مسلمة، قُتِل في مجزرة أبي فطرس بفلسطين، مع 83 شخص من بني أمية رجالاً وأطفالاً على يد الأمير العباسي عبد الله بن علي العباسي - عم الخلفاء العباسيون -.[534]
- شراحيل بن مسلمة، سُجِن في عهد الخليفة مروان بن محمد هو وعدة من أحفاد عبد الملك بن مروان بسبب الاختلافات السياسية بين بني أمية في أواخر دولتهم، في السجن أصبح صديقاً لإبراهيم بن محمد بن علي العباسي - أخ الخليفتان أبو العباس السفاح وأبو جعفر المنصور وزعيم الحركة العباسية، سجنه مروان عندما اكتُشف حقيقته وأنه يجهز للخروج على الدولة سراً وذلك عبر رسالة يأمر فيها أبو مسلم الخراساني أن يقتل كل العرب بخراسان -،[535] وفي السجن تسمم شراحيل وإبراهيم معاً، ولَم يُعرف الجاني أو سبب قتلهم.[536]
- إسحاق بن مسلمة.[537]
- أبان بن مسلمة.[538]
- سعيد الأصغر، أمه هي الزَّعُوم بنت قيس.[539]
- محمد بن مسلمة، كان شاعراً فارساً، وقائداً مغموراً، كان والده مسلمة يجعله قائداً على ميسرة جيشه في بعض حروبه مع الروم، وكان أشبه الناس بأبيه مسلمة خَلقاً وخُلقاً، وصفه المؤرخون بأنه كان شديد الوسامة والشجاعة، من أجمل الناس وأشجعهم. وفي معركة الزاب بين الأمويون والعباسيون قاتل محمد مع جيش الخليفة مروان بن محمد، فرآه عبد الله بن علي فأُعجب به لأنه كان شاباً عليه أبهة الشرف ويُقاتل ببسالة، فقال له عبد الله: «يا فتى لك الأمان ولو كنت مروان بن محمد!»، فقال محمد: «إن لم أكنه فلستُ بدونه»، فقال عبد الله: «فلك الأمان ولو كنت من كنت!»، فرأى محمد كيف يُهزم الجيش الأموي ويُقتل فثارت حميته، وتقدم بفرسه وهو يُنشد:[540][541]

فعاد لجيش مروان ووقف خلف فبقى يُقاتل الجيش العباسي بشراسة وهو يردد البيتين حتى قُتِل على يدهم. وقد زعم ابن الأثير أن صاحب هذه القصة هو مسلمة نفسه، وأنه عاش حتى عهد مروان وتوفي بمعركة الزاب. ويُذكر من بنات مسلمة ابنة غير معروف اسمها تزوجها سعيد بن عبد العزيز بن الحارث بن الحكم بن أبي العاص الأموي، الذي ولاه مسلمة على خراسان، كذلك يُذكر أن مسلمة كان متزوجاً من أم سعيد بن عبد العزيز، واسمها غير معروف أيضاً.

### ذرية مسلمة بن عبد الملك
كثُرت ذرية ونسل مسلمة وانتشرت في البلدان الإسلامية، ذكر ابن حزم أنه في زمانه - أي القرن الخامس الهجري - لا زال كثير من ذرية مسلمة يعيشون في الجزيرة الفراتية بحصن مسلمة الذي بناه هناك. وجزء آخر من ذريته عاشوا في تندة وما حولها في الأشمونين بصعيد مصر، وذكر المؤرخ أبو العباس القلقشندي أنهم في زمانه - أي القرن التاسع الهجري - لا زالوا يعيشون هناك. ومن كثرة نسل مسلمة وتفرعهم آُطلق عليهم «بنو مسلمة» ويعتبرون بطن من بطون بني أمية وقريش.
وبعضاً من ذرية مسلمة عاشوا في الناعورة بحلب تحديداً في القصر الذي بناه مسلمة، وبلغ عدد ذرية مسلمة بالناعورة في عهد هارون الرشيد 70 بيتاً، وأُطلِق عليهم أيضاً «المسالمة». وبقي جزء من أبناء مسلمة وأحفاده في بالس أو مسكنة حتى جاءت الدولة العباسية فنهبوا أموال بني أمية، وأخذوا قسراً بالس من ورثة مسلمة، فأخرجوهم منها إجباراً واحتج عليهم أحفاد مسلمة وذريته كثيراً بسبب ذلك. وقد انتقل بعض من ذرية مسلمة أيضاً للأندلس أيضاً وذلك في عهد الخليفة الأموي الحكم المستنصر بالله، منهم؛ عبد العزيز بن هارون بن القاسم بن محمد بن محمد بن أبان بن مسلمة بن عبد الملك، ومحمد بن أحمد بن محمد بن عبد الله بن حامد بن موسى بن العباس بن محمد الحصني بن يزيد بن محمد بن مسلمة بن عبد الملك، فلما انتقلوا للأندلس أكرمهم الحكم وقربهم إليه.
وأشهر الذين خرجوا من ذرية مسلمة هو محمد بن يزيد بن محمد بن مسلمة بن عبد الملك الحصني، وهو شاعر جزيل من العصر العباسي عاش في فترة خلافة المأمون ويلقب بـ «الحصني المسلمي»، ويقصد بالحصني أنه يعيش في حصن مسلمة بالجزيرة الفراتية، وللحصني عشرات القصائد بلغ عدد أبياتها 334 بيتاً، واشتُهر كثيراً بسبب ردوده الكثيرة بأشعاره على الشعوبيون من الفرس وغيرهم الذين انتشروا في زمانه كثيراً، وأخذوا يسبون العرب وينتقصونهم بكل مكان، وعُرف بقصيدته التي يرد فيها على الوالي الفارسي عبد الله بن طاهر الذي قال قصيدة يمدح فيها كسرى وجدوده ويسب الخليفة الأمين ويعرض بالعرب، وبسبب رد الحصني على عبد الله كاد أن يقتله وأتى لحصن مسلمة بسبب هذا ولكنه لم يفعلها. وأيضاً من مشاهير ذرية مسلمة؛ عالم الحديث أبو الحسين علي بن عاصم بن أبي العاص بن إسحاق بن مسلمة بن عبد الملك.

## وفاته
اخُتلِف في السنة التي توفي فيها مسلمة ما بين سنة 120 هـ و121 هـ و122 هـ، إذ ذكر يعقوب الفسوي والذهبي وابن أياس الأزدي وابن حجر العسقلاني وخليفة بن خياط أنه مات 120 هـ. ولكن ناقض خليفة بن خياط نفسه وذكر أن مسلمة غزا الروم في العالم التالي، وناقض الذهبي نفسه أيضاً فَذكر في أربع كتب أخرى له أنّ مسلمة توفي عام 121 هـ، وذكر غيره من المؤرخين أن مسلمة توفي في 121 هـ مثل ابن كثير والدولابي ومحمد بن عائذ الدمشقي والبلاذري وابن عساكر وابن العماد الحنبلي. وذكر ابن الجوزي أنه توفي عام 122 هـ. والأصح والأثبت هو أنّ مسلمة توفي في يوم الأربعاء 7 محرم من عام 121 هـ الموافق 24 ديسمبر، 738 م عن عُمرٍ يُناهز 54 سنة، في إحدى القرى التي عَمَرَّها، وهي قرية الحانوت أو الحانوتة الواقعة بحلب في سوريا، ودُفِن في قنسرين.

### رثاء الشعراء له
لقد توفي مسلمة بشكلٍ مفاجئ وغير متوقع بدون مرضٍ أو علامات تنبئ بالأمر، وعندما توفي كان أخيه هشام في معسكره يتفقد شرطته، فأتاه الوليد بن يزيد بن عبد الملك - الخليفة الأموي المستقبلي -، فقال له وللناس: «يا أمير المؤمنين، إن عقبى من بقي لحوق من مضى، وقد أقفر بعد مَسلمة الصيد لمن رمى، واختل الثغر فوهى، وعلى أثر من سلف ما يمضي من خلف، (وَتَزَوَّدُوا فَإِنَّ خَيْرَ الزَّادِ التَّقْوَىٰ)»، فَعَلِموا أن مسلمة مات، فوجم هشام والناس من الحزن ولَم يقولوا شيئاً، فذهب الوليد عائداً وهو يرثي مسلمة قائلاً:
وقال يرثي مسلمة أيضاً:
وقال الشاعر عبد الله بن عبد الأعلى الشيباني يرثيه:
وقال ذي الشامة محمد بن عمرو بن الوليد بن عقبة بن أبي معيط الأموي يرثيه:
وقال شاعر شامي مجهول يرثيه:

### نبش قبره على يد العباسيين
بعد وفاة مسلمة بـ 11 سنة في عام 132 هـ هُزِم مروان بن محمد آخر خليفة أموي على يد العباسيين وقُتِل، وقُتِل معه الكثير من الأمويين، وبعد الهزيمة دخل الأمير العباسي عبد الله بن علي بجيشه إلى الشام فأفدح فيها وارتكب الكثير من المجازر بالمدنيين، ونبش كثيراً من القبور، خصيصاً بعض قبور بني أمية، ومن القبور الأموية التي نبشها عبد الله والعباسيون قبر مسلمة في قنسرين فأخرج جثمانه، وأخذ جمجمته فأحرقها.

## شخصيته في الأدب والإعلام
أدبياً تم تناول شخصية مسلمة بن عبد الملك في عدد من الكتب منها؛ كتاب «مسلمة بن عبد الملك، حياته العسكرية والأدبية» لعلي حسين صافي، وكتاب «الأمير مسلمة بن عبد الملك بن مروان» لعواد مجيد الأعظمي، و«مسلمة بن عبد الملك، دراسة تاريخية» لبدرية النبهاني، ورواية بنت قسطنطين للأديب المصري محمد سعيد العريان المنشورة عام 1948، وفيها تناول محمد سعيد شخصية مسلمة بن عبد الملك وسيرته خلال عهد عبد الملك بن مروان والوليد بن عبد الملك وسليمان بن عبد الملك، في إطار قصصي روائي ممزوج بحقائق تاريخية وأحداث خيالية.
وإعلامياً، ظهرت شخصيته في العديد من المسلسلات، منها؛ مسلسل فارس بني مروان للمخرج السوري نجدة إسماعيل أنزور الذي يطرح سيرته وحياته منذ ولادته حتى توفى، ولعب دوره فيه الممثل الأردني نضال نجم. ومسلسل عمر بن عبد العزيز، وجسد شخصيته الممثل المصري مفيد عاشور. ومسلسل صقر قريش، ولعب دوره فيه الممثل السوري إسكندر عزيز. ومسلسل أبو جعفر المنصور، وجسد شخصيته فيه الممثل عبد الرحيم علاء الدين.